# Basílica de San Pedro
La basílica papal de San Pedro (en latín: Basilica Sancti Petri; en italiano: Basilica Papale di San Pietro), conocida comúnmente como basílica de San Pedro, es un templo católico situado en la Ciudad del Vaticano.
La basílica cuenta con el mayor espacio interior de una iglesia cristiana en el mundo, presenta 193 m de longitud, 44,5 m de altura, y abarca una superficie de 2,3 hectáreas.[cita requerida] La altura que le confiere su cúpula hace que su figura domine el horizonte de Roma. Es considerada como uno de los lugares más sagrados del catolicismo. Se la ha descrito como «ocupante de una posición única en el mundo cristiano», y como «la más grande de todas las iglesias de la cristiandad». Es una de las cuatro basílicas mayores y una de las iglesias que se deben visitar en el peregrinaje de las siete iglesias de Roma para alcanzar la indulgencia plenaria.
En la tradición católica, la basílica se encuentra situada sobre el lugar de entierro de san Pedro, que fue uno de los doce apóstoles de Jesús de Nazaret, primer obispo de Antioquía, primer obispo de Roma y, por lo tanto, el primero de los pontífices. La tradición y las evidencias históricas y científicas sostienen que la sepultura del Santo está directamente debajo del altar mayor de la basílica. También la mayoría de los papas han sido enterrados en San Pedro desde la época paleocristiana.
En el sitio de la basílica han existido iglesias desde el siglo IV. La construcción del actual edificio, sobre la antigua basílica constantiniana, comenzó el 18 de abril de 1506, por orden del papa Julio II, y finalizó el 18 de noviembre de 1626.
En ella trabajaron algunos de los arquitectos más renombrados de la historia, como Donato Bramante, Miguel Ángel o Bernini.
A pesar de la creencia popular, San Pedro no es una catedral, ya que la archibasílica de San Juan de Letrán es la verdadera catedral de Roma.

## Estatus

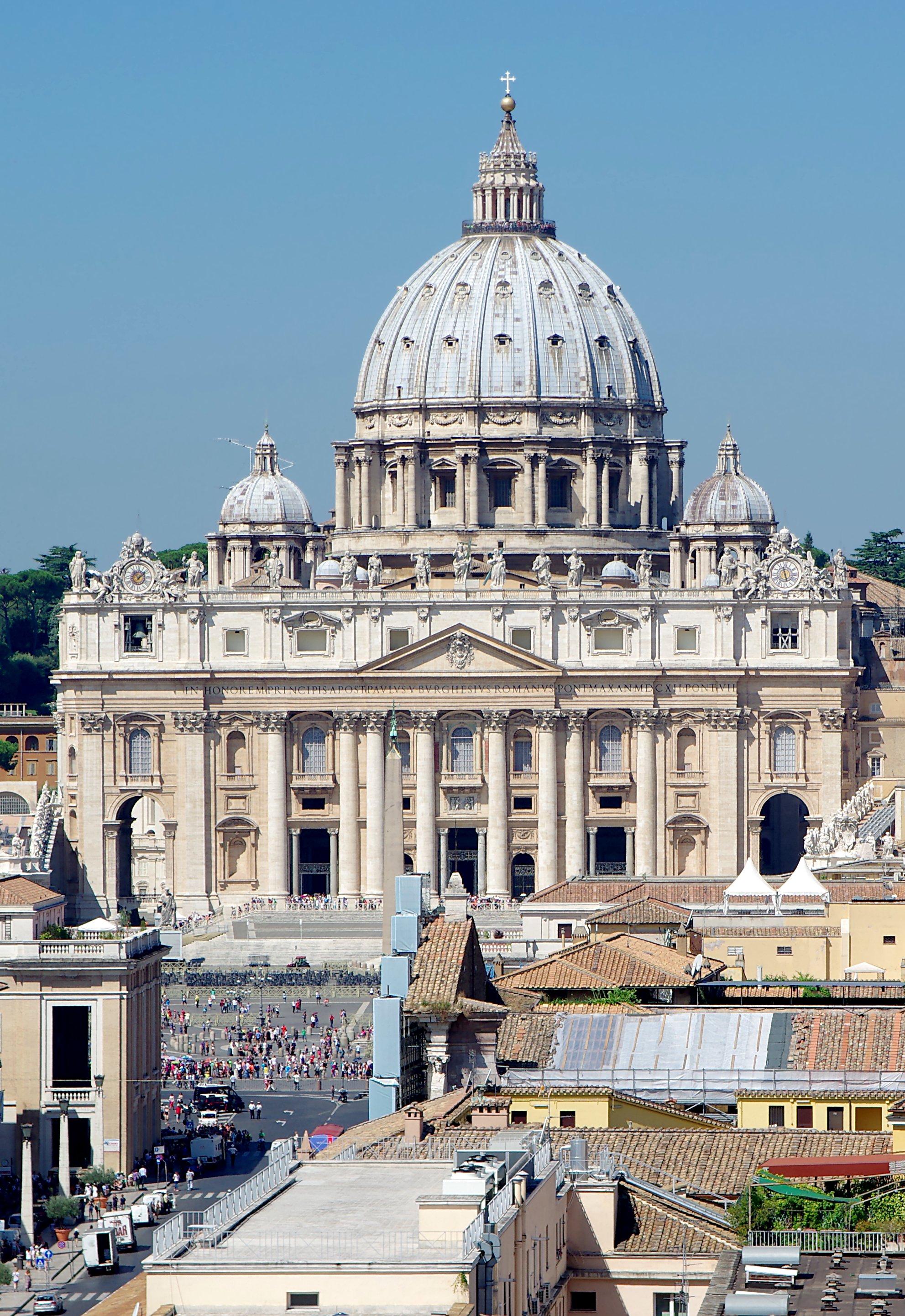
Vista general de la basílica con la cúpula.

La basílica de San Pedro es una de las cuatro basílicas papales o basílicas mayores de Roma; las otras son la archibasílica de San Juan de Letrán, la basílica de Santa María la Mayor y la basílica de San Pablo Extramuros.
La basílica de San Pedro no es ni la sede oficial del papa, ni es la primera basílica de Roma, pues este honor lo ostenta la archibasílica de San Juan de Letrán; tampoco es la parroquia de la Ciudad del Vaticano, ya que actualmente es la Capilla Paulina la que funciona como tal. Sin embargo, es la principal iglesia pontificia al celebrarse en ella la mayoría de las ceremonias papales debido a su tamaño, a su proximidad a la residencia papal y a su ubicación dentro de la Ciudad del Vaticano.
La Cátedra de San Pedro es una silla antigua que se supone fue utilizada por san Pedro, pero que en realidad fue un regalo de Carlos el Calvo, y utilizada por varios papas. Ocupa una posición elevada en el ábside, en un relicario de bronce sostenido por figuras de los Doctores de la Iglesia, e iluminada por una vidriera que representa al Espíritu Santo.

## Historia

### Tumba de San Pedro

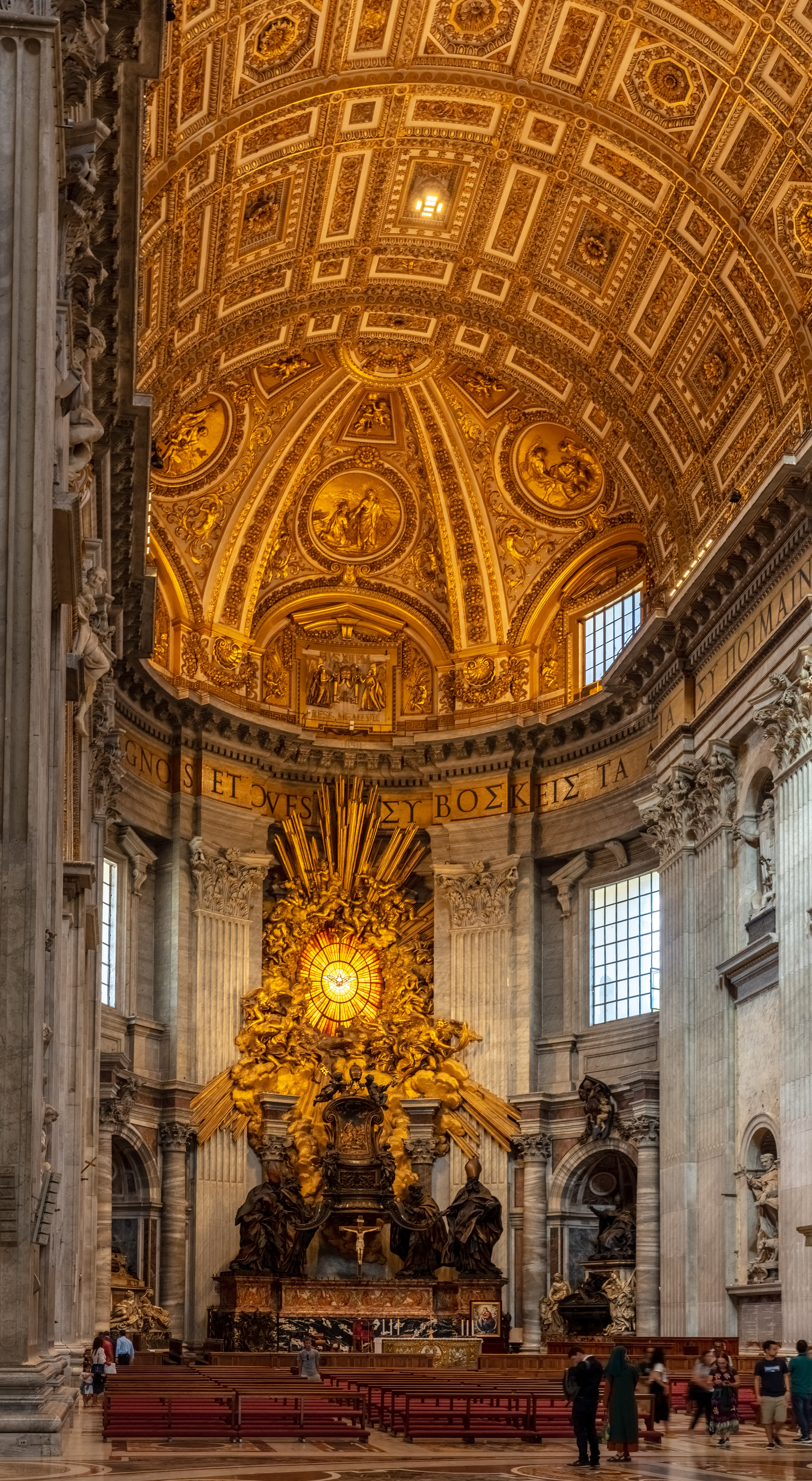
Cátedra de San Pedro.

Después de la crucifixión y resurrección de Jesús, en el segundo cuarto del siglo I, se registra en el libro bíblico de los Hechos de los Apóstoles que uno de sus doce discípulos, Simón Pedro, un pescador de Galilea, ocupa una posición de liderazgo entre sus seguidores, teniendo gran importancia en la fundación de la Iglesia cristiana.
Simón Pedro, después de un ministerio de unos treinta años, viajó a Roma. En el año 64, durante el reinado del emperador Nerón, los cristianos fueron responsabilizados del gran incendio de Roma, por lo que Pedro fue martirizado, al igual que otros muchos cristianos. Fue crucificado cabeza abajo, por petición propia, porque se consideraba indigno de morir de la misma manera en que lo había hecho Cristo. La crucifixión tuvo lugar cerca del obelisco egipcio que había en un extremo del Circo de Nerón. Este obelisco fue traído desde la ciudad de Heliópolis por Calígula en el año 37 d. C. Se encuentra actualmente en la Plaza de San Pedro, y es venerado como un «testigo» de la muerte del apóstol. Es uno de los varios antiguos obeliscos de Roma.

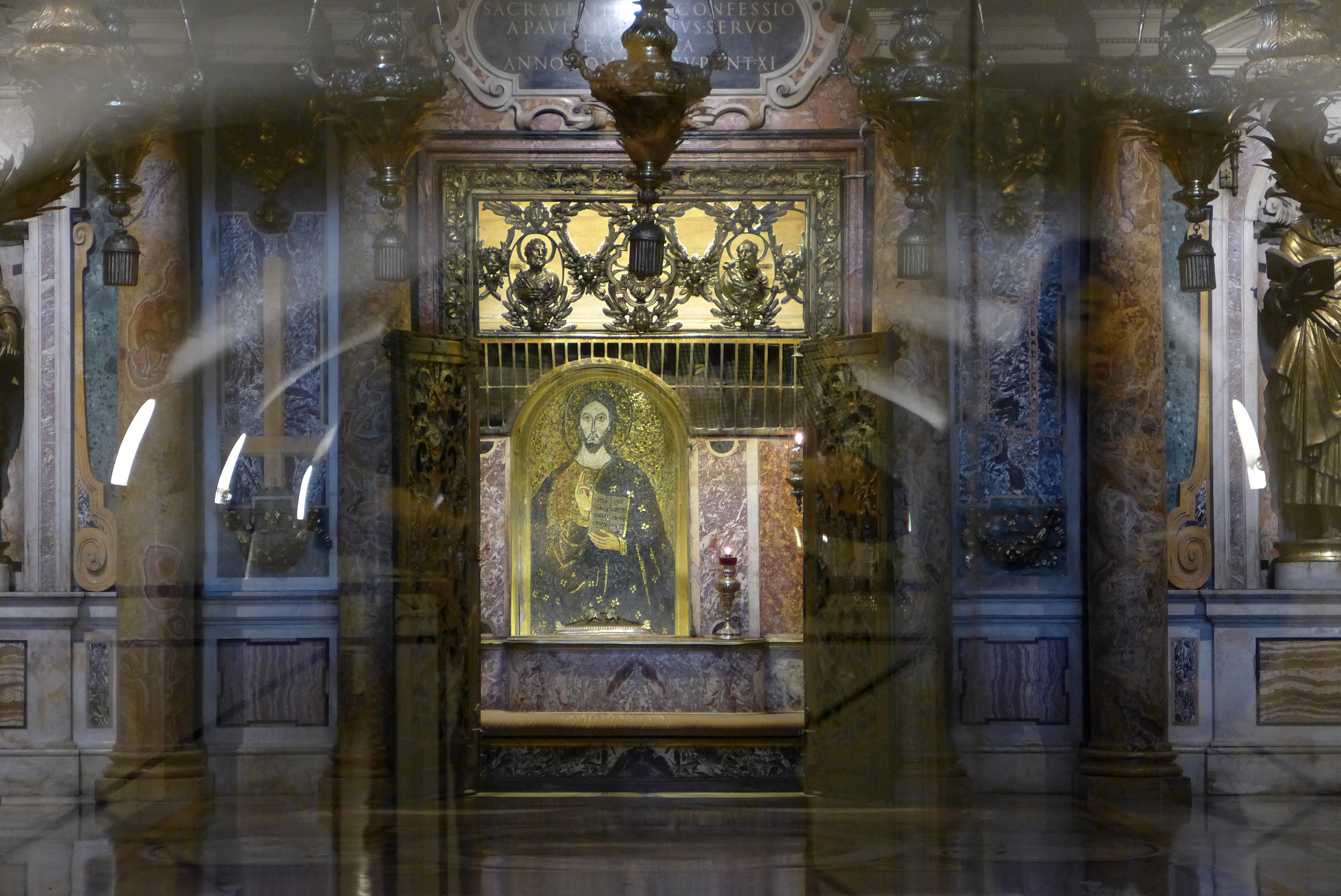
La tumba de San Pedro vista desde las Grutas Vaticanas.

Según la tradición, los restos de Pedro fueron enterrados a las afueras del Circo, en la Colina Vaticana, avanzando por la Vía Cornelia, que partía del Circo, a menos de 150 m del lugar de su muerte. La tumba de Pedro estaba marcada por una roca de color rojo, símbolo de su nombre, que les servía a los cristianos para identificarla y, al mismo tiempo, carecía de sentido para los no cristianos, lo que evitaba posibles represalias. Años más tarde, en este lugar se construyó un santuario o "cella memoriae", que casi 300 años después se convirtió en la antigua basílica de San Pedro.
En 1939, durante el papado de Pío XII, se realizó una investigación arqueológica de 10 años de duración en la cripta de la basílica, que permanecía inaccesible desde el siglo IX. De hecho, el área cubierta por la Ciudad del Vaticano había sido un cementerio desde antes de la construcción del Circo de Nerón. Además, allí eran enterradas las víctimas de las ejecuciones del circo, así como numerosos cristianos que optaron por ser enterrados cerca del apóstol. Las excavaciones revelaron, en diferentes niveles, los restos de los santuarios que existieron en las épocas de Clemente VIII (1594), Calixto II (1123) y Gregorio I (590-604). Todas las construcciones se encontraban sobre un edículo que contenía fragmentos de huesos en un paño teñido de púrpura con adornos de oro. A pesar de que no se pudo determinar con certeza que los huesos fueran los de Pedro, las vestimentas sugerían un entierro de gran importancia. El 23 de diciembre de 1950, el papa Pío XII anunció el descubrimiento de la tumba del apóstol san Pedro.

### Antigua basílica

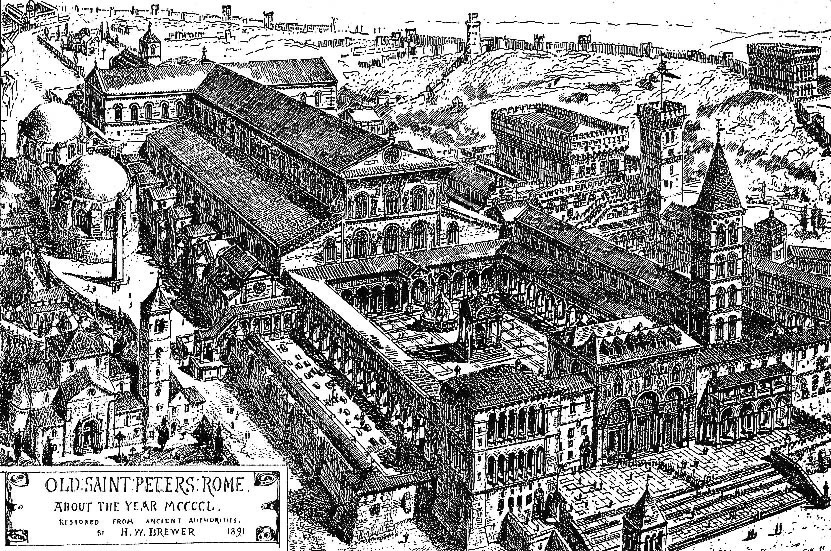
Dibujo realizado por H. W. Brewer en 1891 del estado de la basílica entre 1483-1506

La antigua basílica fue construida en el lugar donde se encontraba la tumba de Pedro, no lejos del circo de Nerón. Las obras fueron ordenadas por el emperador Constantino, a expensas del papa Silvestre I; comenzaron entre el 326 y el 330, y finalizaron 30 años después. Ante el altar mayor de esta iglesia fueron coronados muchos emperadores, como Carlomagno, a quien el papa León III impuso la corona imperial el día de Navidad del año 800.

### Plan de reconstrucción
A finales del siglo XV, tras el período del papado de Aviñón, la basílica paleocristiana se encontraba bastante deteriorada y amenazaba con derrumbarse. El primer papa que consideró la reconstrucción o, al menos, hacer cambios radicales, fue Nicolás V en 1452. Encargó el trabajo en el antiguo edificio a Leon Battista Alberti y Bernardo Rossellino, que fue el encargado de diseñar los cambios más importantes. En su proyecto, Rossellino mantuvo el cuerpo longitudinal de cinco naves cubiertas con techos abovedados y renovó el transepto con la construcción de un ábside más amplio al que añadió un coro; esta nueva intersección entre el crucero y el ábside se cubriría con una bóveda. Esta configuración ideada por Rossellino influyó en el posterior proyecto de Bramante. Las obras se interrumpieron tres años después, a la muerte del papa, cuando los muros tan solo alcanzaban a levantarse un metro del suelo. Sin embargo, el papa ordenó la demolición del Coliseo de Roma y, en el momento de su muerte, 2 522 carretadas de piedra habían sido transportadas para su uso en el nuevo edificio.
Cincuenta años después, en 1505, bajo el pontificado de Julio II, se reiniciaron las obras, con la idea de que el nuevo edificio fuera el marco adecuado para acoger su sepultura; el papa pretendía con la obra «engrandecerse a sí mismo en la imaginación popular». Para ello se celebró un concurso, existiendo actualmente varios de los diseños en la Galería de los Uffizi en Florencia. El plan iniciado por Julio II continuó a través de los papados de León X (1513-1521), Adriano VI (1522-1523), Clemente VII (1523-1534), Paulo III (1534-1549), Julio III (1550-1555), Marcelo II (1555), Paulo IV (1555-1559), Pío IV (1559-1565), san Pío V (1565-1572), Gregorio XIII (1572-1585), Sixto V (1585-1590), Urbano VII (1590), Gregorio XIV (1590-1591), Inocencio IX (1591), Clemente VIII (1592-1605), León XI (1605), Paulo V (1605-1621), Gregorio XV (1621-1623), Urbano VIII (1623-1644) y de Inocencio X (1644-1655).

## Construcción
El papa Julio II se propuso continuar las obras iniciadas por Nicolás V, pero en 1505 decidió la construcción de una nueva basílica ex-novo, acorde con la nueva estética renacentista.

### Proyecto de Bramante
La colocación de la primera piedra tuvo lugar el 18 de abril de 1506. El propio Julio II eligió esta fecha como la más propicia para comenzar las obras por consejo de sus astrólogos, que previamente habían realizado los cálculos por mandato suyo. El proyecto fue encargado al arquitecto Donato d'Angelo Bramante, llegado poco antes desde Milán, y que se había ganado la confianza del papa por encima del anterior arquitecto, Giuliano da Sangallo. Incluso se encargó del diseño del Patio del Belvedere. El proyecto consistía en un edificio con planta de cruz griega inscrita en un cuadrado y cubierta por cinco cúpulas, la central de mayor tamaño y apoyada en cuatro grandes pilares, inspirándose en la basílica de San Marcos, y un claro ejemplo de planta centralizada típica del Renacimiento. La cúpula central, inspirada en la del Panteón de Agripa, se situaba sobre el crucero, y las restantes en los ángulos. Esta idea quedó plasmada en una medalla acuñada por Caradosso para conmemorar la colocación de la primera piedra del templo el 18 de abril de 1506. En la construcción de la iglesia también resultó importante la aplicación de los estudios teóricos de Francesco di Giorgio, Filarete y, sobre todo, de Leonardo da Vinci, para iglesias de planta centralizada, cuyos resultados están claramente inspirados en la planta octogonal de la catedral de Florencia.
Los trabajos se iniciaron con la demolición de la basílica paleocristiana, lo que fue muy criticado dentro y fuera de la Iglesia por personalidades como Erasmo de Róterdam o Miguel Ángel, que criticó la destrucción de las columnas de la antigua basílica. Bramante fue apodado «maestro ruinoso», y Andrea Garner se burló de él en la sátira Scimmia («Mono»), publicada en Milán en 1517, donde presenta al arquitecto fallecido ante san Pedro, que le recrimina la demolición cuando le propone la reconstrucción del cielo. A estos escándalos hubo que sumarle el de la venta de indulgencias para la construcción de la basílica, lo que tuvo un papel importante en el nacimiento de la Reforma Protestante de Martín Lutero, que vio los trabajos en su viaje a Roma a finales de 1510, y en base al que escribiría las noventa y cinco tesis. Con todo esto, Bramante no pudo ver avanzar demasiado la obra, pues murió en 1514, cuando solo se habían edificado poco más que los cuatro grandes pilares que debían sostener la gran cúpula central. El proyecto de Bramante estaba constituido por pilastras gigantescas y una gran cúpula semiesférica sostenida por un tambor de columnas. El espacio generado en el interior era una magnífica manifestación de la imagen renacentista. En cuanto al exterior, no poseía una auténtica fachada, ya que esta era de importancia secundaria.

Proyecto de Bramante.
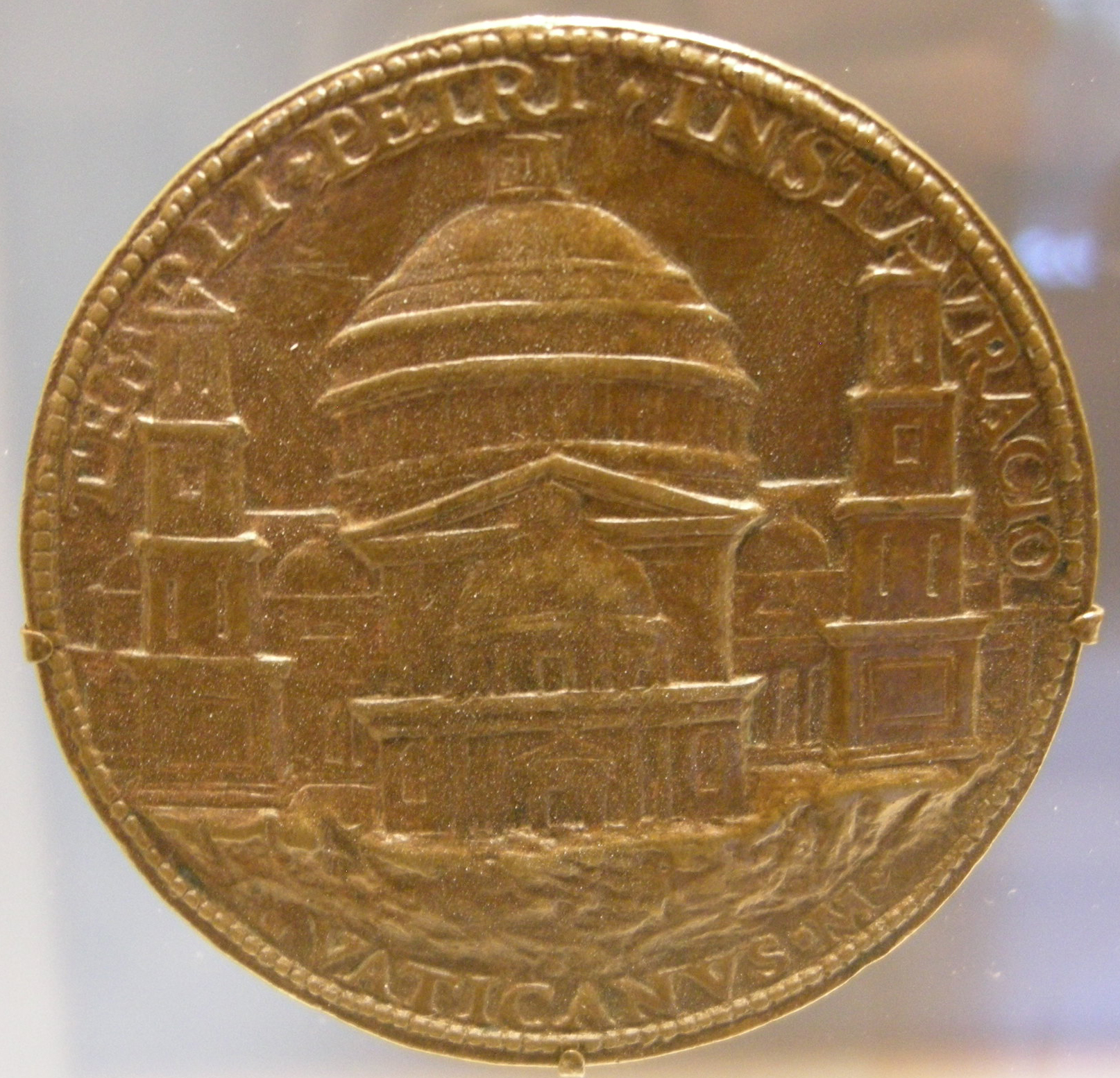
Medalla con el proyecto de Bramante.
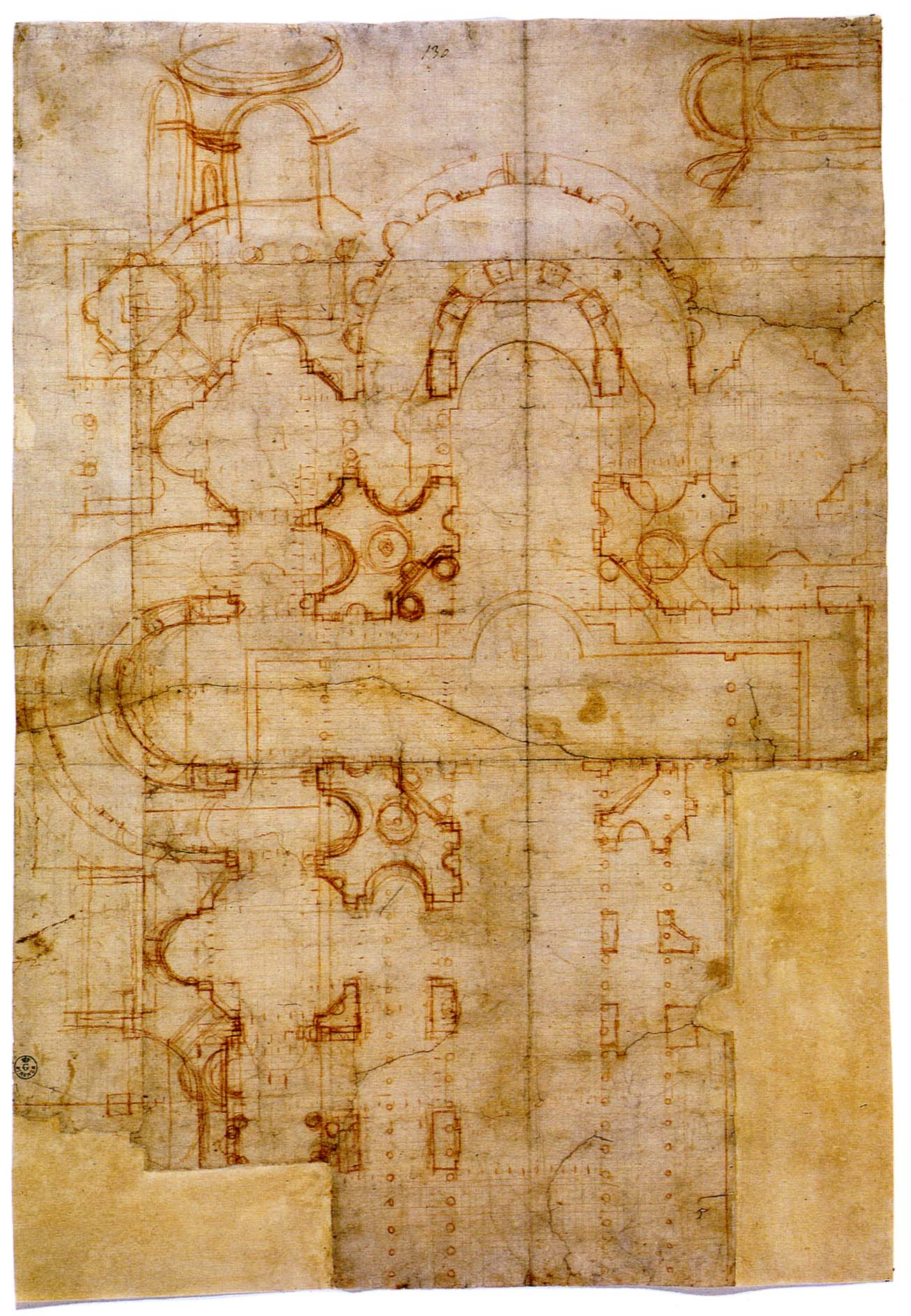
Trazas originales de Bramante.

### Proyectos de Rafael y Sangallo
Desde 1514 se hizo cargo de la dirección de la obra Rafael Sanzio, con fray Giovanni Giocondo y Antonio da Sangallo el Joven, que continuó dirigiendo las obras, junto a Baldassarre Peruzzi, tras la muerte de Rafael en 1520. Todos ellos cambiaron el plan de Bramante, optando por diseños que se inspiraban en la tradicional planta basilical de cruz latina con un cuerpo longitudinal de tres naves. Sangallo presentó en 1546 un costoso modelo de madera, en la actualidad almacenado en la basílica, en el que sintetizaba todas las ideas surgidas con anterioridad. Defendió la planta centralizada ideada por Peruzzi, cubierta por una enorme cúpula mayor que la planeada por Bramante, y rematada con un gigantesco doble tambor; el conjunto quedaba flanqueado por dos altos campanarios.

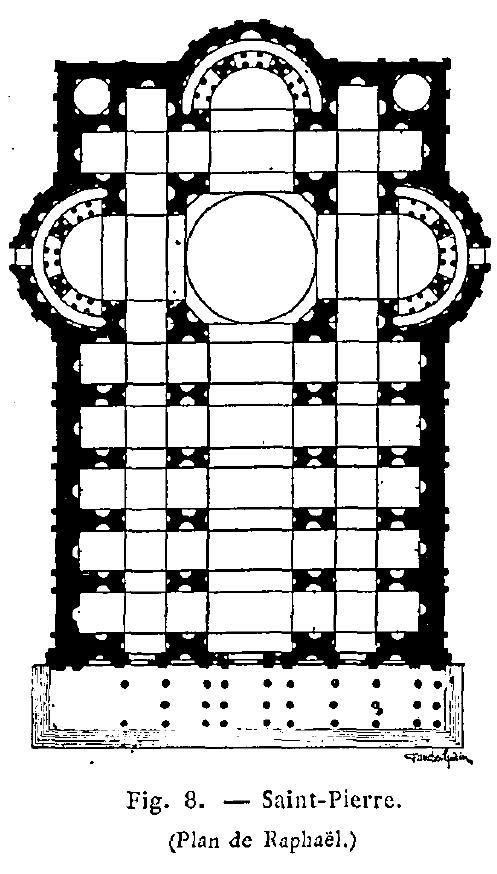
Proyecto de Rafael.
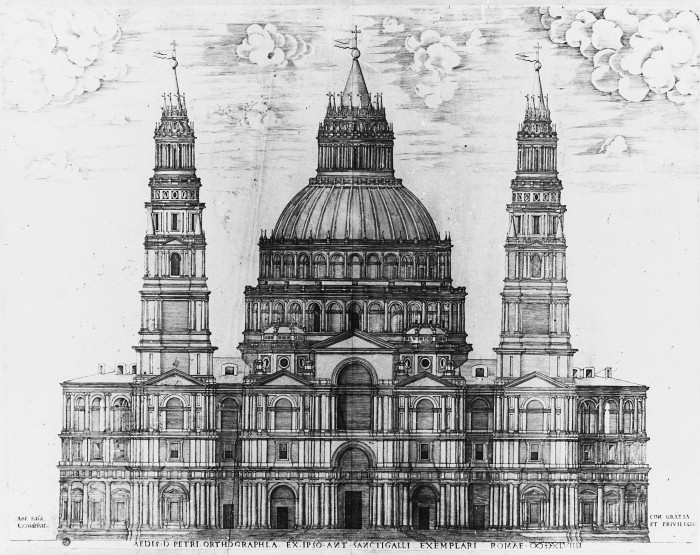
Diseño de Sangallo.

### Proyecto de Miguel Ángel

Proyecto de Miguel Ángel.

Tras la muerte de Sangallo en 1546, el papa Paulo III encomendó la dirección de las obras a Miguel Ángel Buonarroti, quien retomó la idea de Bramante de planta en cruz griega. El diseño original de Bramante presentaba problemas estructurales que hubo que corregir. Bajo la dirección de Miguel Ángel se alzaron los muros del ábside, de una imponente grandiosidad. No obstante, la aportación más importante del genio fue la gran cúpula que se encuentra justo sobre el altar mayor y el sitio donde la tradición indica que se localiza la tumba del apóstol san Pedro. Es una estructura que, aunque muy pesada, parece flotar en el aire. La construcción de la cúpula se concluyó veinticuatro años después de la muerte de Miguel Ángel según el diseño definitivo de Domenico Fontana y Giacomo della Porta, que apenas modificaron los planes del maestro. Los mosaicos del interior de la cúpula son de Giuseppe Cesari, y representan las distintas jerarquías de santos en la gloria celestial, estando representado Dios Padre en la linterna central.

Grabados del proyecto de Miguel Ángel, por Étienne Dupérac
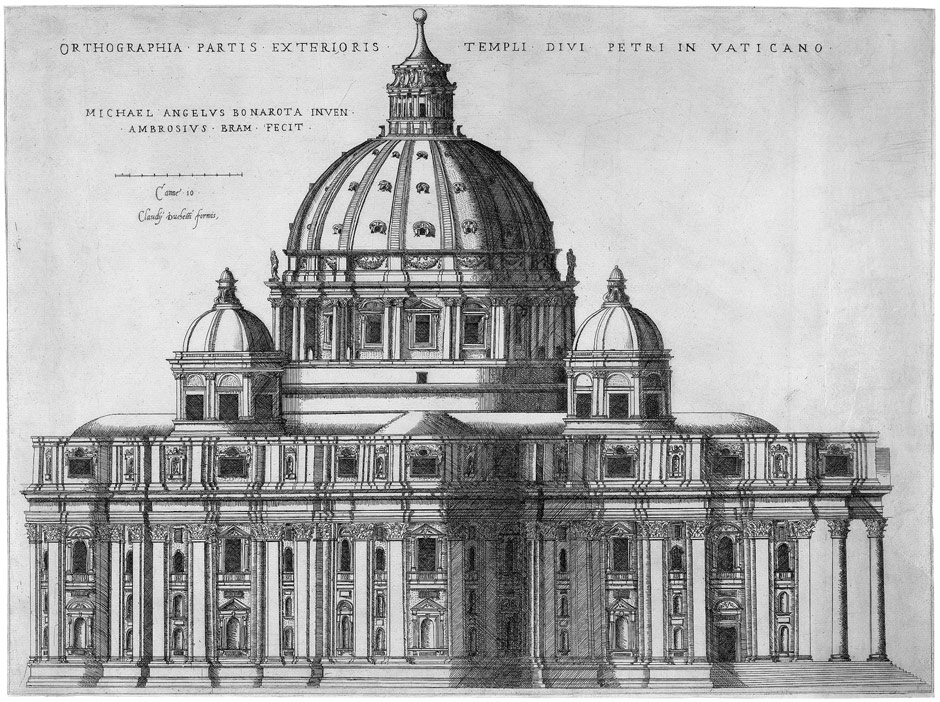
Vista exterior.
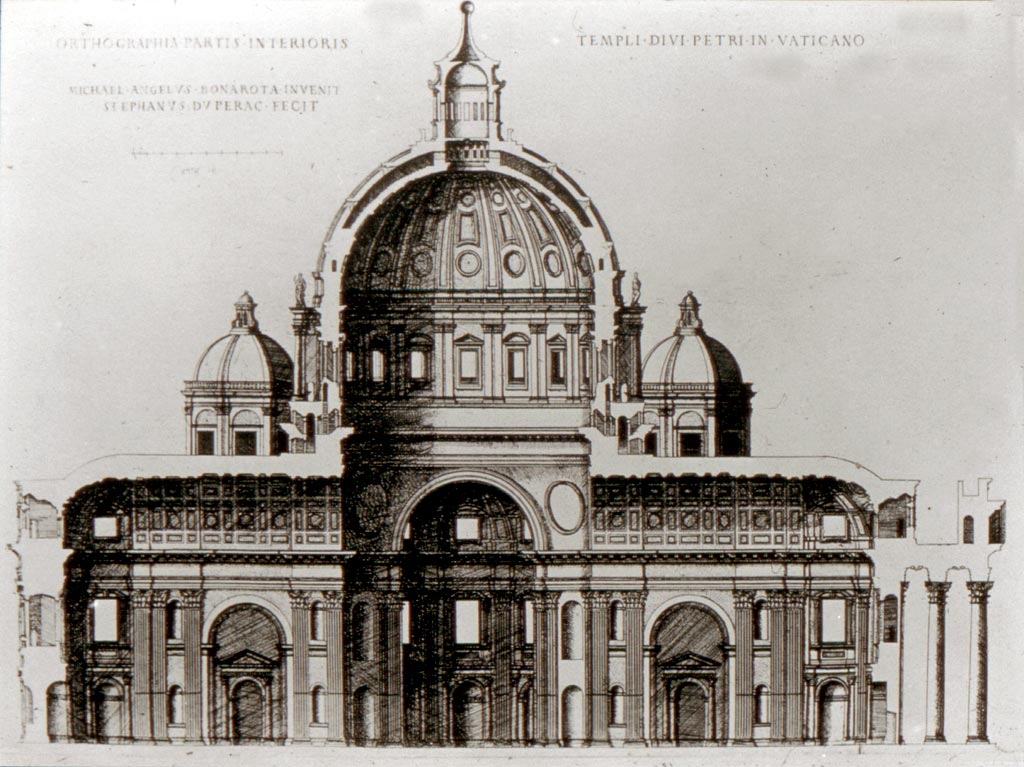
Sección.

### Conclusión de la obra

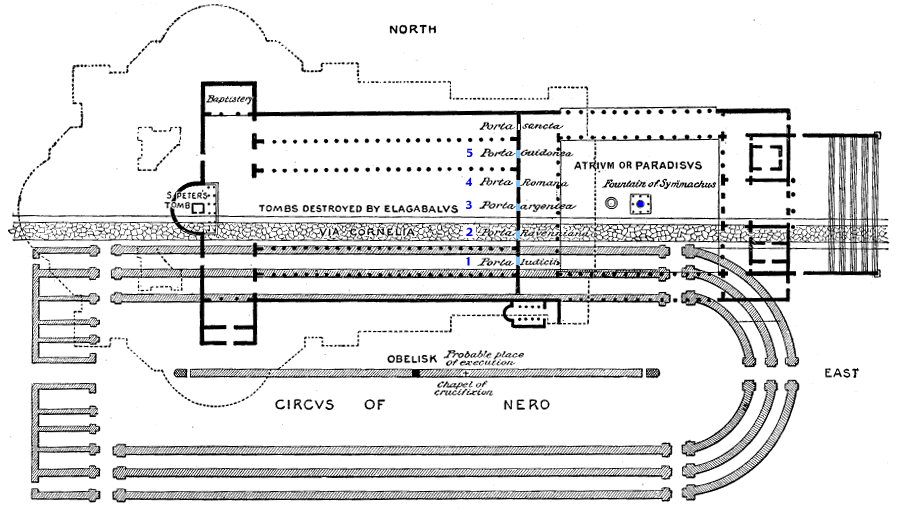
Imagen conjunta representando el loci Circi Neronis, la basílica antigua y la basílica nueva.

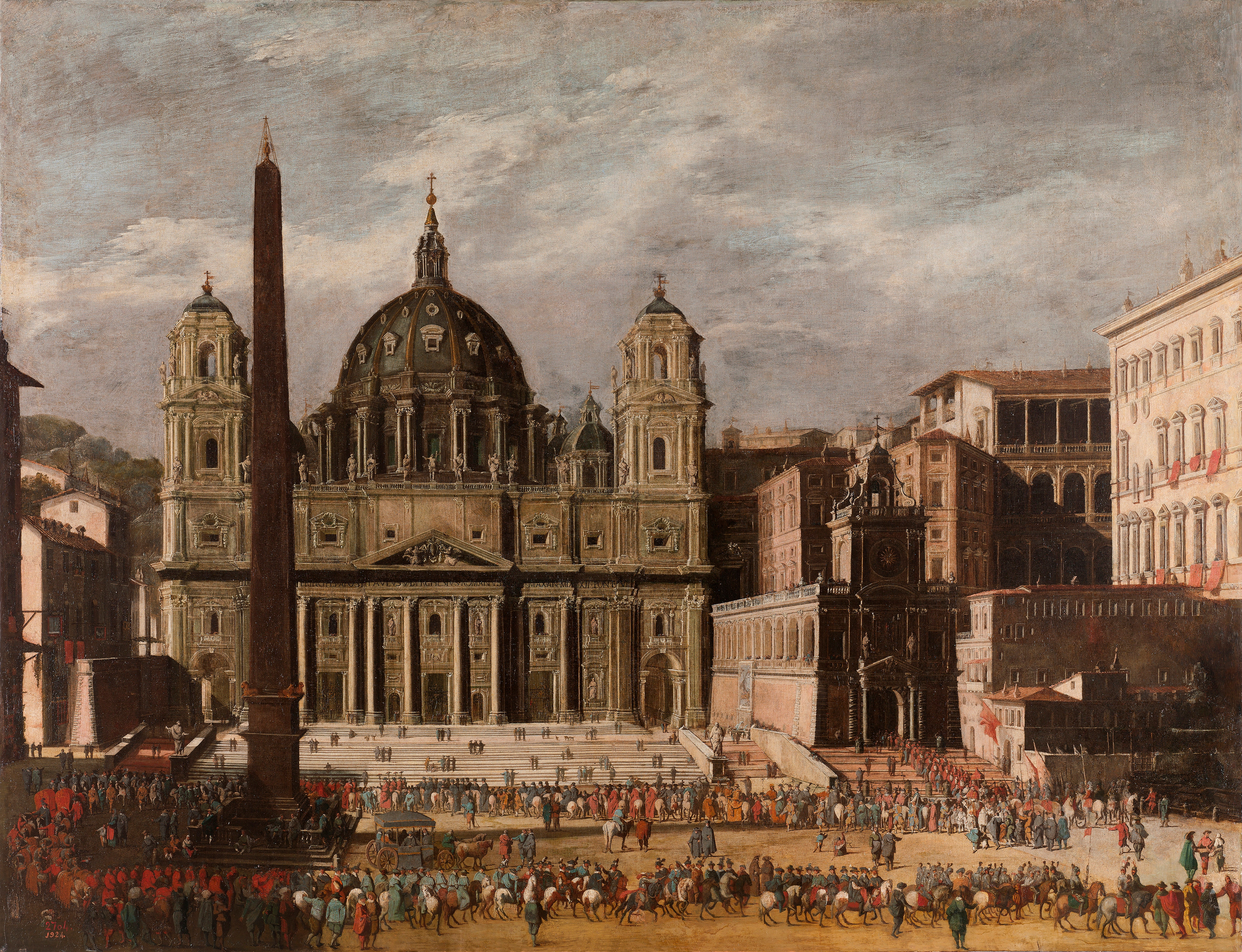
Vista de la basílica y la plaza por Viviano Codazzi en una pintura de 1630. Aparecen dos torres campanario en una recreación fantasiosa a partir de diseños para la fachada entre los trabajos de Maderno y la intervención de Bernini.

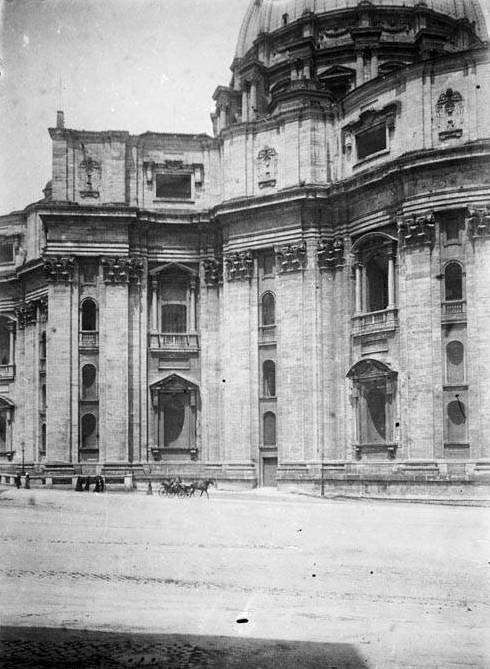
Aspecto de la basílica de San Pedro en el siglo, según una fotografía de la época.

La configuración actual de la basílica en forma de cruz latina fue obra de Carlo Maderno, quien durante el pontificado de Paulo V añadió tres crujías nuevas y proyectó la fachada, compuesta de balconadas y recorrida por columnas de orden gigante. La basílica se dio por concluida en 1626 y fue consagrada solemnemente por el papa Urbano VIII, aunque todavía quedaban muchos detalles por terminar.
Gian Lorenzo Bernini, a instancias de Alejandro VII, proyectó la inmensa plaza de San Pedro y la columnata que la rodea. Encima de ella y por todo el perímetro de la plaza se aprecian numerosas estatuas de santos y santas de todas las épocas y lugares. Encima de la fachada de la basílica se encuentran las estatuas de once de los apóstoles (excepto san Pedro), san Juan Bautista y, en el centro, Cristo. Bernini fue también el responsable de acometer los diseños y planos para las torres campanario que debían completar la fachada dejada por Maderno; la única torre completada bajo la dirección de Bernini, entre 1638 y 1641, tuvo que ser demolida poco después de su elevación ante los evidentes signos de inestabilidad de la estructura. Los relojes que ocupan los extremos de la fachada se incluyeron a finales del siglo XVIII, y son obra de Giuseppe Valadier, quien, asimismo, situó la inmensa campana fundida previamente en uno de los cuerpos laterales, que son todo cuanto puede considerarse como campanario una vez que se determinó no volver a plantear la construcción de torres en la fachada.

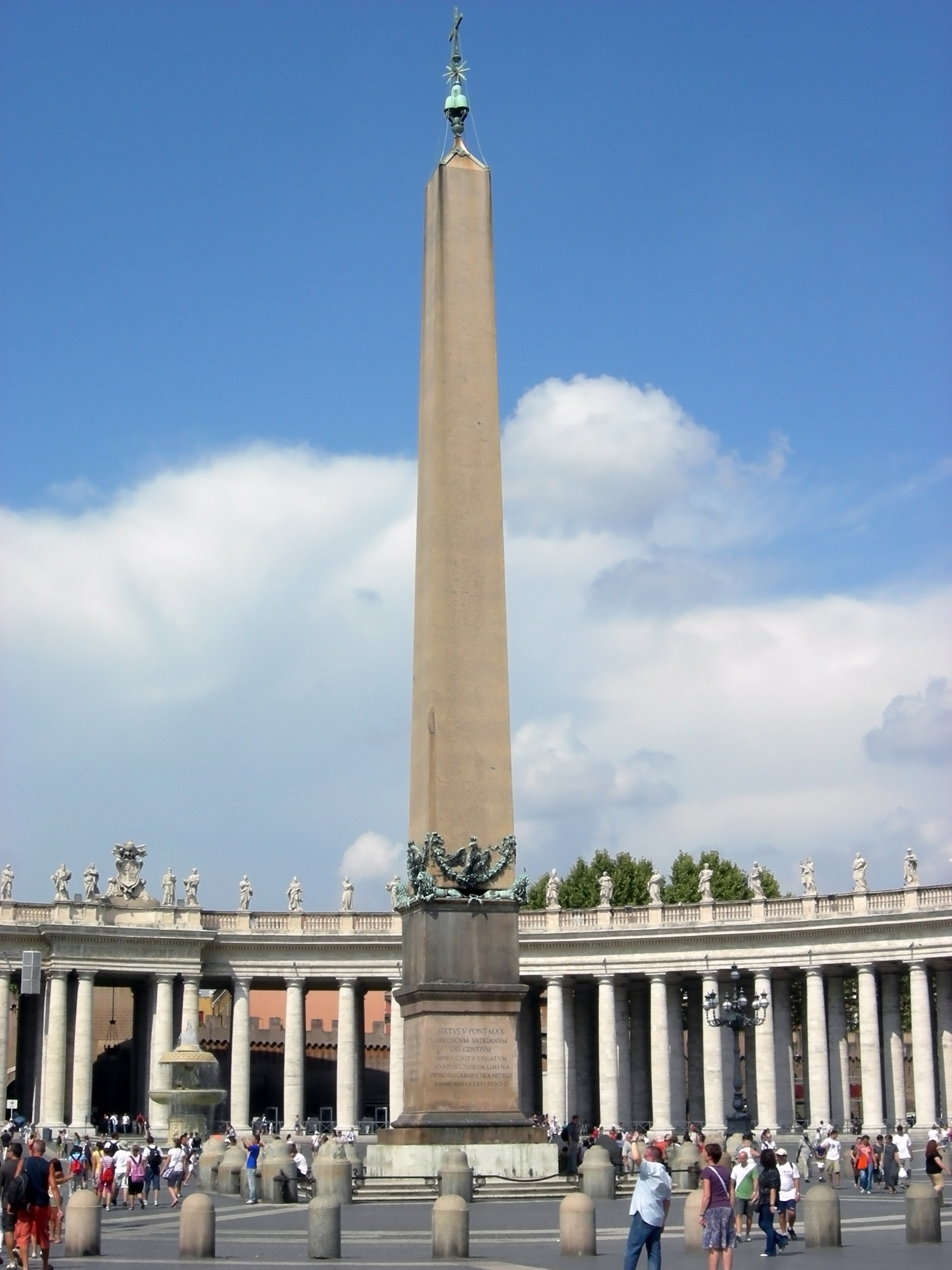
Obelisco vaticano y Columnata de Bernini.

Bernini se ocupó también de gran parte de la decoración interior del templo. Su obra más destacada a este respecto es el espectacular baldaquino, de bronce macizo, sobre el altar mayor de la basílica. El bronce utilizado en la construcción del baldaquino fue extraído de los casetones de la cúpula del Panteón de Agripa de Roma, lo cual dio pie a la frase: «Quod non fecerunt barbari, fecerunt Barberini», expresión latina que significa: «Lo que no hicieron los bárbaros, lo han hecho los Barberini», en referencia a Urbano VIII, en cuyo papado se completó. Formado por cuatro columnas torsas con volutas, presenta decoración vegetal, ángeles y telas simuladas; por todas partes aparecen las abejas, símbolo heráldico de los Barberini, a cuya familia pertenecía el pontífice.
Bernini intervino, además, en la decoración del interior del ábside, que proyectó como una fulgurante gloria en torno a un óculo con la paloma del Espíritu Santo, situando debajo un relicario con la Cátedra de San Pedro sostenida por las gigantescas esculturas broncíneas de los Padres de la Iglesia. También ideó la decoración de los pilares de la cúpula, que concibió como nichos que albergasen las reliquias más nombradas de la basílica; bajo su dirección se colocaron cuatro monumentales esculturas, representando a santa Elena, san Andrés, santa Verónica y san Longinos, ocupándose él mismo de la realización de la última. El gran arquitecto fue sin duda el favorito de los papas durante el siglo XVII y su huella es omnipresente en el interior del templo. Además de las obras citadas, ideó también la decoración de la Capilla del Santísimo Sacramento, con un templete flanqueado por ángeles adoradores; el monumento funerario de la condesa Matilde di Canossa, protectora del papado en el medievo; así como los sepulcros de los papas Urbano VIII y Alejandro VII, ambos piezas clave de la escultura barroca.

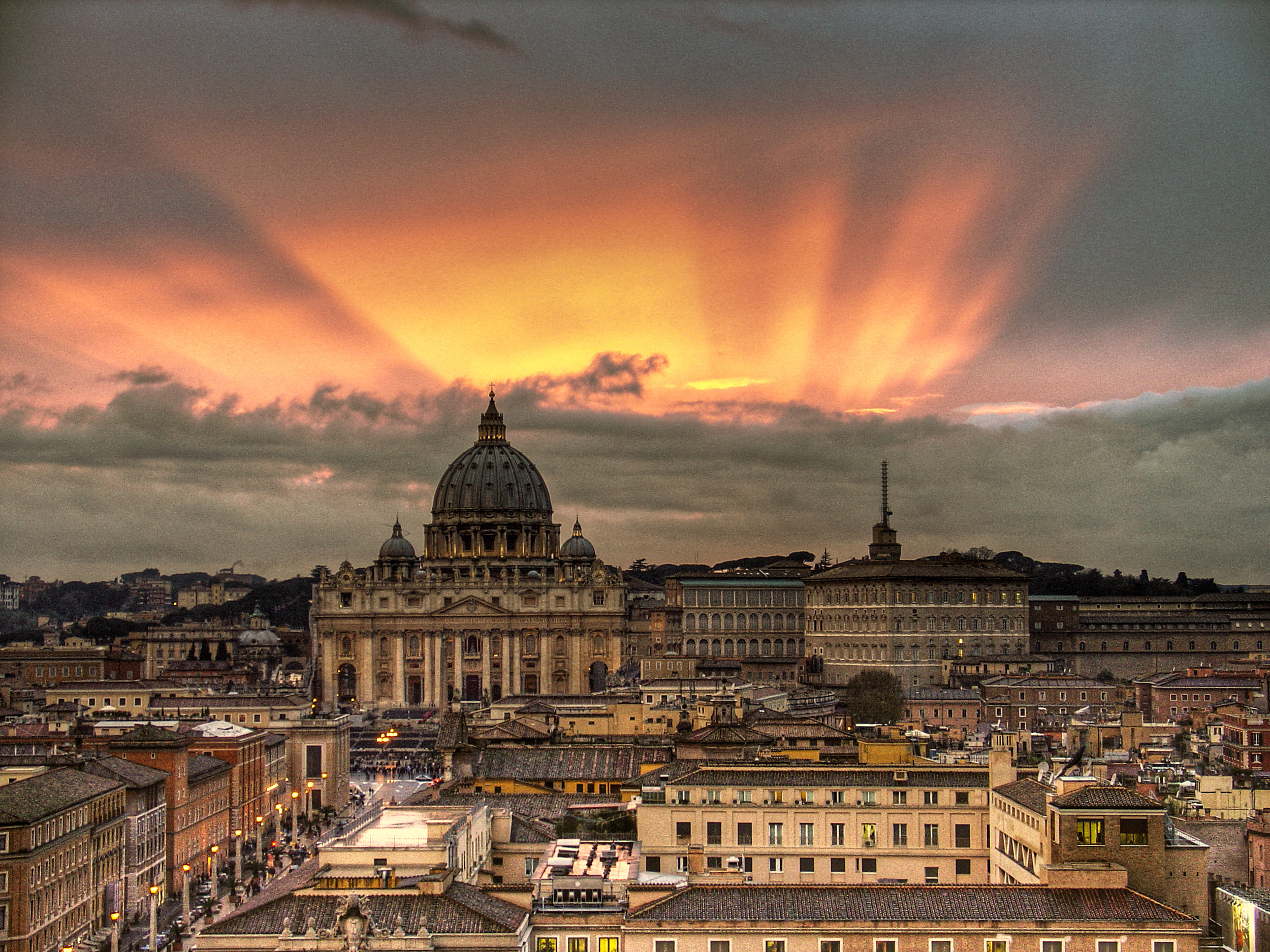
Vista de fin de tarde de la basílica.

Otros muchos artistas trabajaron para la basílica a lo largo de los siglos. Entre ellos son de obligada cita el escultor Alessandro Algardi, autor del célebre relieve La expulsión de Atila, obra maestra del Barroco, y el maestro del neoclasicismo Antonio Canova, que esculpió la sepultura del papa Clemente XIII. Algunas obras anteriores a la propia construcción de la basílica sirven hoy para su ornamento. Entre ellas, son destacables el mosaico representando La tempestad del lago Tiberíades, más conocido como La Navicella, obra de Giotto (muy retocado posteriormente), situado a los pies del templo; o el monumento funerario del papa Inocencio VIII, obra de Antonio Pollaiuolo. Con todo, la obra de arte más conocida de cuantas alberga la basílica en su interior es la Piedad, obra juvenil de Miguel Ángel, una de sus grandes realizaciones, que se venera en la primera capilla de la derecha.

### Arquitectos de la basílica
- 1506: Bramante, en colaboración con Giuliano da Sangallo.
- 1514: Rafael Sanzio, en colaboración con Giuliano da Sangallo, que fue reemplazado por su sobrino Antonio da Sangallo el Joven en 1515, y Fray Giocondo hasta su muerte ese mismo año.
- 1520: Antonio da Sangallo el Joven, con su colaborador Baldassarre Peruzzi hasta 1527.
- 1546: Miguel Ángel.
- 1564: Pirro Ligorio y Jacopo Barozzi da Vignola.
- 1573: Giacomo della Porta con Domenico Fontana.
- 1603: Carlo Maderno.
- 1629: Gian Lorenzo Bernini.

## Descripción

Plano de la basílica.

La basílica de San Pedro es uno de los edificios más grandes del mundo. Tiene 218 m de largo y 136 m de altura hasta la cúpula; presenta una superficie total de 23 000 m². El edificio está conectado con el palacio Apostólico por un corredor a lo largo del pasillo al lado de la Scala Regia, junto a la fachada de la plaza de San Pedro, y dos corredores que lo conectan con la sacristía adyacente. Estos pasos elevados fueron ideados por Miguel Ángel, de modo que su presencia no interrumpe el perímetro de la basílica y permite la existencia de ramificaciones en el templo. El exterior está construido con travertino, y se caracteriza por el uso del orden gigante a partir del cual se establece el ático. Esta configuración es idea de Miguel Ángel y se mantuvo en el cuerpo longitudinal añadido por Carlo Maderno.
El interior de la basílica aloja 45 altares y 11 capillas que guardan obras de arte muy valiosas, entre ellas algunas de la antigua basílica, como la estatua de bronce de San Pedro (núm. 89), atribuida a Arnolfo di Cambio.

### Exterior
Los muros exteriores de la basílica, exceptuando la fachada principal, se componen por superficies planas separadas por pilastras. El primer cuerpo presenta enormes hornacinas en las que se encuentran esculturas de santos de gran tamaño, destinadas por Juan Pablo II a conmemorar a santos y fundadores de la era cristiana; sobre estas se encuentran las grandes ventanas que iluminan el interior del templo. Sobre el entablamento se abren otras ventanas, de menor tamaño. Algunas de las esculturas que se encuentran en el exterior son las de santa Teresa de Los Andes, obra de Juan Eduardo Fernández Cox, Santa Teresa de Jesús Jornet, Santa Mariana de Jesús, San Josemaría Escrivá, obra de Romano Cosci, Santa Genoveva Torres, obra de Alessandro Romano, Santa Soledad Torres Acosta, Santa Brígida de Suecia, Santa Catalina de Siena, San José Manyanet y Vives, San Gregorio I el Iluminador, Santa María Josefa del Sagrado Corazón, San Marcelino Champagnat, Santa Rafaela María del Sagrado Corazón, obra de Marco Augusto Dueñas, y San Marón, del mismo autor y que ocupó en 2011 la última hornacina que quedaba libre en la basílica.

### Fachada principal
La fachada principal de la basílica mide 115 m de ancho y 46 m de altura. Fue construida por el arquitecto Carlo Maderno entre 1607 y 1614. Se articula por medio de la utilización de columnas de orden gigante que enmarcan la entrada y el «Balcón de las bendiciones», lugar desde donde se anuncia a los fieles la elección del nuevo papa, y desde donde este imparte la bendición Urbi et Orbi. Tras el balcón se encuentra un gran salón, usado por el papa para audiencias y otros actos, llamado «Aula de las bendiciones». A continuación, se encuentra un altorrelieve de Ambrogio Buonvicino realizado en 1614, titulado La entrega de las llaves a San Pedro. En el entablamento, situado debajo del frontón central, se encuentra grabada la inscripción:

IN HONOREM PRINCIPIS APOST PAVLVS V BVRGHESIVS ROMANVS PONT MAX AN MDCXII PONT VII
En honor del Príncipe de los Apóstoles, Paulo V Borghese, Romano Pontífice Máximo, año 1612, año séptimo de su pontificado.

La fachada está precedida por dos estatuas de san Pedro y san Pablo, talladas en 1847 por Giuseppe De Fabris y Adamo Tadolini, respectivamente, para sustituir a unas anteriores realizadas por Paolo Taccone y Mino del Reame en 1461. En la parte superior de la fachada se sitúa el ático, en el que se abren ocho ventanas decoradas con pilastras. Coronando el ático se ubica una balaustrada donde se sitúan 13 estatuas de 5,7 m: en el centro aparece Cristo Redentor, Juan el bautista a su derecha, y diez de los doce apóstoles, excepto San Pedro. Las esculturas son, de izquierda a derecha: Judas Tadeo, Mateo, Felipe, Tomás, Santiago el Mayor, Juan el bautista, Cristo Redentor, Andrés, Juan el evangelista, Santiago el Menor, Bartolomé, Simón y Matías. A cada lado hay dos relojes realizados en 1785 por Giuseppe Valadier. Bajo el reloj de la izquierda se encuentran las campanas de la basílica. La fachada fue restaurada con motivo del jubileo del año 2000.

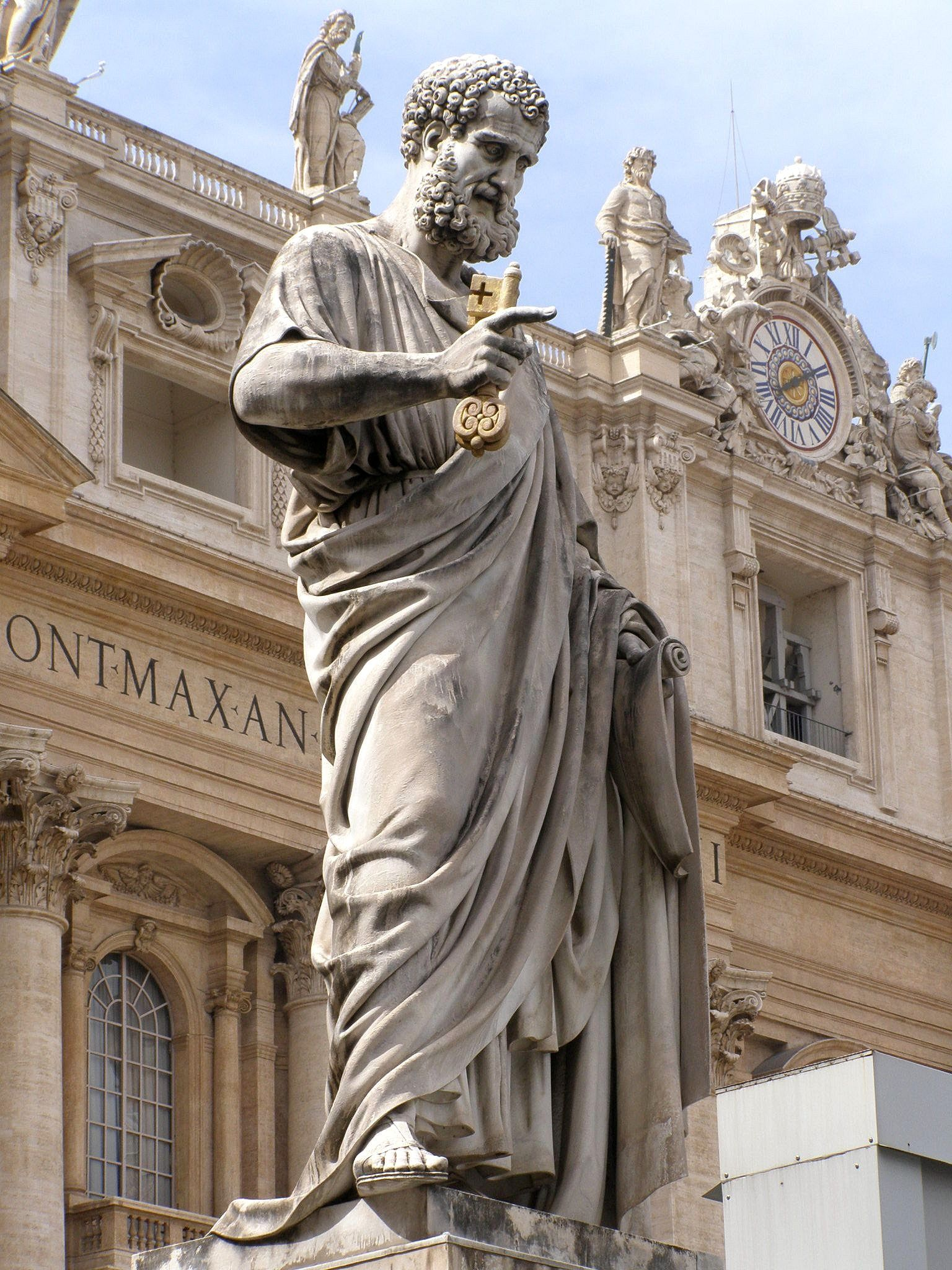
San Pedro.
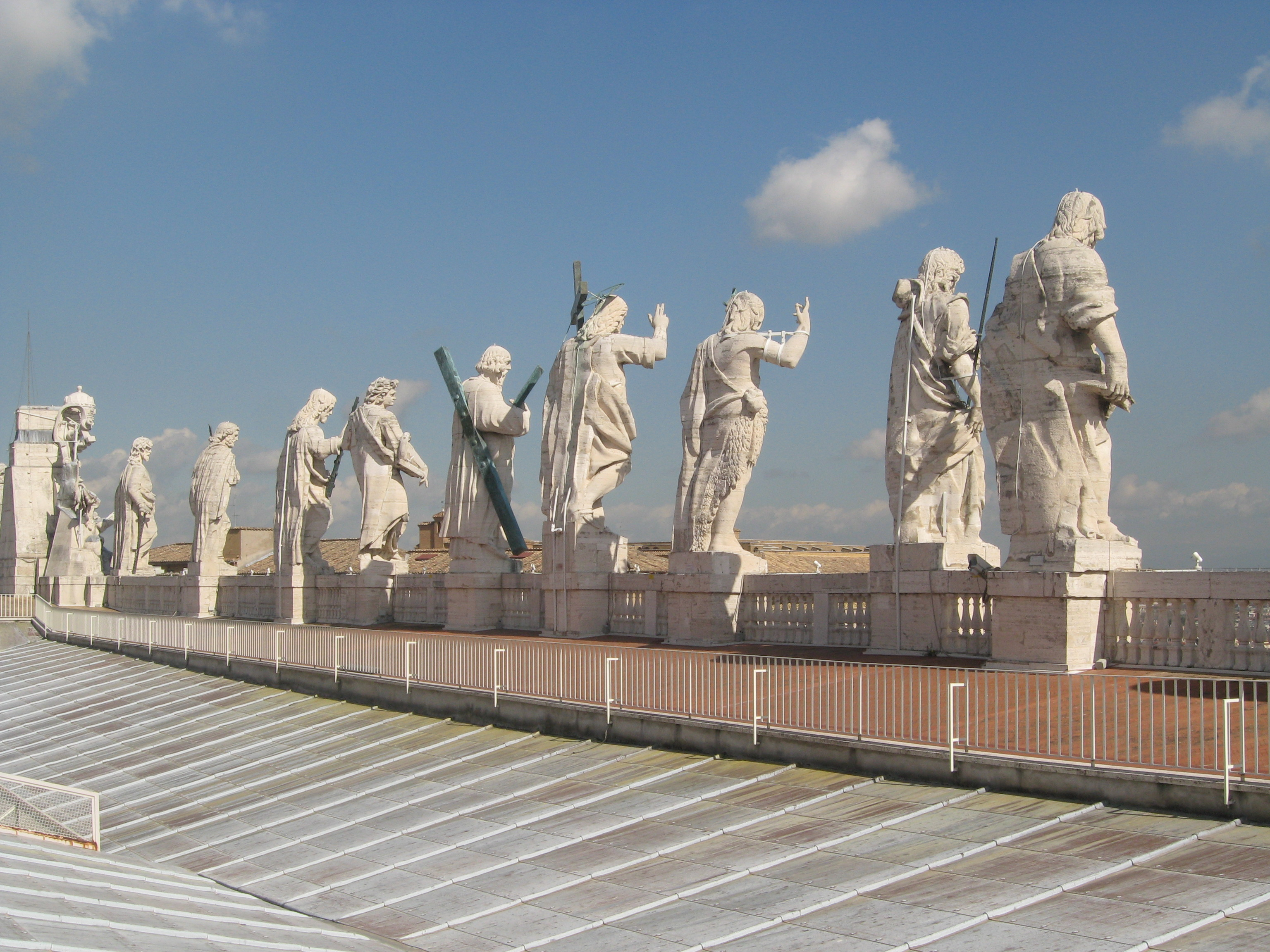
Vista desde atrás de las estatuas que coronan la fachada.
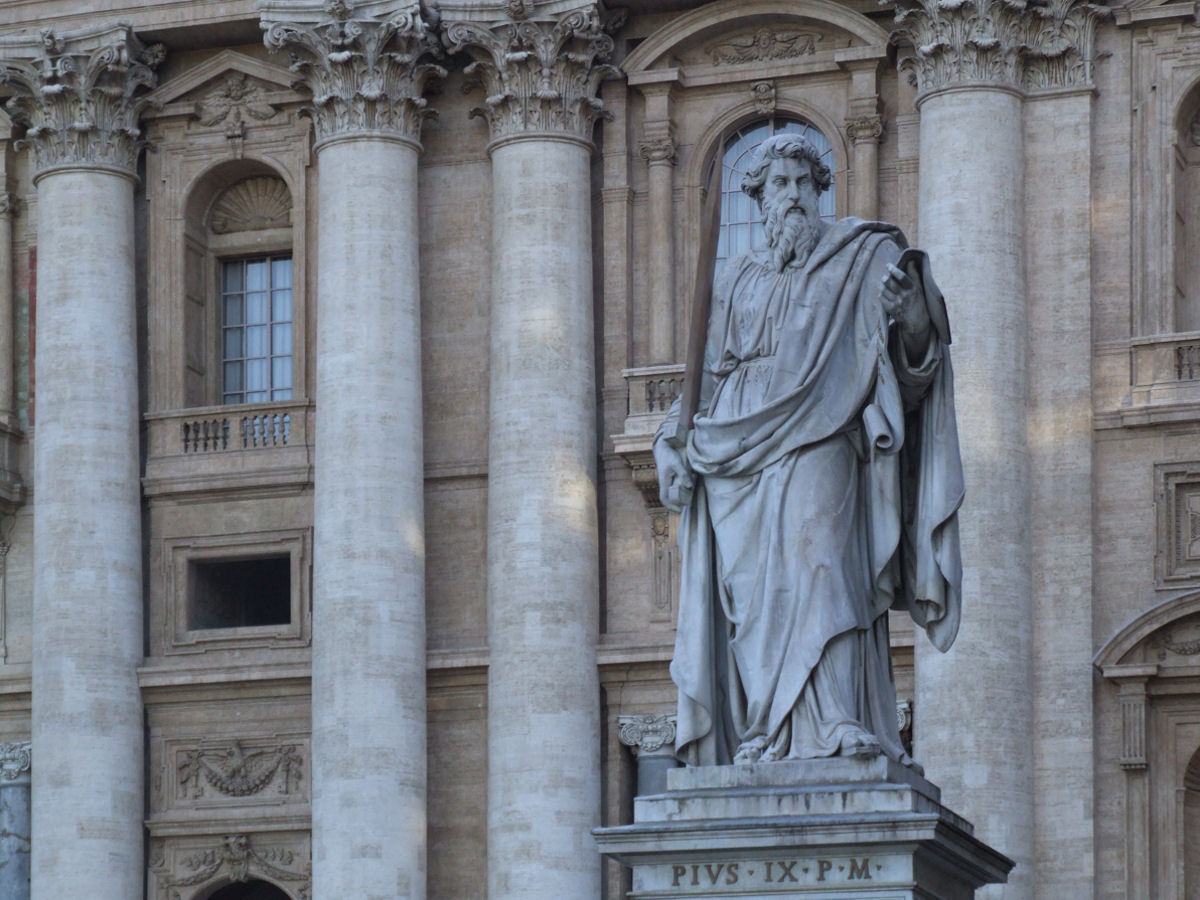
San Pablo.

### Campanas

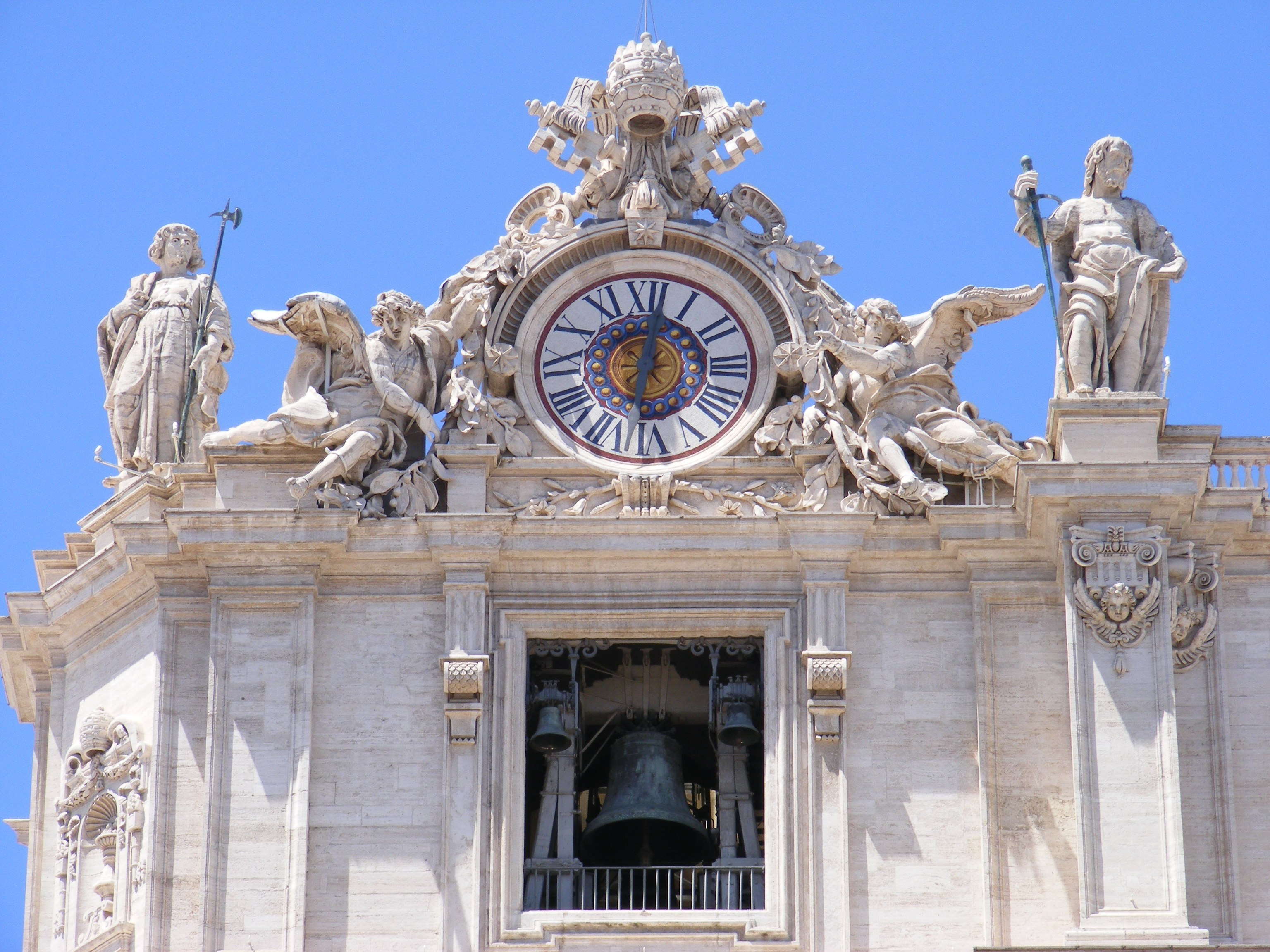
Campanas bajo el reloj de la izquierda de la fachada de la basílica.

La basílica cuenta con seis campanas:
- La primera es la «Campanone», situada bajo el reloj. Su nota es fa menor, tiene un diámetro de 2,316 m y un peso estimado de 8950 kg.
- La siguiente es «Campanoncino», realizada en 1725 por Inocencio Casini. Tiene un diámetro de 1,772 m, una masa de 3640 kg y su nota es el si menor doble bemol disminuida 6/16 de semitono.
- La tercera campana es la «Rota», la más antigua de todas. Fue realizada por Guidotto Pisano en el siglo XIII y su función original era convocar a los auditores del Tribunal de la Rota Romana. Su peso es de 1815 kg. Su nota es re menor disminuida 6/16 de  semitono.
- La cuarta campana es «Predica», realizada en 1909 por Giovanbattista Lucent, la cual pesa 830 kg. Su nota es el fa mayor disminuida 8/16 de semitono.
- La quinta es «Ave María», refundida en 1932 por Daciano Colbachini. Tiene un diámetro de 75 cm y 250 kg de peso. Su nota es si mayor disminuida 5/16.
- La última campana es «Campanella», fundida en 1825 por Louis Luce. Pesa 235 kg y su nota es do mayor disminuida 3/16 de semitono.

Cuando suenan las seis campanas al unísono se llama plenum. Esto sucede en las fiestas más importantes del año litúrgico: Pascua de Resurrección, Navidad, Epifanía y Pentecostés. Además, suenan en la solemnidad de San Pedro y San Pablo, el 29 de junio. Desde el cónclave de 2005, las campanas de san Pedro tienen un papel importante puesto que su sonido es diferente en función del resultado de las votaciones. Esta medida se aplicó para eliminar cualquier duda sobre el color del humo que precede al anuncio «Habemus Papam».

### Pórtico
El pórtico se encuentra situado entre los cinco arcos que se abren en la fachada y las puertas del templo. La entrada está flanqueada por dos estatuas ecuestres: Carlomagno (núm. 2), a la izquierda, obra de Agostino Cornacchini en 1725, y Constantino (núm. 8), obra de Bernini en 1670, situada ante la entrada del palacio Apostólico por la Scala Regia. La bóveda está decorada con diseño de Martino Ferrabosco pero realizada por Ambrogio Buonvicino, e incluye las esculturas de treinta y dos papas, situadas a los lados de las lunetas, que contienen relieves en los que se representan episodios de la vida de San Pedro.
En la pared por encima de la entrada principal de la basílica se encuentra una parte del mosaico llamado La Navicella, obra de Giotto y que se encontraba en la antigua basílica de San Pedro, colocada en 1674 (núm. 1).

### Puertas

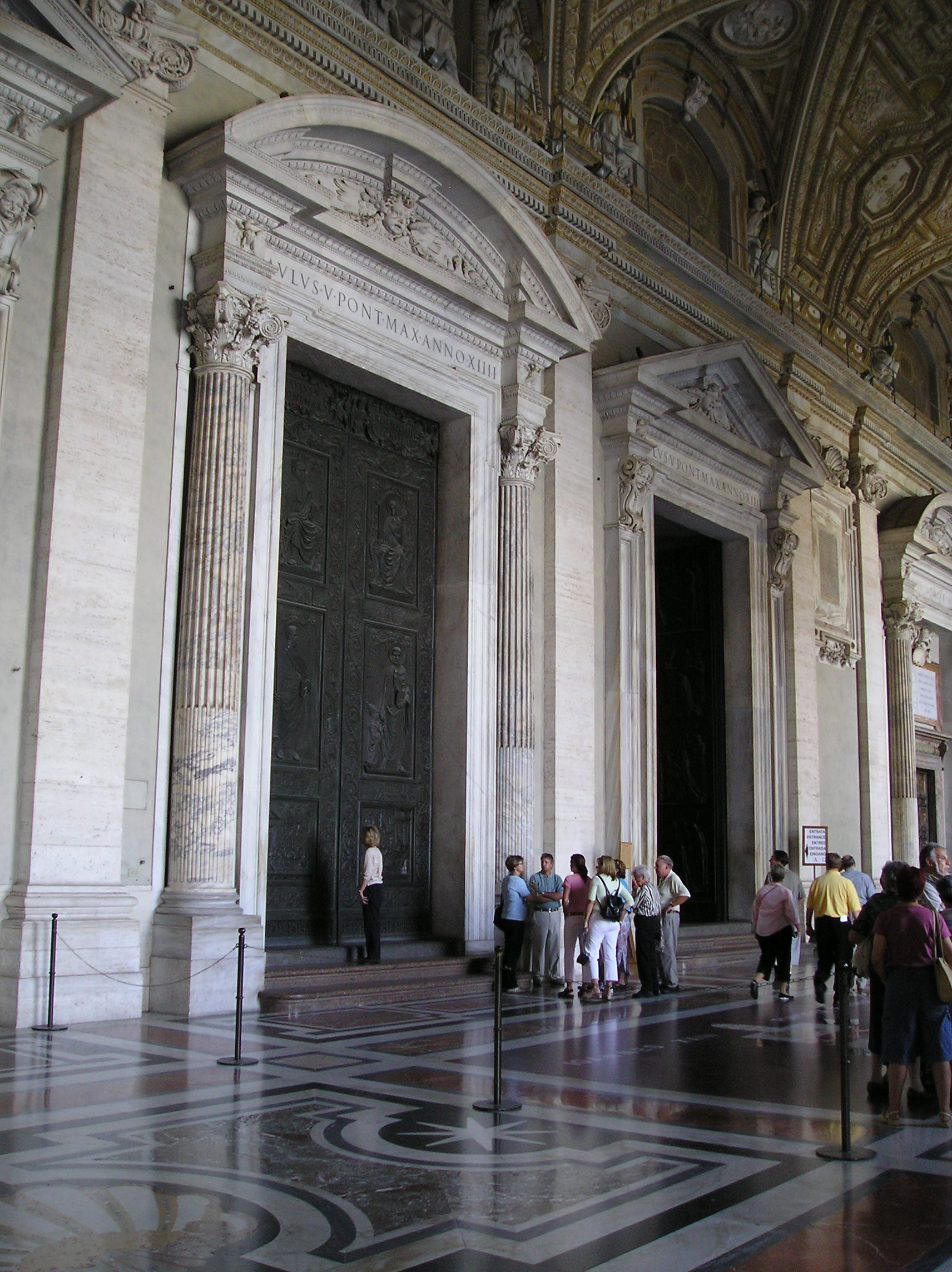
Puertas de la basílica, en primer término la «Puerta de Filarete».

El acceso a la basílica desde el pórtico se realiza a través de cinco puertas, de izquierda a derecha son: «Puerta de la Muerte», «Puerta del Bien y del Mal», «Puerta de Filarete», «Puerta de los Sacramentos» y «Puerta Santa».
Puerta de la Muerte
La «Puerta de la Muerte» (núm. 3) fue encargada por Juan XXIII y realizada en 1963 por el escultor Giacomo Manzú y toma su nombre por ser esta la puerta de salida de los cortejos fúnebres de los papas. Se presentan cuatro paneles: en el primero hay una representación de la Deposición de Cristo y la Asunción de María. En el segundo se representan los símbolos de la Eucaristía, el pan y el vino. En el tercer cuadro aparece el tema de la muerte, representando el asesinato de Abel, la muerte de José, el martirio de san Pedro, la muerte de Juan XXIII (en una esquina aparece el título de la encíclica Pacem in terris), la muerte en el exilio de Gregorio VII y seis animales en el acto de la muerte. En la cara interna de la puerta se encuentra la huella de la mano del escultor y un momento del Concilio Vaticano II en el que el primer cardenal africano, Laurean Rugambwa, rinde homenaje al papa.
Puerta del Bien y del Mal
La «Puerta del Bien y del Mal» (núm. 4) es obra de Luciano Minguzzi, realizada entre 1970 y 1977.
Puerta de Filarete
La «Puerta de Filarete» o «puerta central» (núm. 5) fue mandada construir por el papa Eugenio IV a Antonio Averulino Filarete, que la realizó entre 1439 y 1445. Está hecha de bronce y dividida en dos hojas, cada una de las cuales presenta tres cuadros superpuestos. En los cuadros en la parte superior se representan a la izquierda a Cristo entronizado y a la derecha a la Virgen entronizada; en los paneles centrales están representados san Pedro entregando las llaves al papa Eugenio IV y san Pablo con una espada y un jarrón de flores. Los cuadros inferiores presentan el martirio de los dos santos: a la izquierda la decapitación de San Pablo, y a la derecha la crucifixión de San Pedro. Los paneles están enmarcados por medallones con los perfiles de los emperadores, y entre ellos frisos con episodios del pontificado de Eugenio IV. En la parte interna se encuentra la inusual firma del autor.

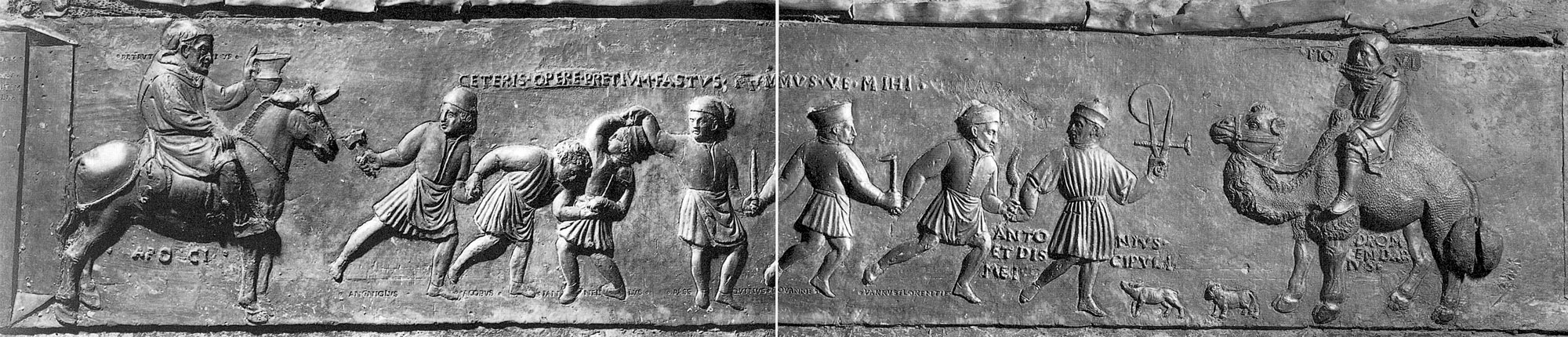
Firma de Filarete en el interior de la puerta.

Puerta de los Sacramentos
La «Puerta de los Sacramentos» (núm. 6) fue construida por Venanzo Crocetti e inaugurada por Pablo VI el 12 de septiembre de 1965. En ella aparece un ángel anunciando los siete sacramentos.
Puerta Santa

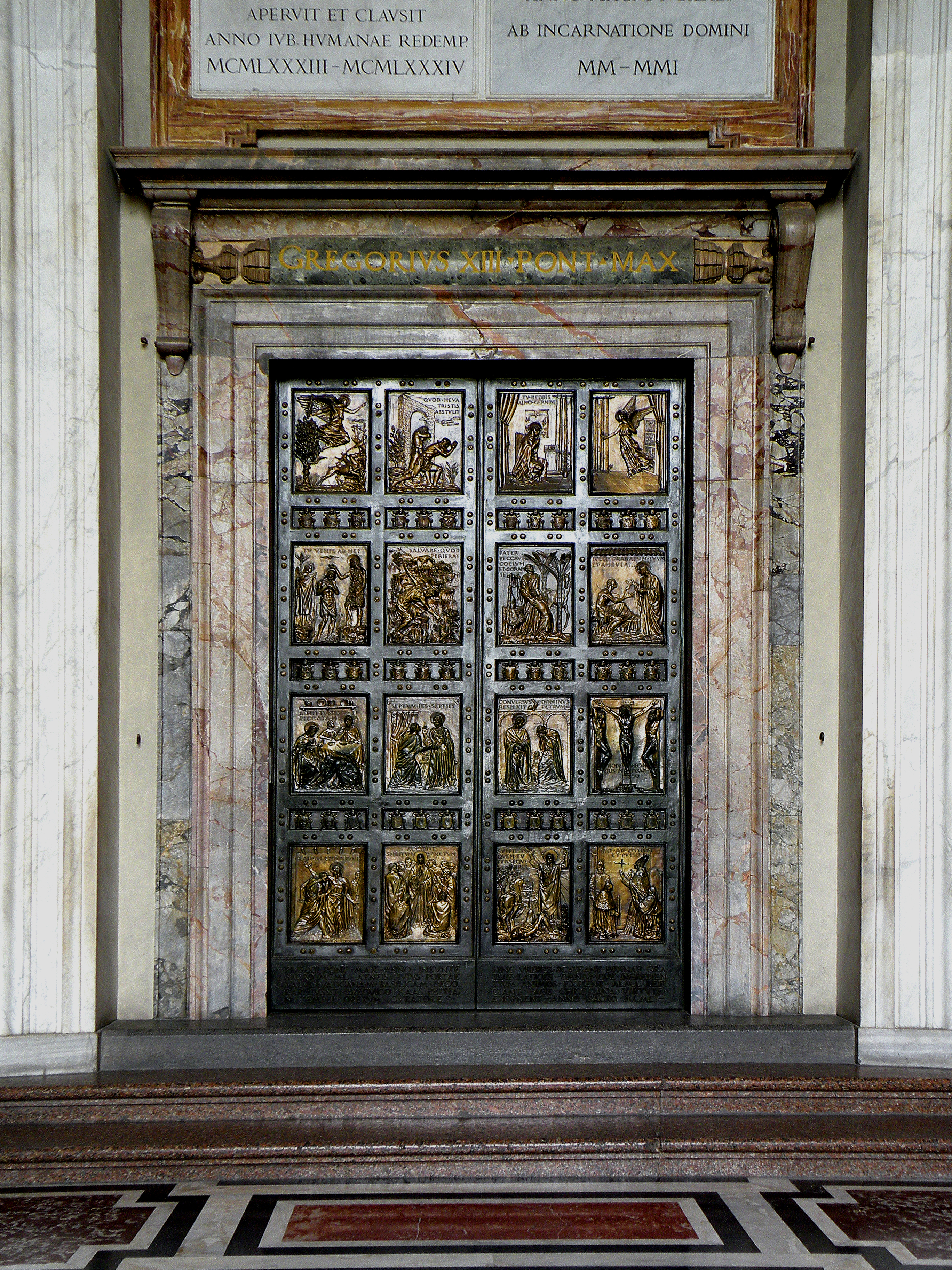
Puerta Santa.

La puerta de la derecha es la «Puerta Santa» (núm. 7), realizada en bronce por Vico Consorti en 1950 y donada al papa Pío XII por los católicos suizos para el jubileo de ese año. En dos placas existentes a ambos lados de la puerta se encuentran el escudo de Pío XII y la bula de Bonifacio VIII que convocó el primer jubileo en 1300. En el entablamento del arco sobre la puerta aparece la inscripción: PAVLVS V PONT MAX AÑO XIII. Justo encima de la puerta se encuentra la inscripción: GREGORIVS XIII PONT MAX. Entre estas dos inscripciones se encuentran las placas que recuerdan su reciente apertura:
| IOANNES PAVLVS II P.M. PORTAM SANCTAM ANNO IVBILAEI MCMLXXVI A PAVLO PP VI RESERVATAM ET CLAVSAM APERVIT ET CLAVSIT ANNO IVB HVMANE REDEMP MCMLXXXIII – MCMLXXXIV       | IOANNES PAVLVS II P.M. ITERVM PORTAM SANCTAM APERVIT ET CLAVSIT ANNO MAGNI IVBILAEI AB INCARNATIONE DOMINI MM-MMI                          | PAVLVS VI PONT MAX HVIVS PATRIARCALIS VATICANAE BASILICAE PORTAM SANCTAM APERVIT ET CLAVSIT ANNO IVBILAEI MCMLXXV      |
| En el año jubilar de 1983-1984 por la redención humana, Juan Pablo II, Pontífice Máximo, abrió y cerró la Puerta Santa, cerrada y sellada por el papa Pablo VI en 1976. | Juan Pablo II, Pontífice Máximo, nuevamente abrió y cerró la Puerta Santa el año del Magno Jubileo de la Encarnación del Señor. 2000-2001. | Pablo VI, Pontífice Máximo, abrió y cerró la Puerta Santa de esta basílica patriarcal vaticana el año jubilar de 1975. |

Esta puerta permanece cerrada y tapada con cemento por su parte interior. Solamente el papa puede abrirla y cerrarla en los Años Santos, permaneciendo todo ese año abierta para el acceso de los fieles que pueden ganar indulgencias. En noviembre de 2015, el muro que la mantenía sellada fue derribado cuidadosamente, extrayendo de su interior un cofre con las llaves de la puerta y otros documentos, como preparativo para el inicio del Jubileo de la Misericordia.

### Nave central

Nave central de la basílica.

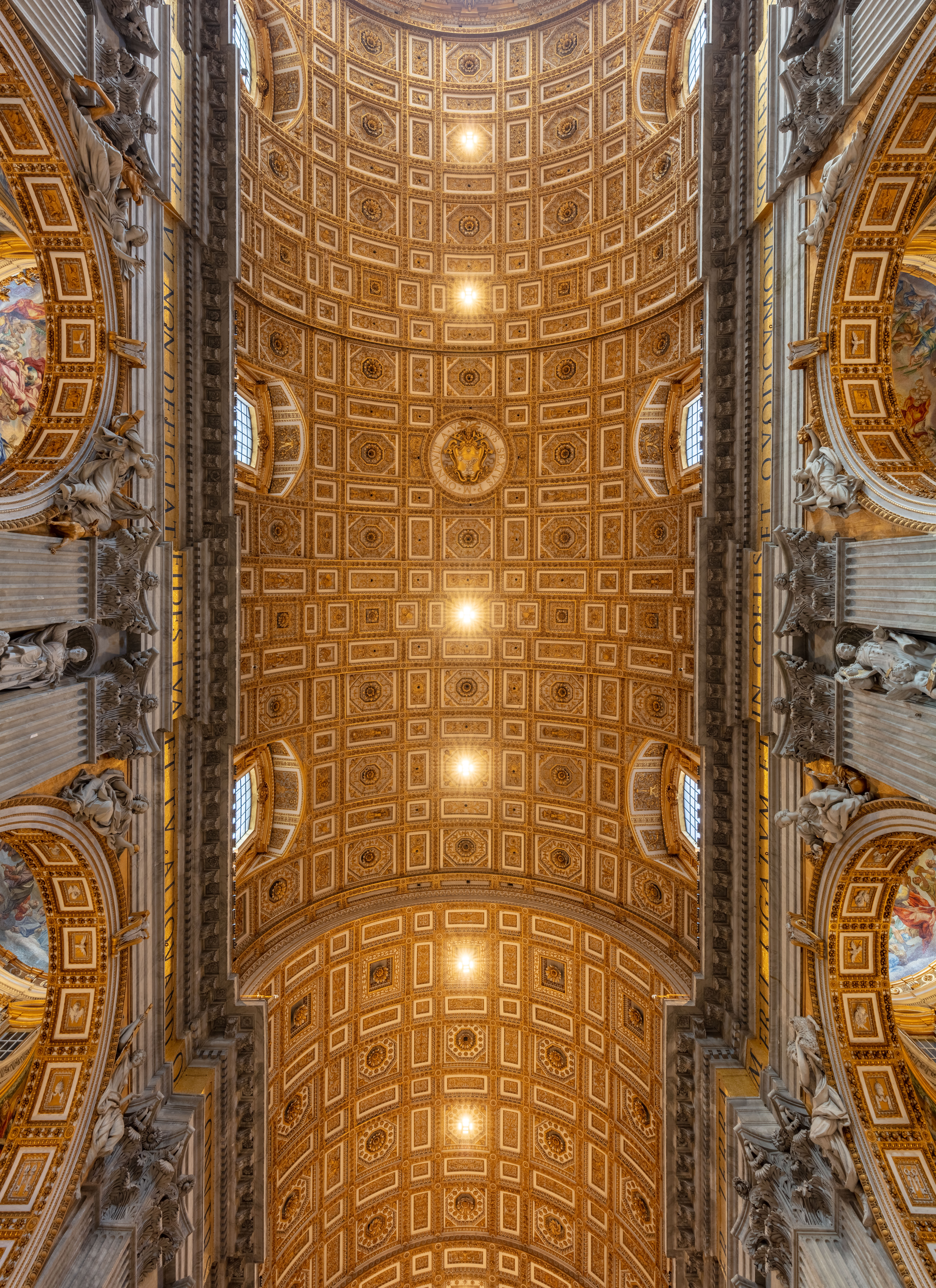
Techo de la nave.

El espacio interior está dividido en tres naves separadas por grandes pilares. La nave central mide 187 metros de largo y 45 metros de altura; está cubierta por una gran bóveda de cañón. Entre los años 1962 y 1965 esta nave acogió las sesiones del Concilio Vaticano II.
Cabe destacar el particular diseño del suelo de mármol, que presenta elementos de la antigua basílica, como el disco de pórfido rojo egipcio sobre el que se arrodilló Carlomagno el día de su coronación. La nave presenta una superficie de diez mil metros cuadrados de mosaicos, fruto del trabajo de muchos artistas, principalmente de los siglos XVII y XVIII, tales como Pietro da Cortona, Giovanni De Vecchi, Caballero de Arpino y Francesco Trevisani.
En los arcos se encuentran estatuas de las virtudes. En los pilares de la izquierda, comenzando por la puerta, la autoridad eclesiástica, la justicia divina, la virginidad, la obediencia, la humildad, la paciencia, la justicia y la fortaleza. En los de la derecha, comenzando por el altar, la caridad, la fe, la inocencia, la paz, la clemencia, la constancia, la misericordia y la fuerza.
En los pilares se abren hornacinas en las que se encuentran las esculturas de 39 santos fundadores. En los pilares de la derecha, están las estatuas de Santa Teresa de Jesús (núm. 93, 1754), Santa Magdalena Sofía Barat (núm. 93, 1934), San Vicente de Paúl (de Pietro Bracci, núm. 92, 1754), San Juan Eudes (núm. 92, 1932), San Felipe Neri (núm. 91, 1737), San Juan Bautista de La Salle (núm. 91, 1904), la antigua estatua de bronce de San Pedro (de Arnolfo di Cambio, núm. 89, 1300) y San Juan Bosco (núm. 90, 1936). En los pilares de la izquierda: San Pedro de Alcántara (núm. 72, 1713), Santa Lucía Filippini (núm. 72, 1949), San Camilo de Lelis (núm. 73, 1753), San Luis María Grignion de Montfort (núm. 73, 1948), San Ignacio de Loyola (de Camillo Rusconi, núm. 74, 1733), San Antonio María Zaccaria (núm. 74, 1909), San Francisco de Paula (núm. 75, 1732) y San Pedro Fourier (núm. 75, 1899).
En el perímetro de la nave aparece, situado en el entablamento bajo la bóveda, con letras de dos metros de altura, la inscripción:

QVODCVMQVE LIGAVERIS SUPER TERRAM, ERIT LIGATVM ET IN COELIS, ET QVODCVMQVE SOLVERIS SVPER TERRAM, ERIT SOLVTVM ET IN COELIS • EGO ROGAVI PRO TE, O PETRE VT NON DEFICIAT FIDES TVA, ET TV ALIQVANDO CONVERSVS, CONFIRMA FRATRES TVOS 
 Todo lo que atares en la tierra será atado en los cielos; y todo lo que desatares en la tierra será desatado en los cielos. • Yo he rogado por ti, que tu fe no falte; y tú, una vez vuelto, confirma a tus hermanos.
Mateo 16:19 • Lucas 22:32

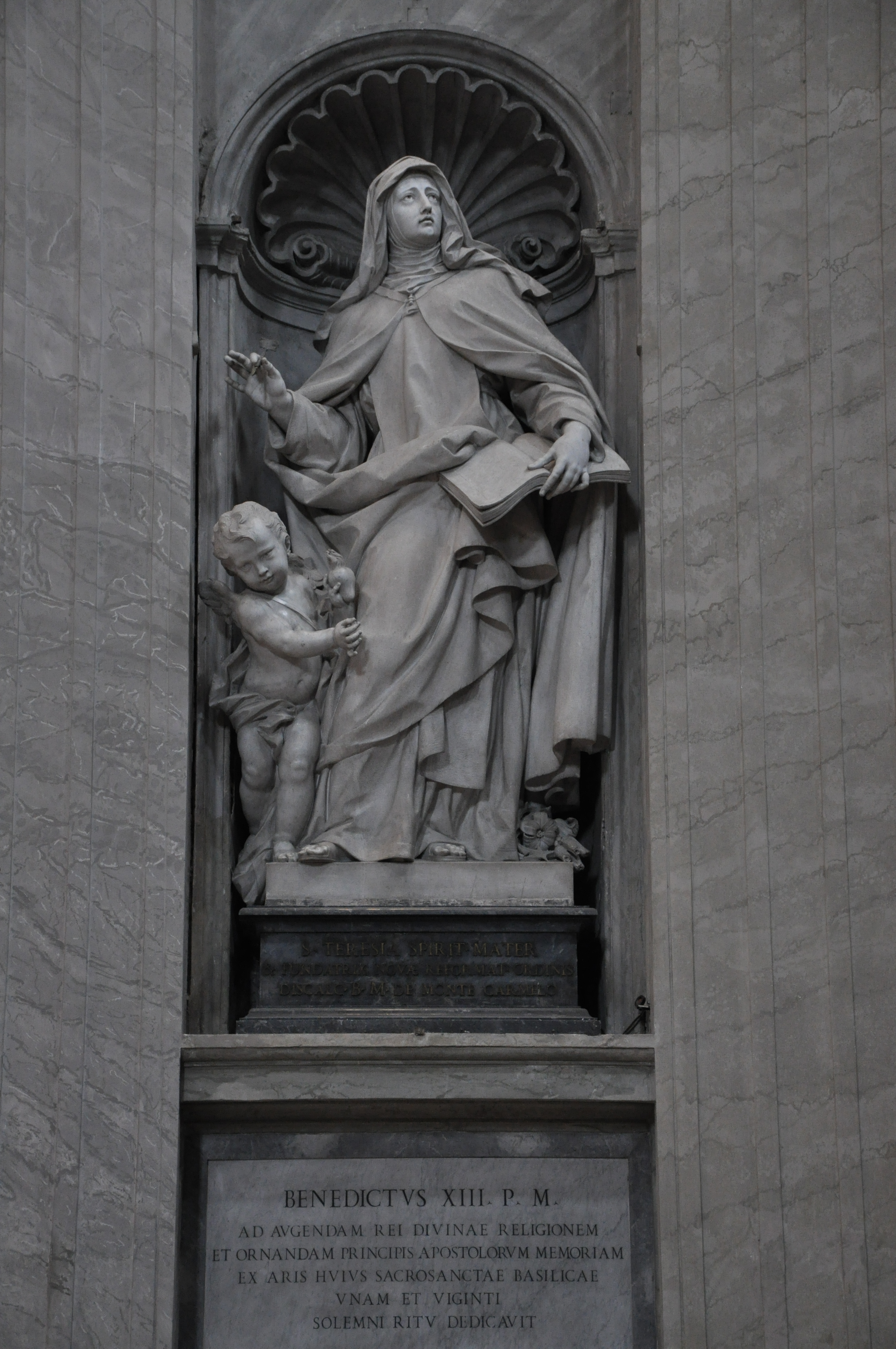
Santa Teresa de Jesús
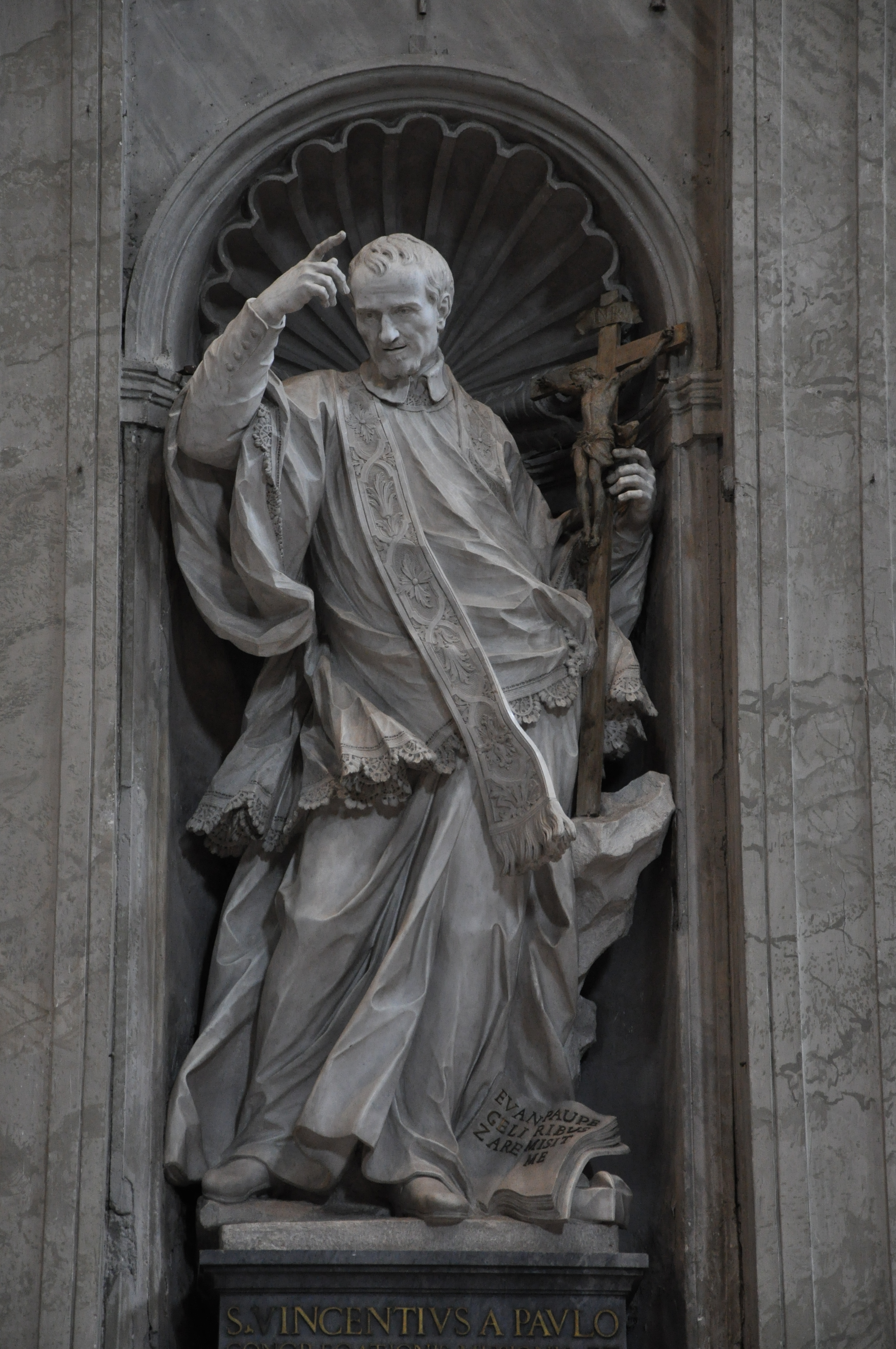
San Vicente de Paúl
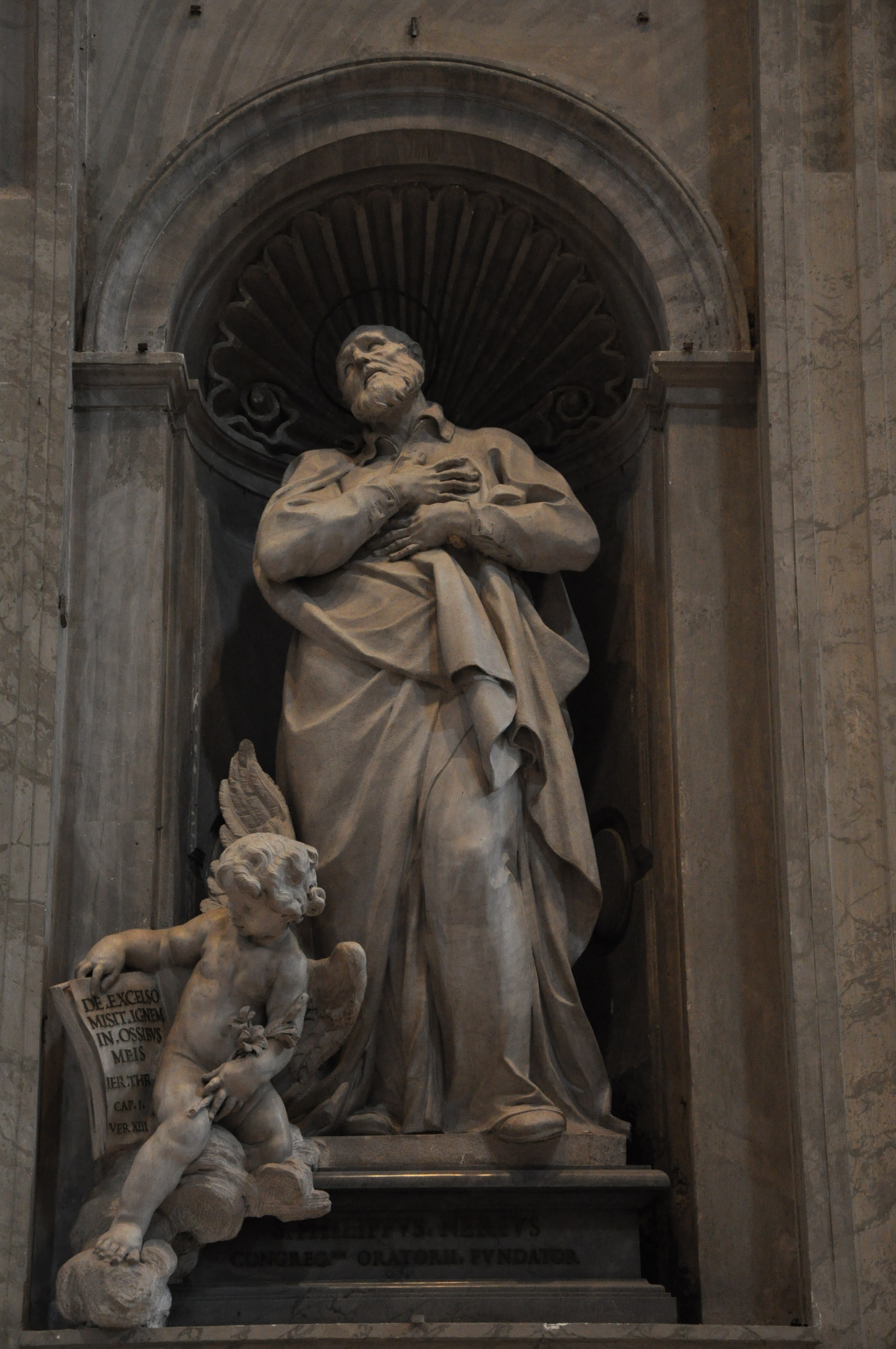
San Felipe Neri
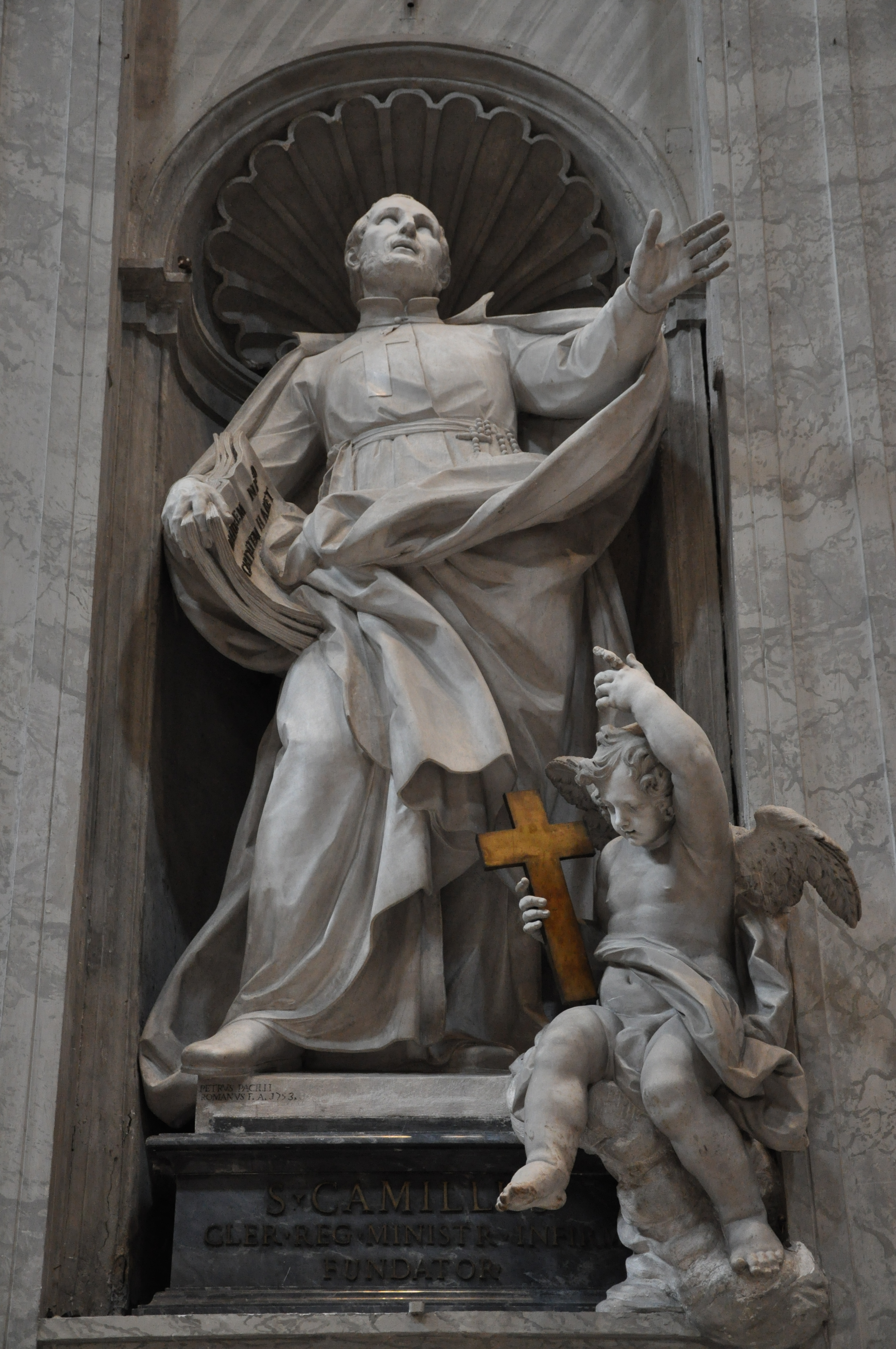
San Camilo de Lelis
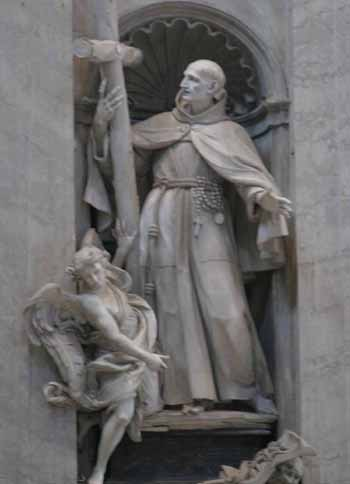
San Pedro de Alcántara
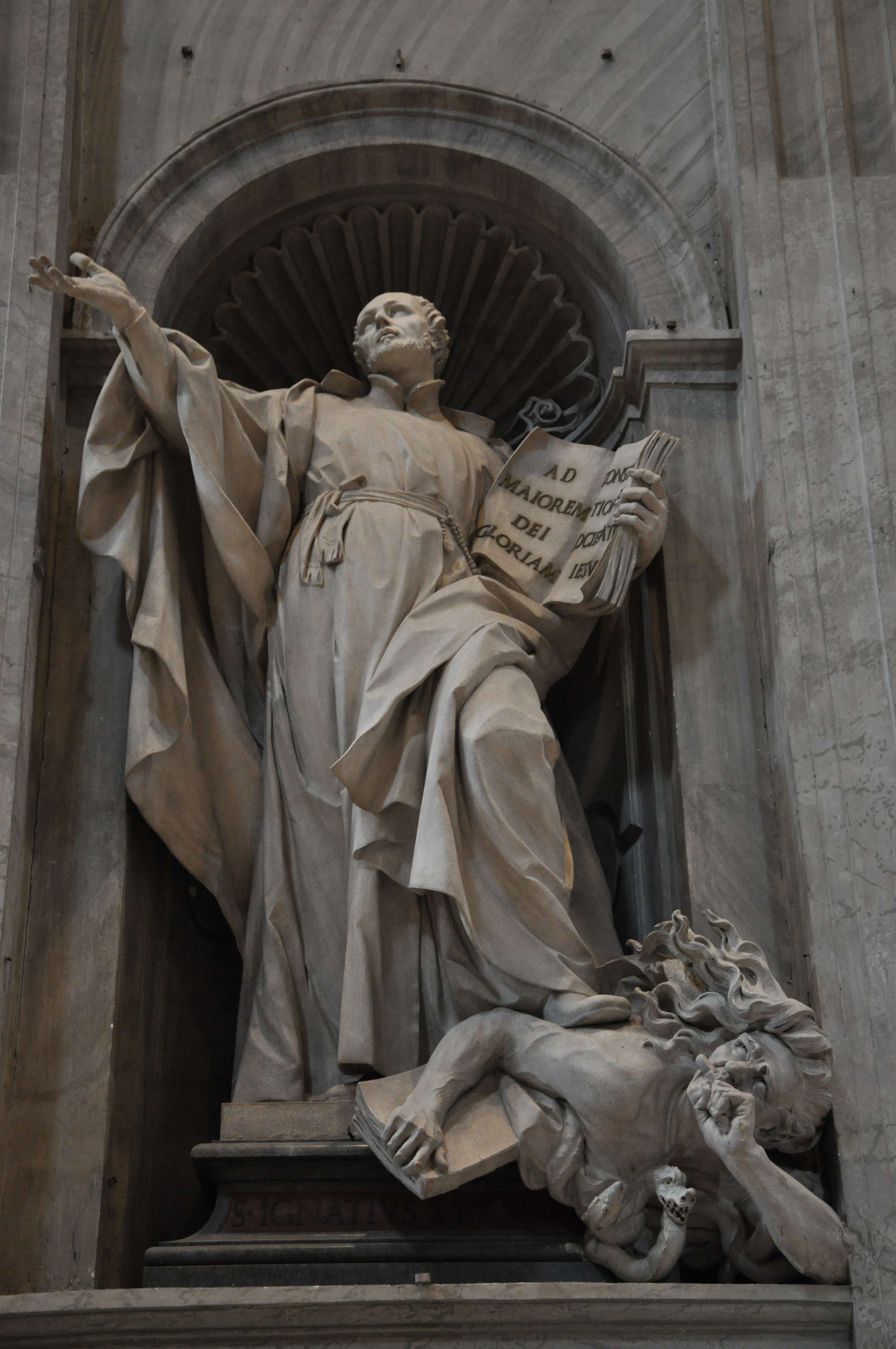
San Ignacio de Loyola
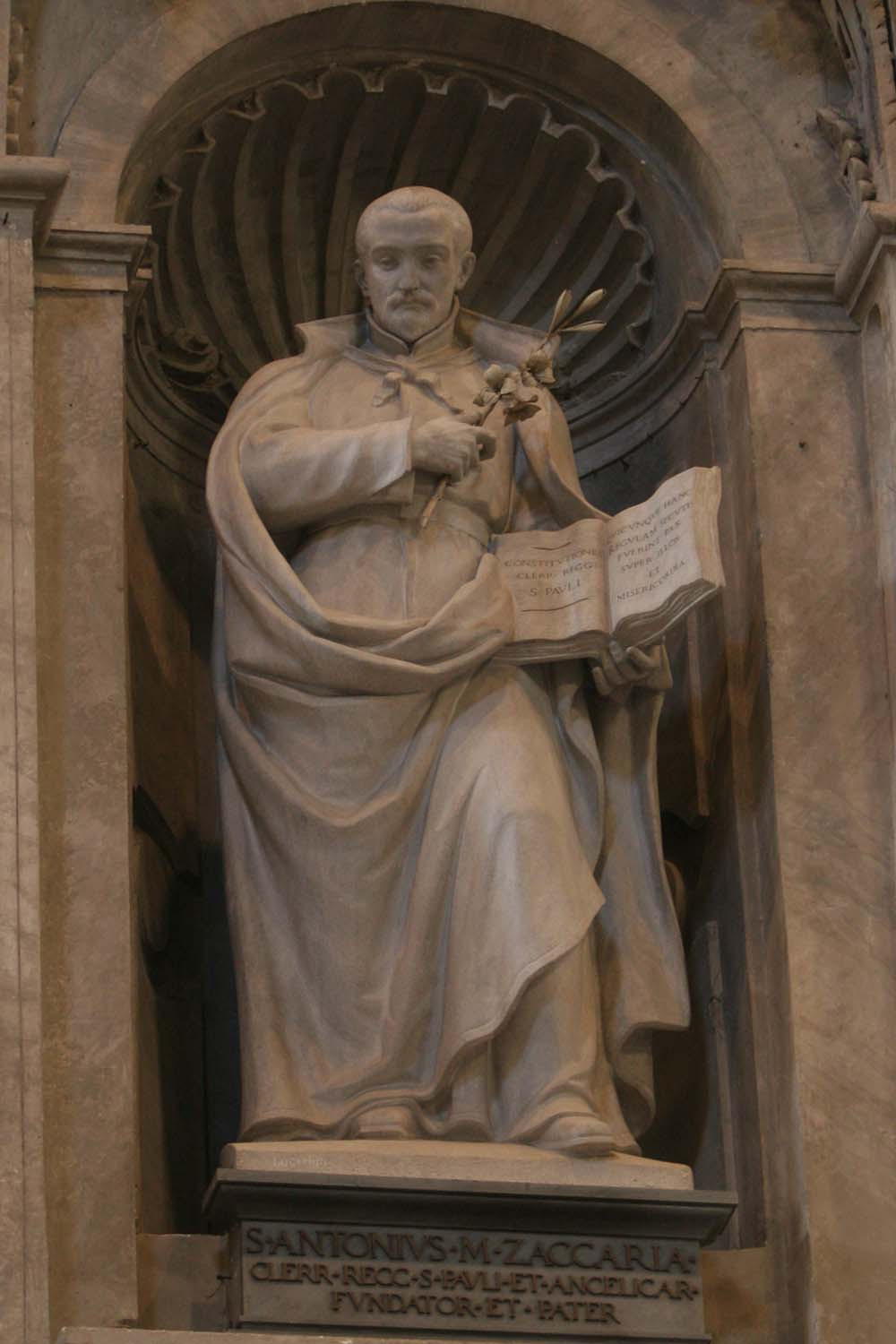
San Antonio María Zaccaria
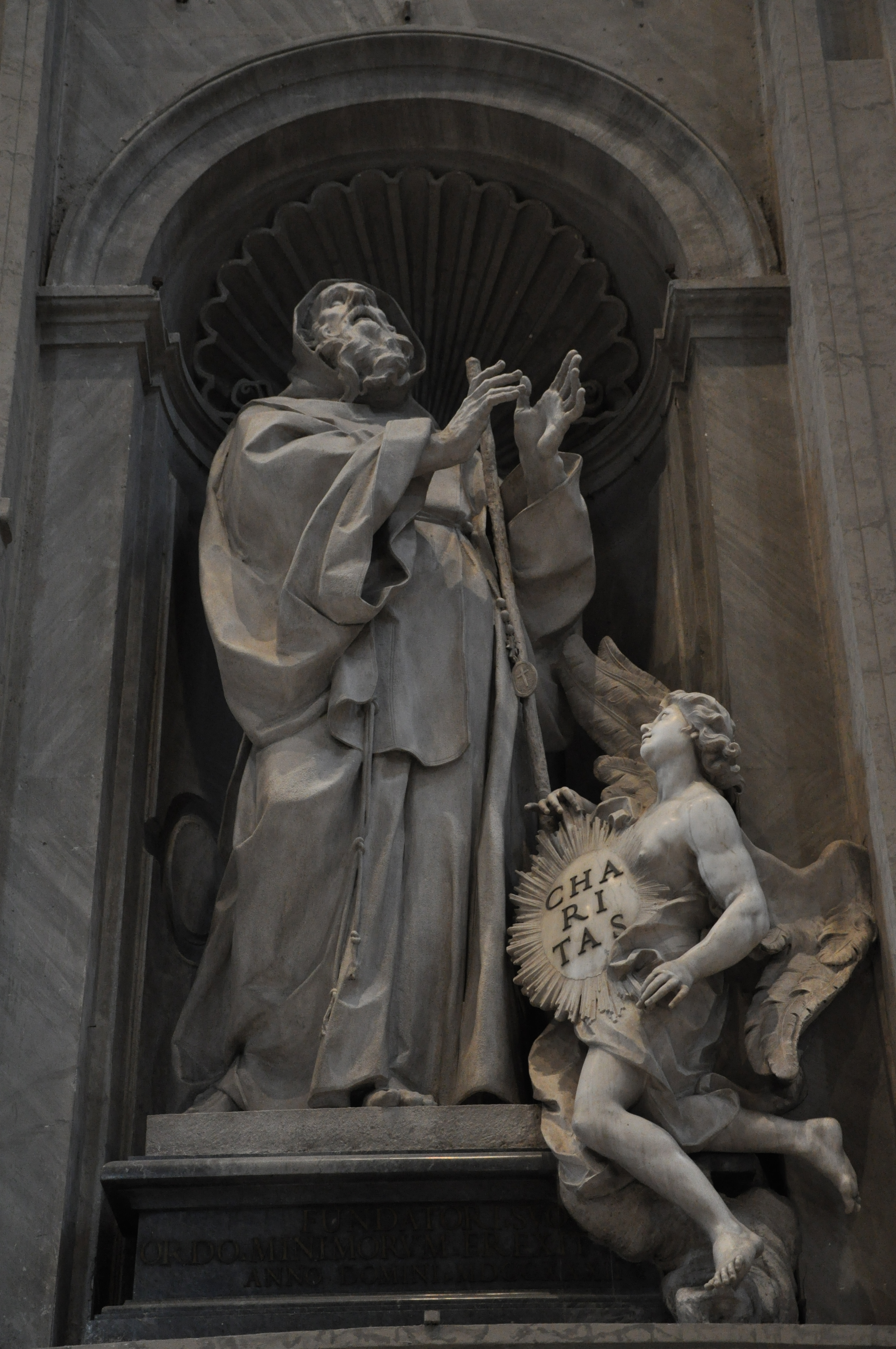
San Francisco de Paula

### Nave de la epístola

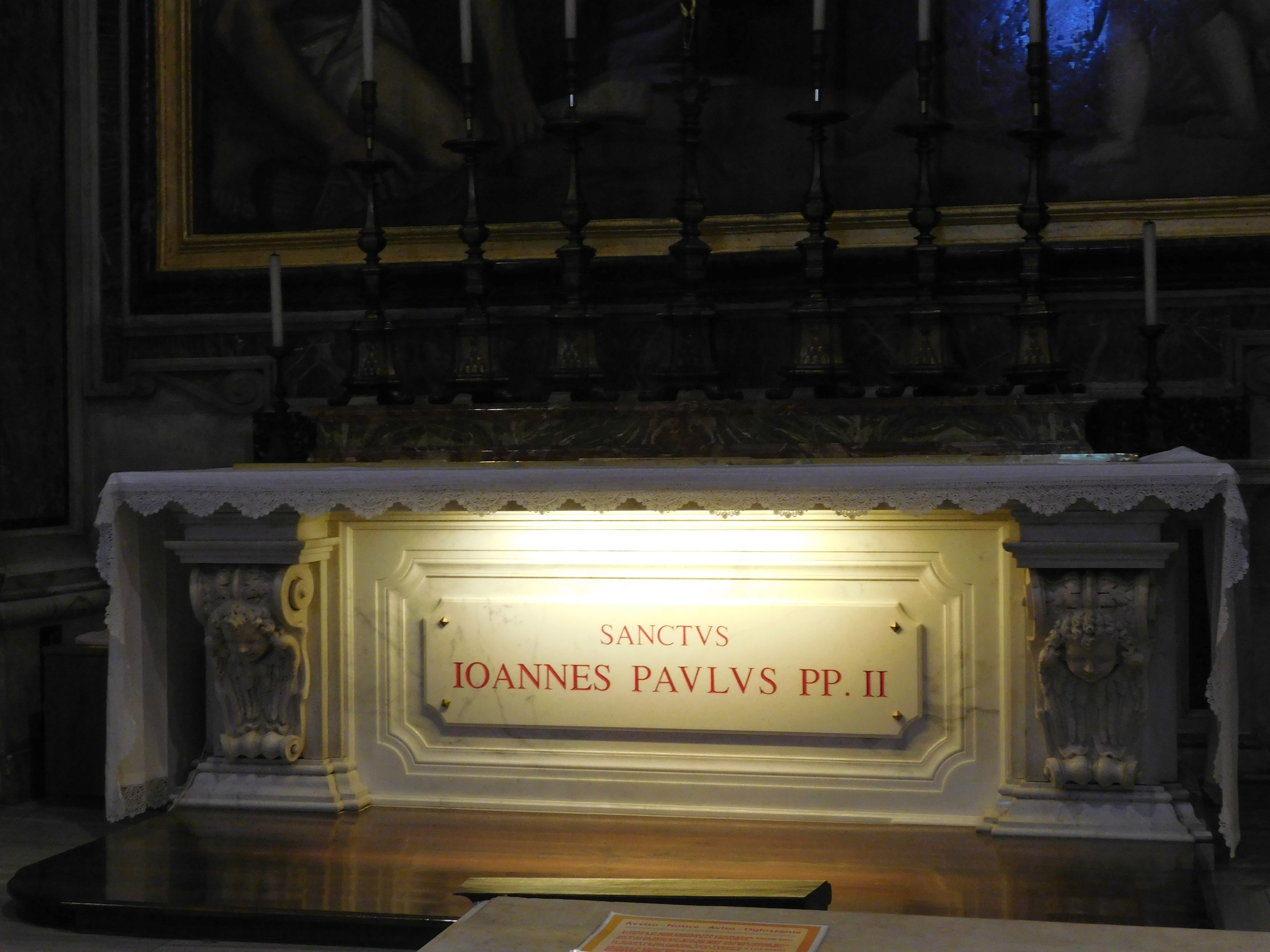
Tumba de Juan Pablo II.

Es la nave situada a la derecha. La primera capilla aloja la Piedad, de Miguel Ángel (núm. 9). Avanzando por la nave se encuentran los monumentos funerarios de León XII (núm. 10), obra de Giuseppe De Fabris, y la reina Cristina de Suecia (núm. 11), de Carlo Fontana. A continuación se encuentra la capilla de san Sebastián (núm. 13), presidida por un gran mosaico del martirio del santo, obra de Pier Paolo Cristofari, basado en un cuadro de Domenichino; el techo está decorado con mosaicos de Pietro da Cortona. Bajo el altar se conservan, desde su beatificación en 2011, los restos de san Juan Pablo II, tras una losa de mármol con la inscripción «SANCTVS IOANNES PAVLVS PP. II».
En esta capilla también se conservan los monumentos funerarios de Pío XI (núm. 12) y Pío XII (núm. 14), realizados durante el siglo XX.
A continuación se encuentran los monumentos a Inocencio XII (núm. 15), realizado por Filippo della Valle en 1746, y a Matilde de Canossa (núm. 16), hecho por Gian Lorenzo Bernini en 1633. La siguiente es la Capilla del Santísimo Sacramento (núm. 17), protegida por una puerta diseñada por Francesco Borromini. En esta capilla se conserva el Santísimo Sacramento. Junto al ciborio de bronce y lapislázuli que preside el altar, hay dos ángeles adoradores, y unas grandes lámparas de aceite ardiendo permanentemente. La capilla fue diseñada por Carlo Maderno para conectar la actual basílica con el cuerpo de la antigua. Se caracteriza por tener un techo más bajo que el cuerpo de la basílica, por lo que se cierra con un ático que oculta la diferente elevación de la cubierta. Contiene dos monumentos: el de Gregorio XIII (núm. 18), obra de Camillo Rusconi de 1723, y el de Gregorio XIV (núm. 19). A partir de aquí comienza la girola que rodea el espacio alrededor de la cúpula.

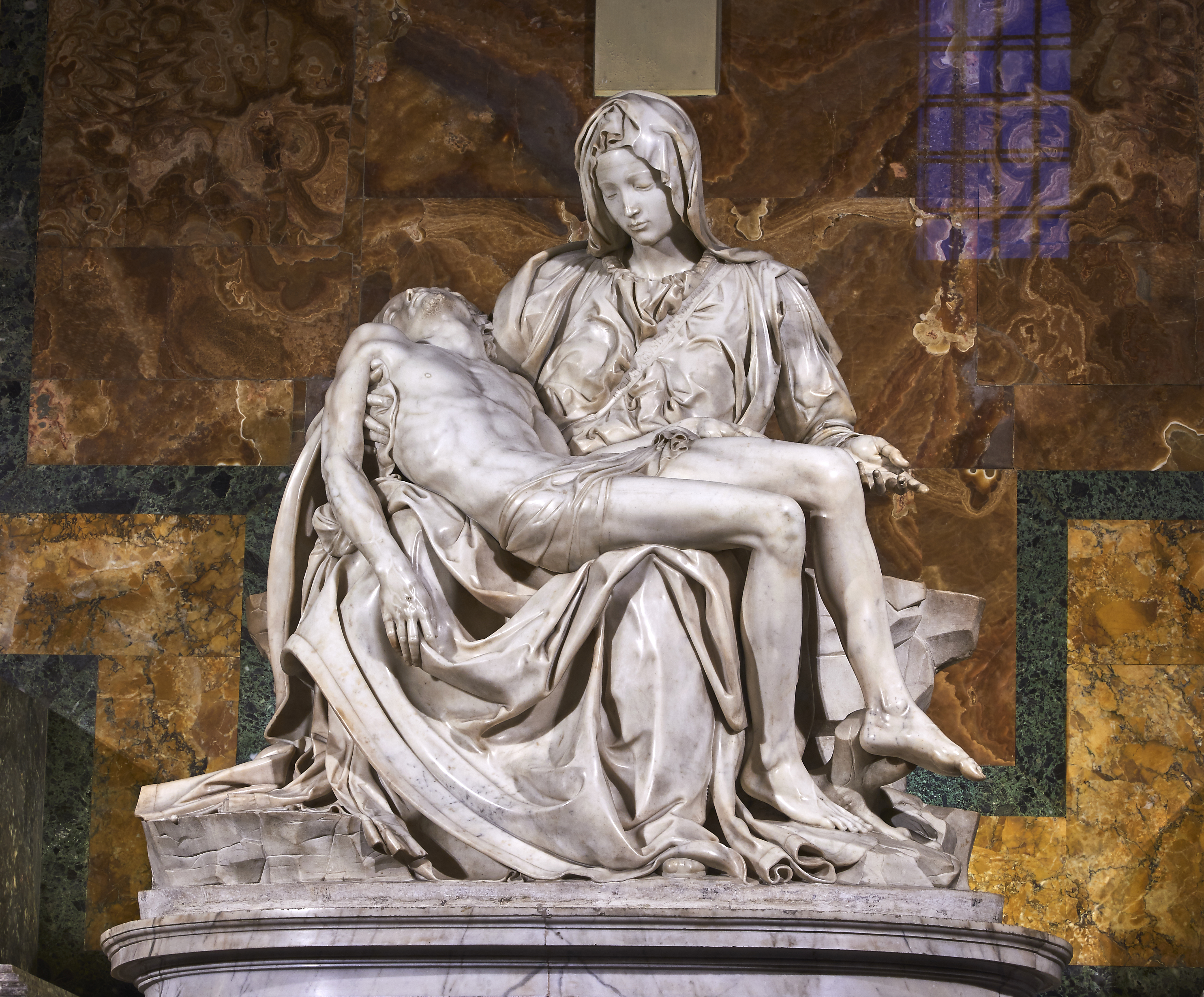
Piedad, de Miguel Ángel.
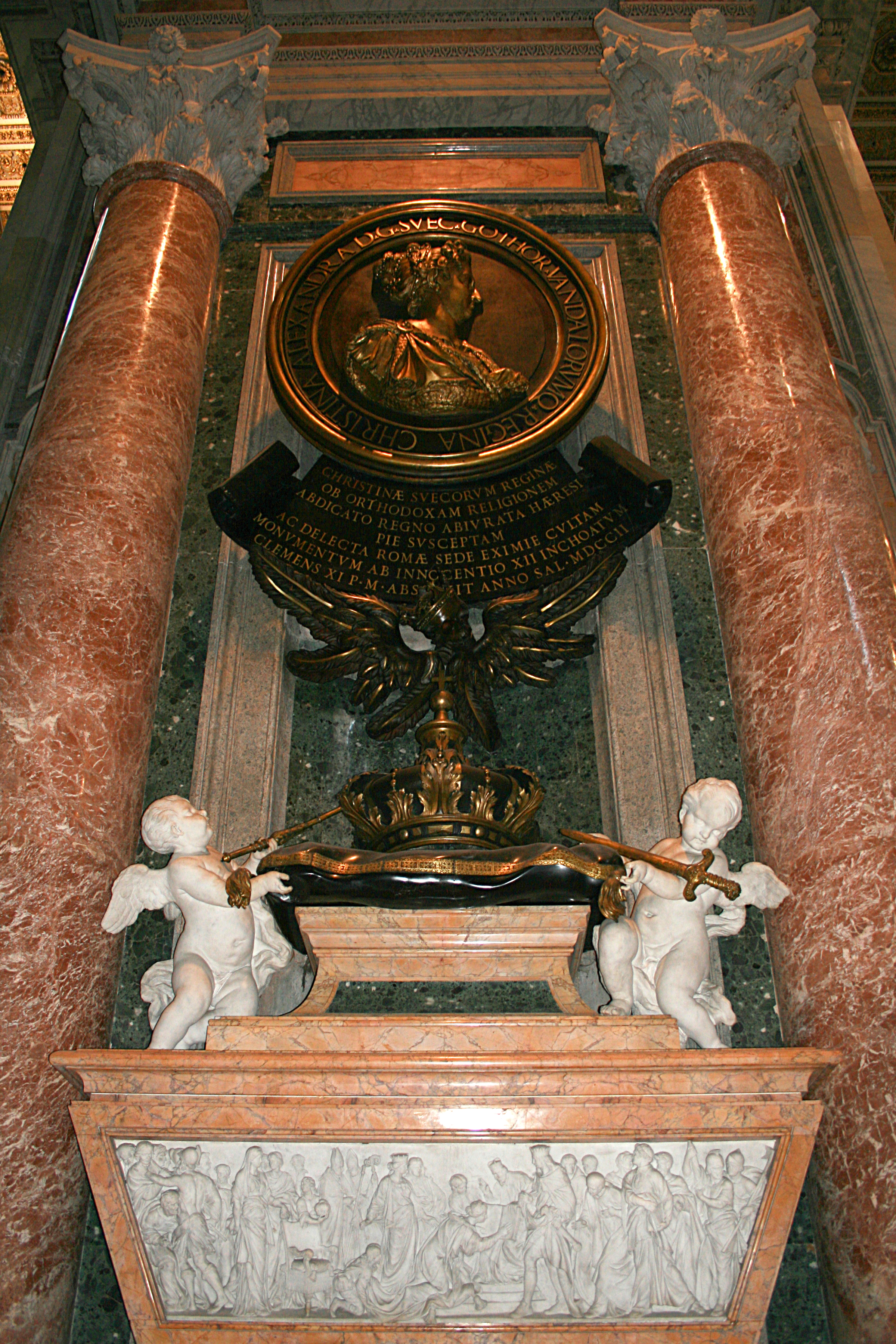
Monumento a la Reina Cristina de Suecia.
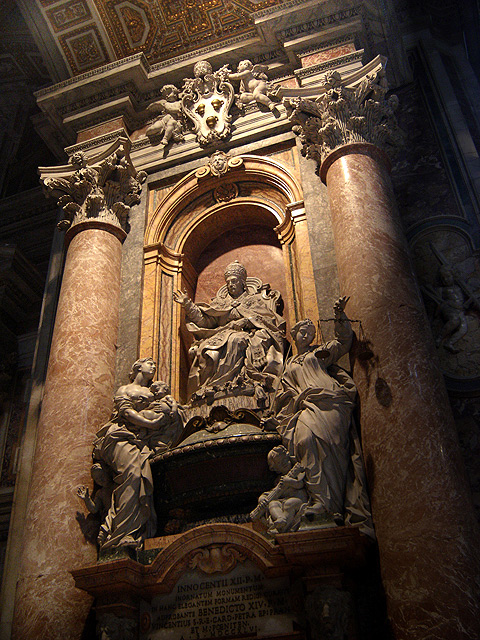
Monumento a Inocencio XII.
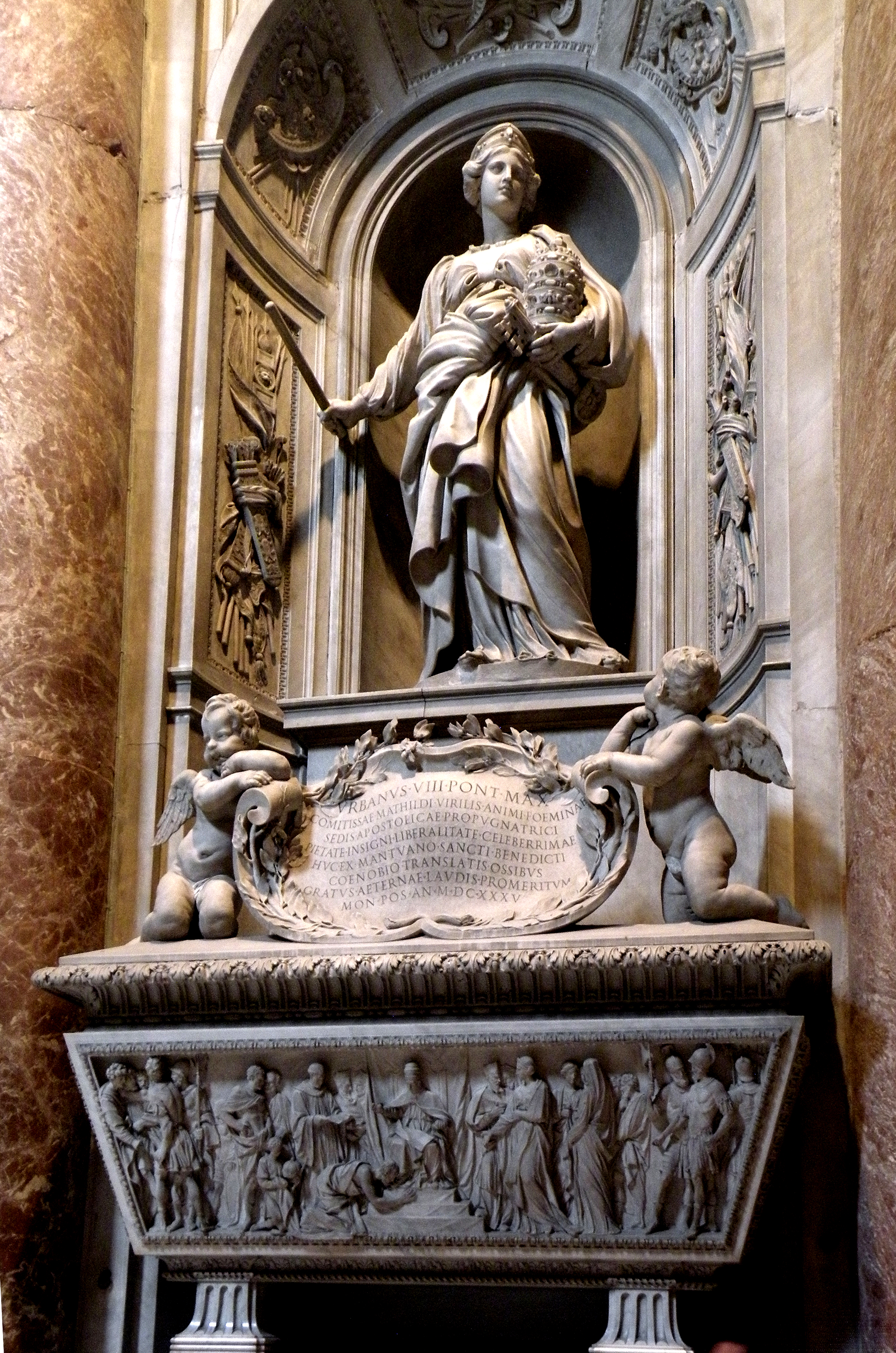
Monumento a Matilde de Canossa.
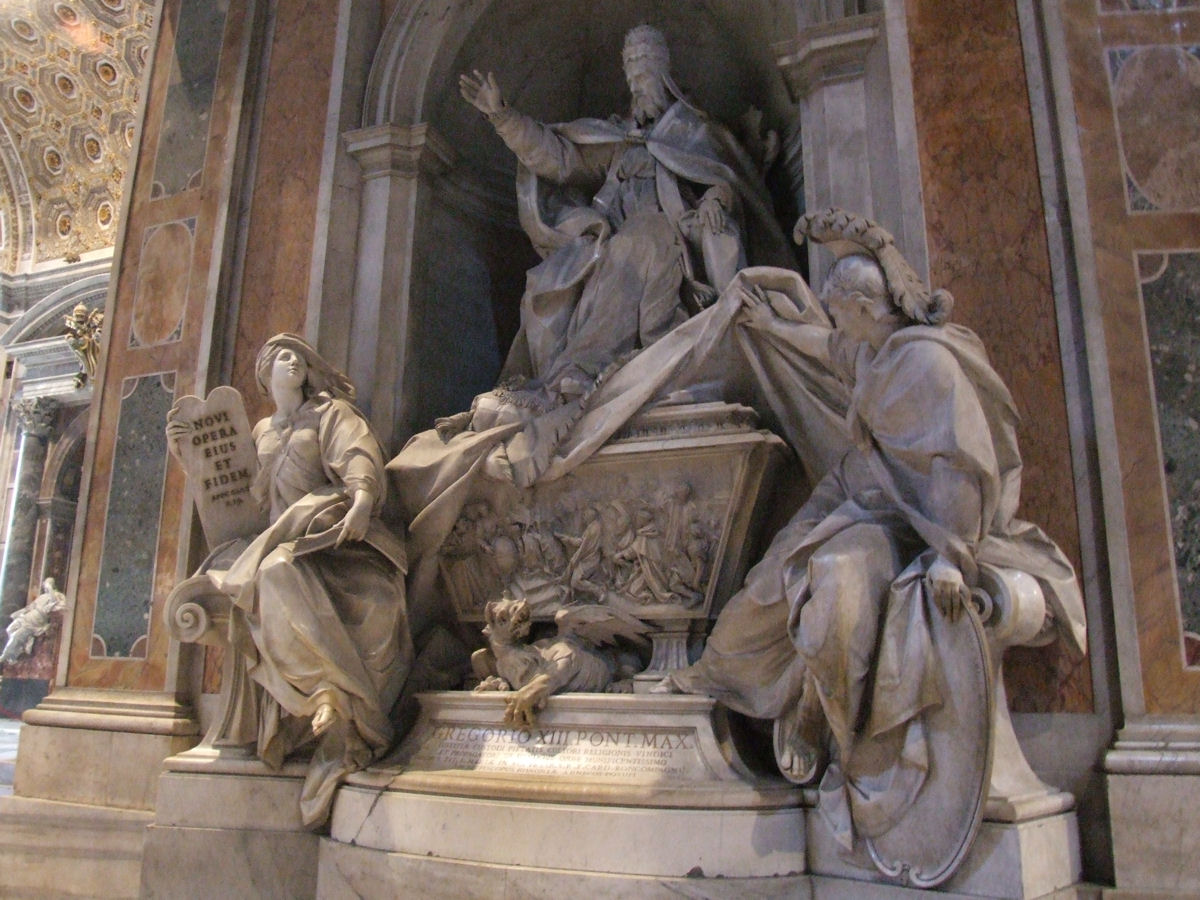
Monumento a Gregorio XIII.

### Nave del evangelio

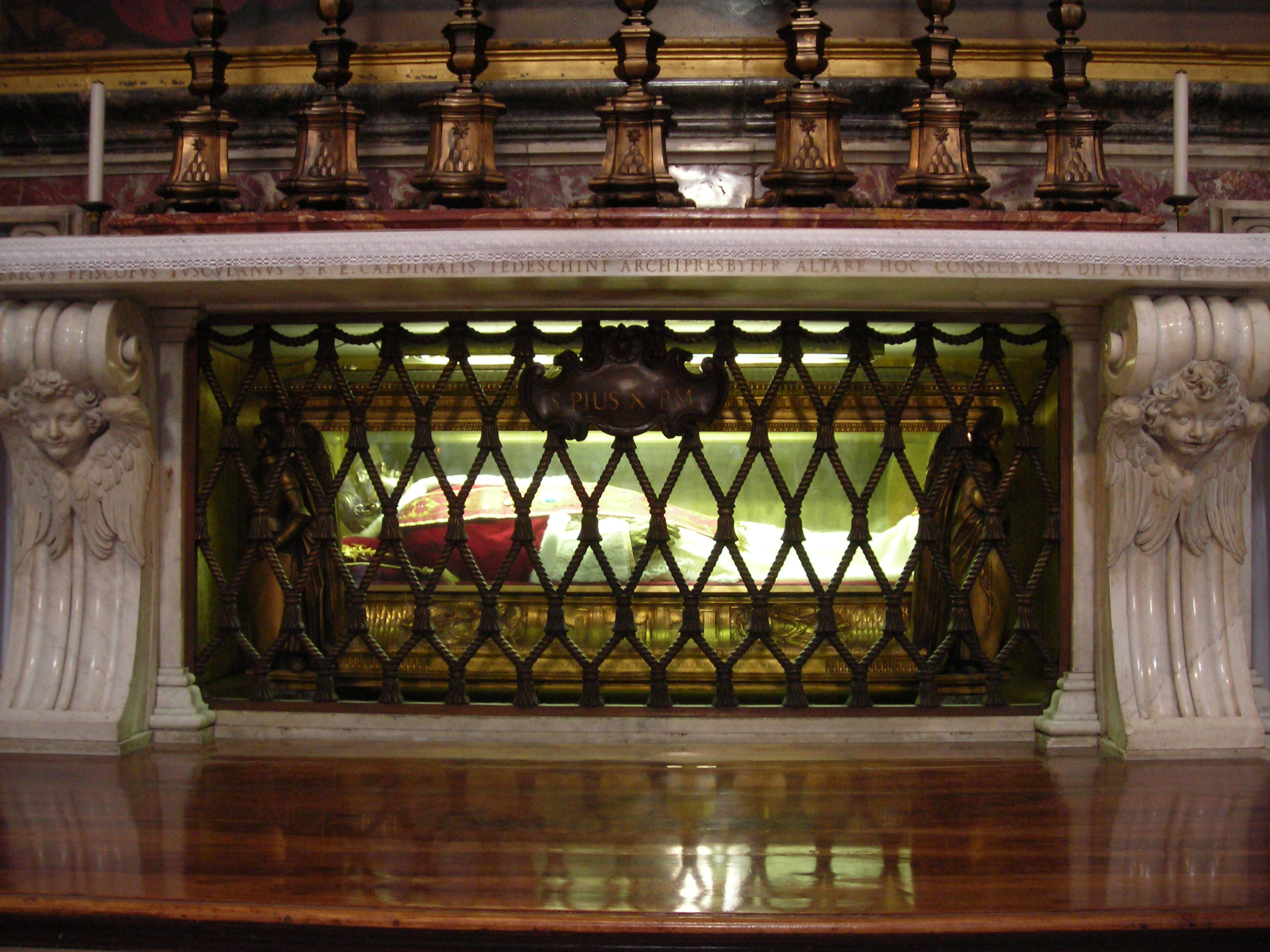
Tumba de Pío X.

Es la nave situada a la izquierda. La primera capilla es la «Capilla del Bautismo» (núm. 71), diseñada por Carlo Fontana y decorada con mosaicos de Baciccio realizados posteriormente por Francesco Trevisani; el mosaico que se encuentra detrás del altar imita una pintura de Carlo Maratta existente en la basílica de Santa María de los Ángeles y los Mártires.
Después de esta capilla se encuentran los monumentos funerarios que contienen las tumbas de Clementina Sobieski (núm. 70), obra de Pietro Bracci de 1742, y la de los Estuardo (núm. 69), obra de Antonio Canova de 1829, con los enterramientos del rey Jacobo III y sus hijos Carlos Eduardo Estuardo y el cardenal Enrique Benedicto Estuardo. A continuación se encuentra la «Capilla de la Presentación» (núm. 67), en cuyo altar se encuentra el cuerpo de san Pío X. En sus paredes se encuentran los monumentos a Juan XXIII (núm. 66) y a Benedicto XV (núm. 68), realizados en el siglo XX. Seguidamente, se encuentra el monumento a Pío X (núm. 65), de 1923, y la tumba de Inocencio VIII (núm. 64), realizada por Antonio Pollaiuolo en el siglo XV.
Por último, se encuentra la Capilla del Coro (núm. 63), presidida por el Altar de la Inmaculada Concepción (núm. 62). La Inmaculada del altar fue coronada por Pío IX y de nuevo por Pío X. En el altar se ubican los restos de San Juan Crisóstomo, que Juan Pablo II compartió con la Iglesia Ortodoxa, y las reliquias de San Francisco y San Antonio. La capilla es gemela a la Capilla del Santísimo Sacramento, situada en el lado de la epístola, por lo que presenta la misma configuración. En el último pilar antes de pasar a la girola se ubican los monumentos a León XI (núm. 61), obra de Alessandro Algardi en 1644, y a Inocencio XI (núm. 60).

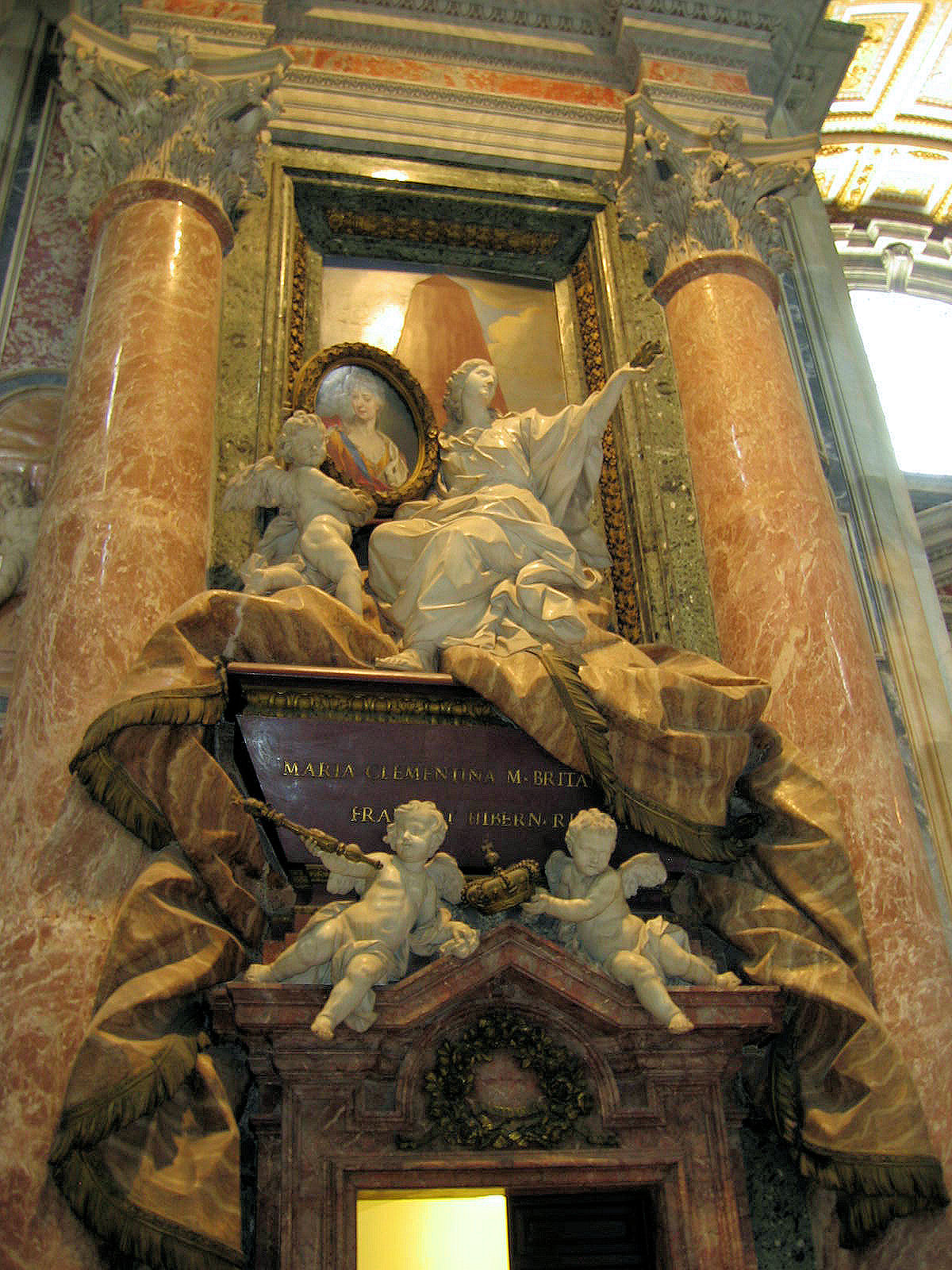
Monumento a Clementina Sobieski
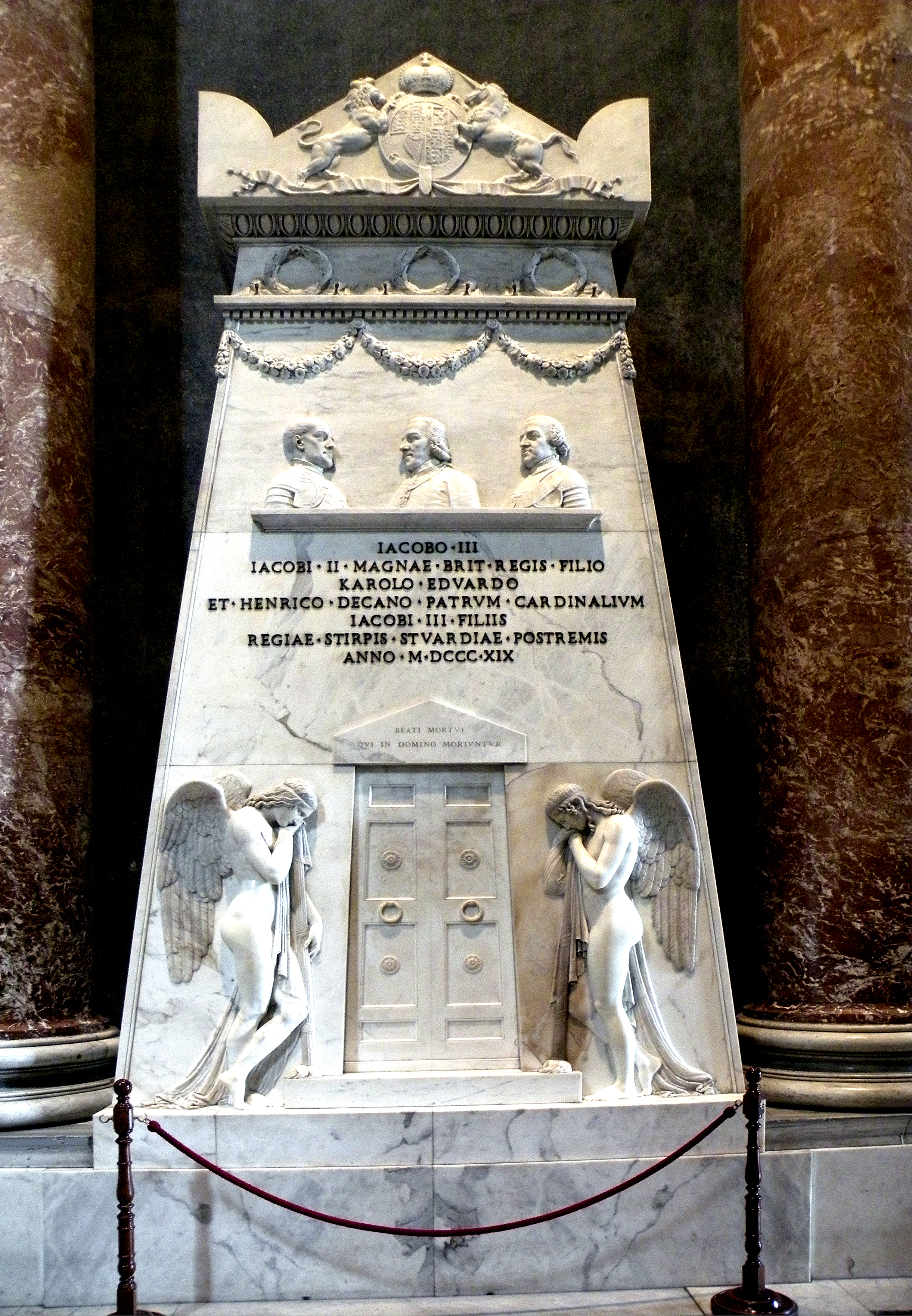
Monumento a los Estuardo
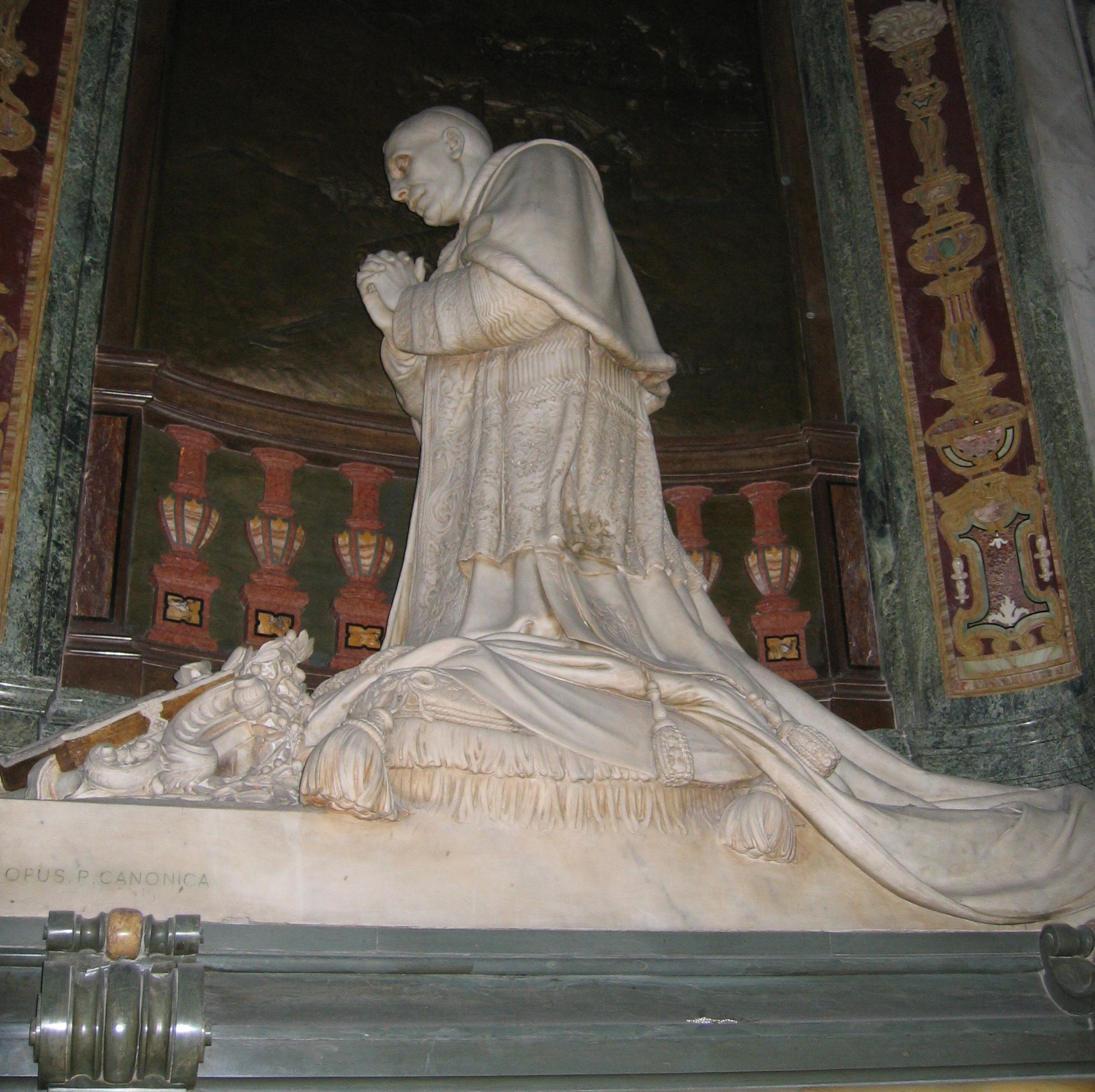
Monumento a Benedicto XV
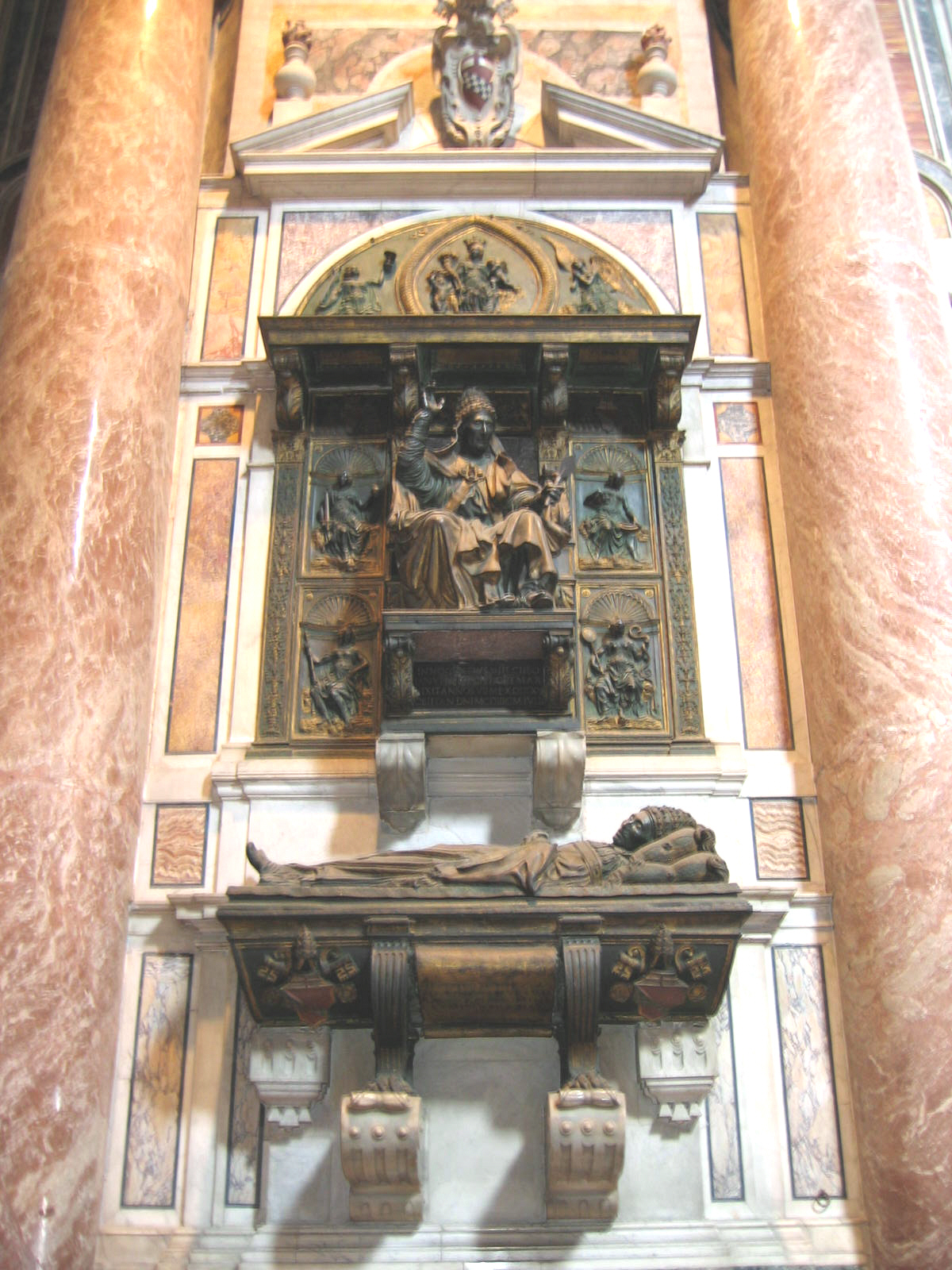
Tumba de Inocencio VIII
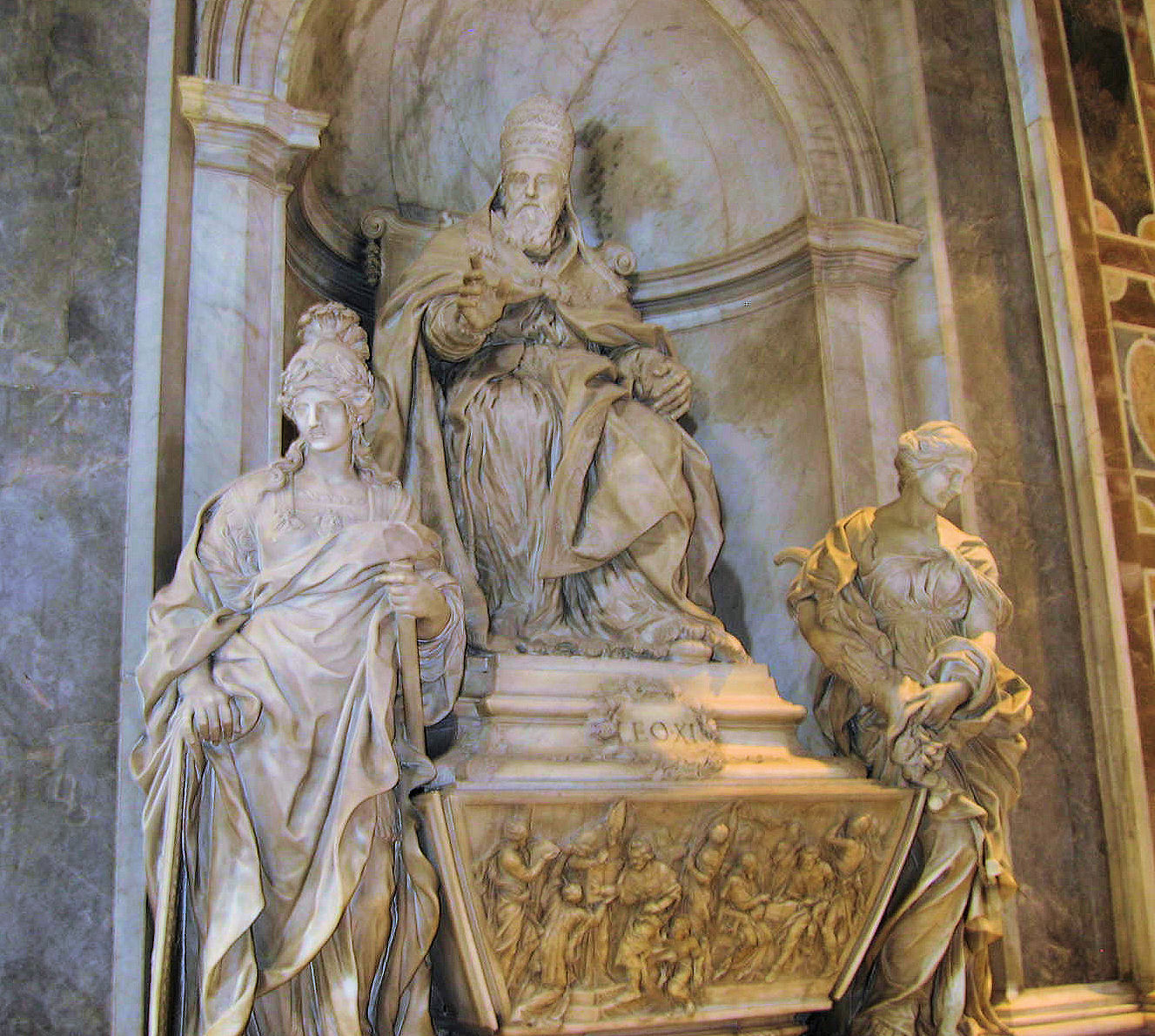
Tumba de León XI
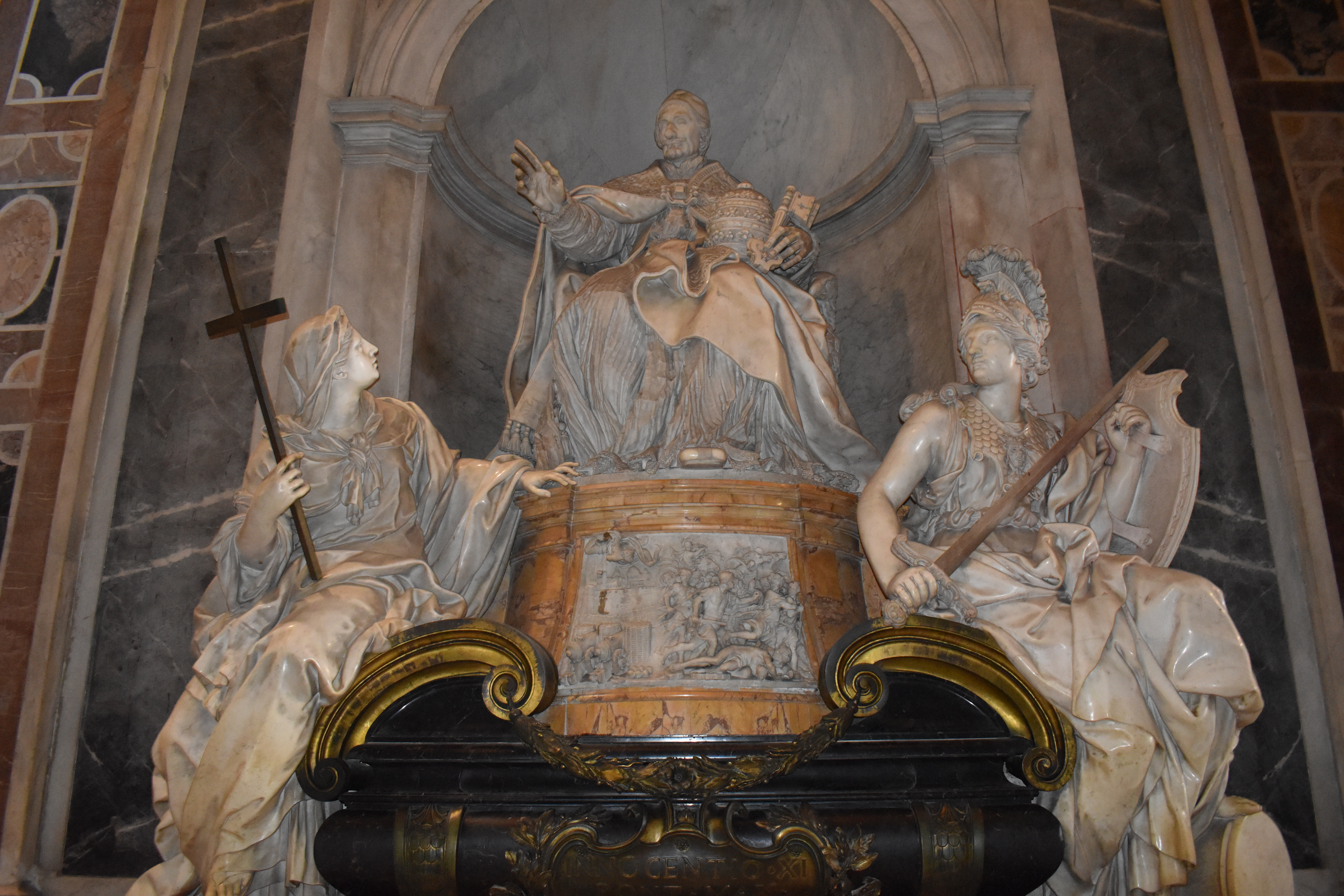
Monumento a Inocencio XI

### Girola

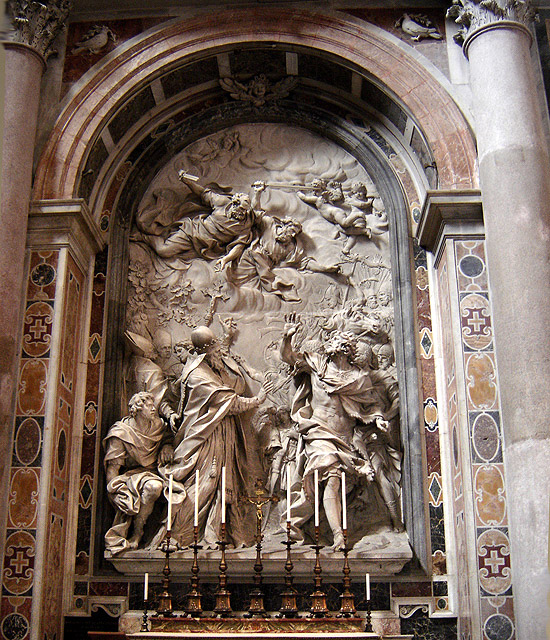
Relieve de León I el Magno expulsando a Atila.

La girola o deambulatorio es el espacio que rodea los cuatro pilares que sostienen la cúpula y es el corazón de la iglesia tal y como la había diseñado Miguel Ángel.
En el pilar que corresponde con la nave de la epístola se encuentra el Altar de san Jerónimo (núm. 20), con la tumba del papa Juan XXIII, sobre la cual se encuentra un gran mosaico de un cuadro de Domenichino. El espacio que queda entre la Capilla del Sacramento y el crucero acoge la Capilla Gregoriana (núm. 21), cerrada por una bóveda que en el exterior conforma una de las dos cúpulas menores. Aquí se encuentra el monumento a Gregorio XVI (núm. 22), obra de Luigi Amici entre 1848-1857. Junto a ésta, en el muro norte, se encuentra el «Altar de la Virgen del Perpetuo Socorro» (núm. 23), donde se encuentran las reliquias de san Gregorio Nacianceno. Al lado está el Altar de san Basilio (núm. 24), adornado con un mosaico del siglo XVIII, donde se encuentran los restos de san Josafat Kuncewicz y, frente a este, el monumento funerario de Benedicto XIV (núm. 25).
Una vez cruzado el transepto aparece el Altar de la Navicella (núm. 32), y, enfrente, el monumento a Clemente XIII (núm. 31), de Antonio Canova de 1787-1792. Seguidamente se encuentran los altares del Arcángel San Miguel (núm. 33), de Santa Petronila (núm. 34) y de «San Pedro y la resurrección de Tabitha» (núm. 36). En el muro oeste se encuentra el monumento a Clemente X (núm. 35), obra de Mattia de Rossi de finales del siglo XVII.
En el lado sur de la girola se encuentra, en la columna de la cúpula, un altar presidido por un mosaico que reproduce el célebre cuadro de La Transfiguración, de Rafael (núm. 59), en cuyo altar se encuentra el cuerpo del beato Inocencio XI. La capilla adyacente, similar a la Gregoriana, es la «Capilla Clementina» (núm. 58); en ella se encuentran los monumentos funerarios de Gregorio Magno (núm. 56) y de Pío VII (núm. 57), de Bertel Thorvaldsen de 1831, único artista no católico que trabajó en la basílica. A continuación se ubica el Altar de la Mentira (núm. 55), adornado con un mosaico del siglo XVIII; frente a este se halla el monumento a Pío VIII (núm. 54), obra de Pietro Tenerani en 1866, con una puerta que conduce a la Sacristía Mayor de la basílica.
Al otro lado del transepto se encuentra el monumento funerario al papa Alejandro VII (núm. 47), una notable obra de Gian Lorenzo Bernini que muestra al papa absorto en oración, con la muerte, representada por un esqueleto sosteniendo un reloj de arena, por encima de una puerta que simboliza la entrada a la otra vida. Enfrente, se sitúa el «Altar del Sagrado Corazón de Jesús» (núm. 48), con mosaicos de 1930. A continuación está la «Capilla de Nuestra Señora del Pilar» (núm. 44), donde se encuentran los altares dedicados a la Virgen del Pilar (núm. 46) y a León I el Magno (núm. 45), con un magnífico retablo de mármol de Alessandro Algardi sobre la expulsión de Atila realizado entre 1645-1653. Por último, antes del presbiterio, se encuentra el «Altar de San Pedro curando a un paralítico» (núm. 43), del siglo XVIII, y la tumba del papa Alejandro VIII (núm. 42).

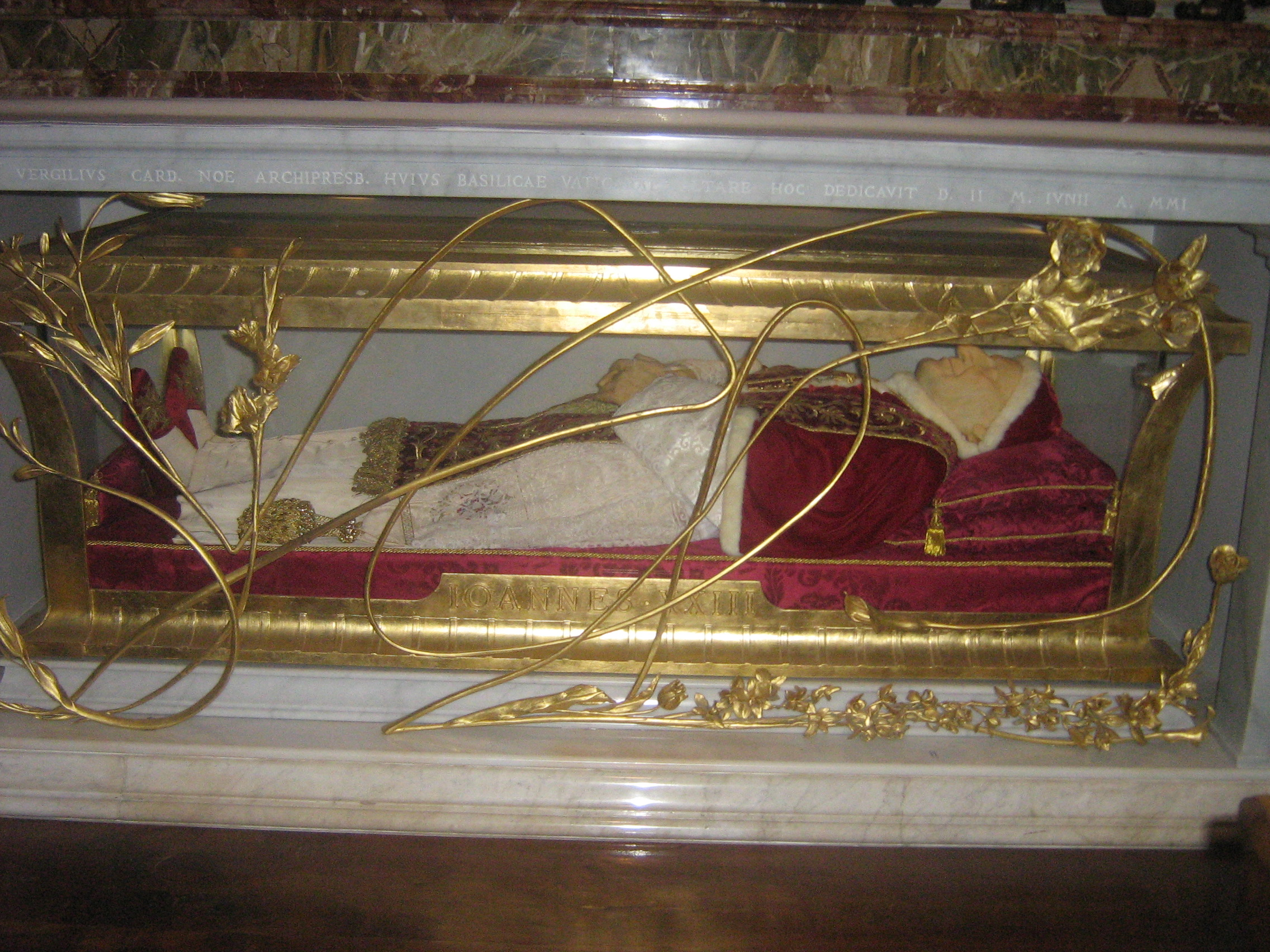
Tumba de Juan XXIII.
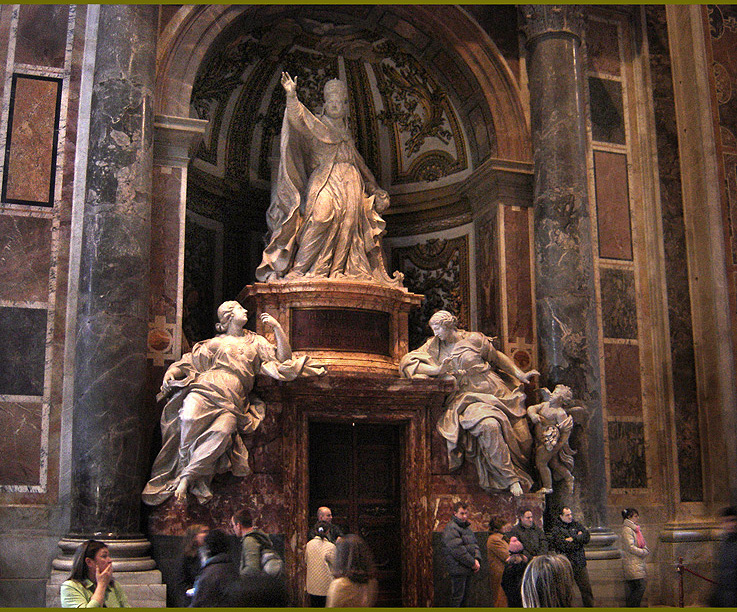
Tumba de Benedicto XIV.
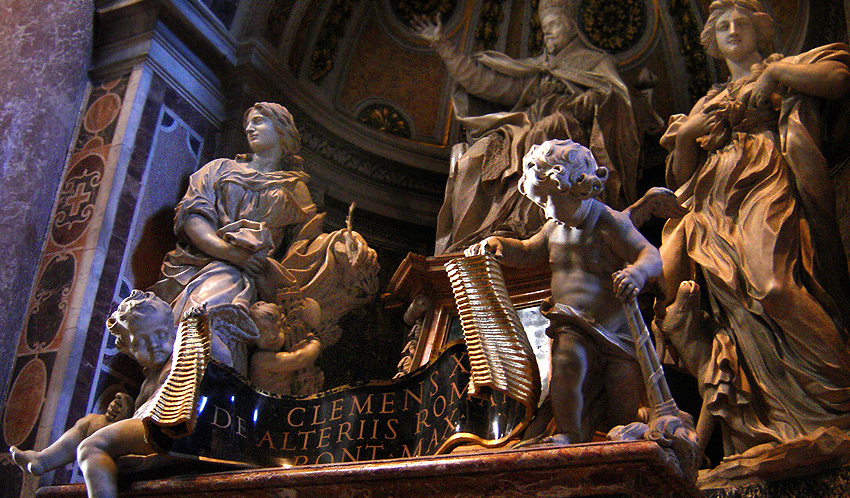
Tumba de Clemente X.
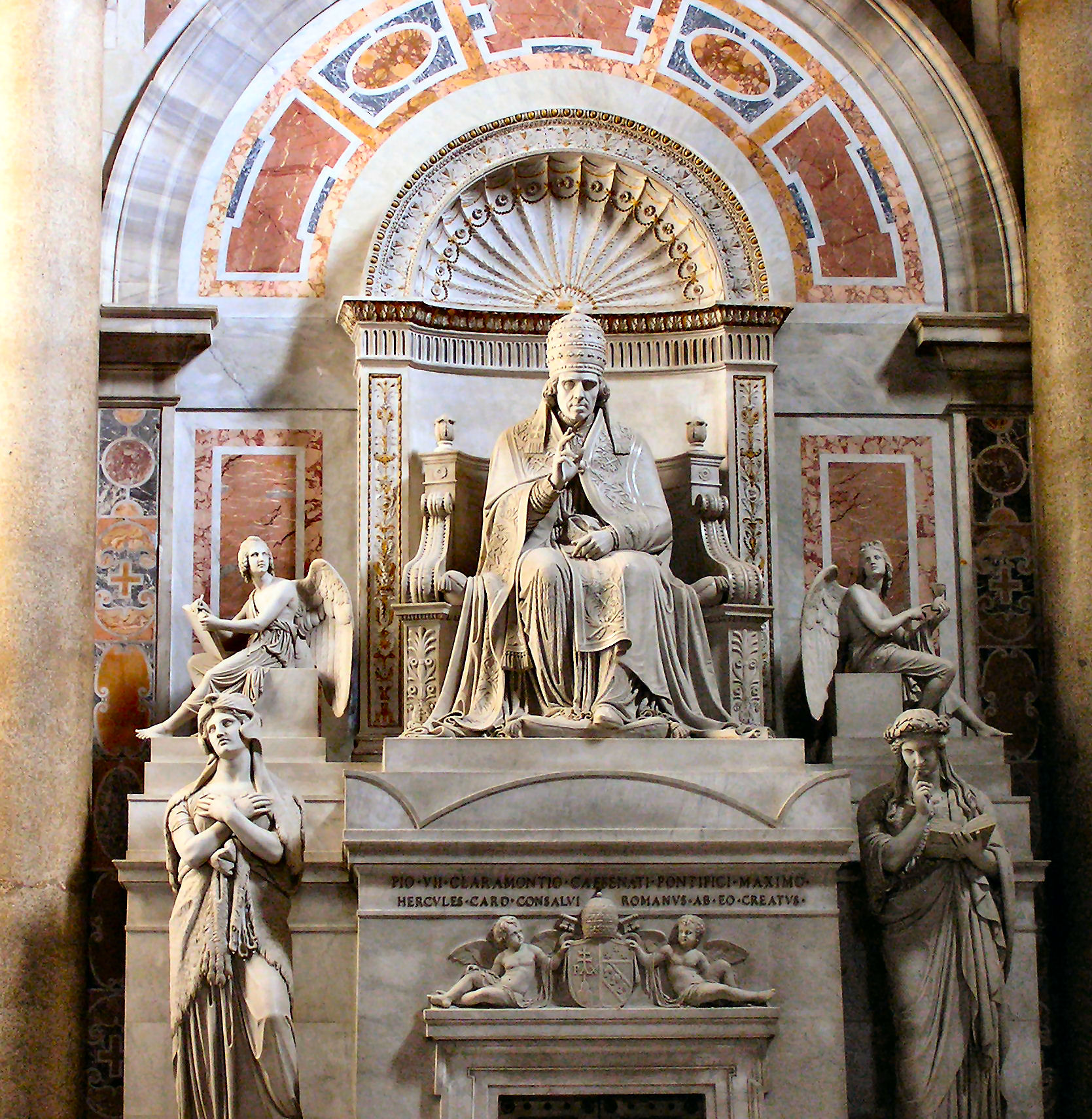
Tumba de Pío VII.
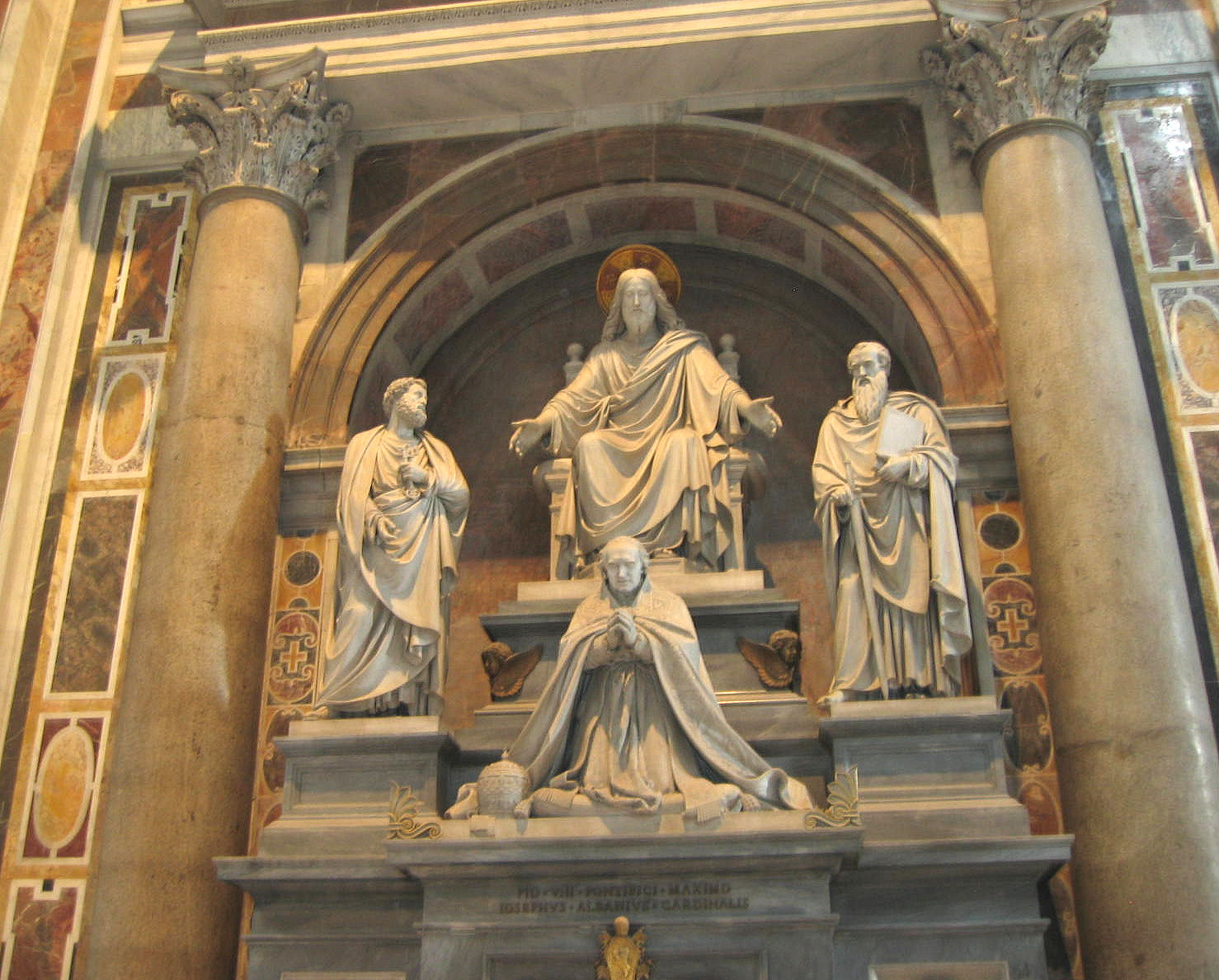
Monumento a Pío VIII.
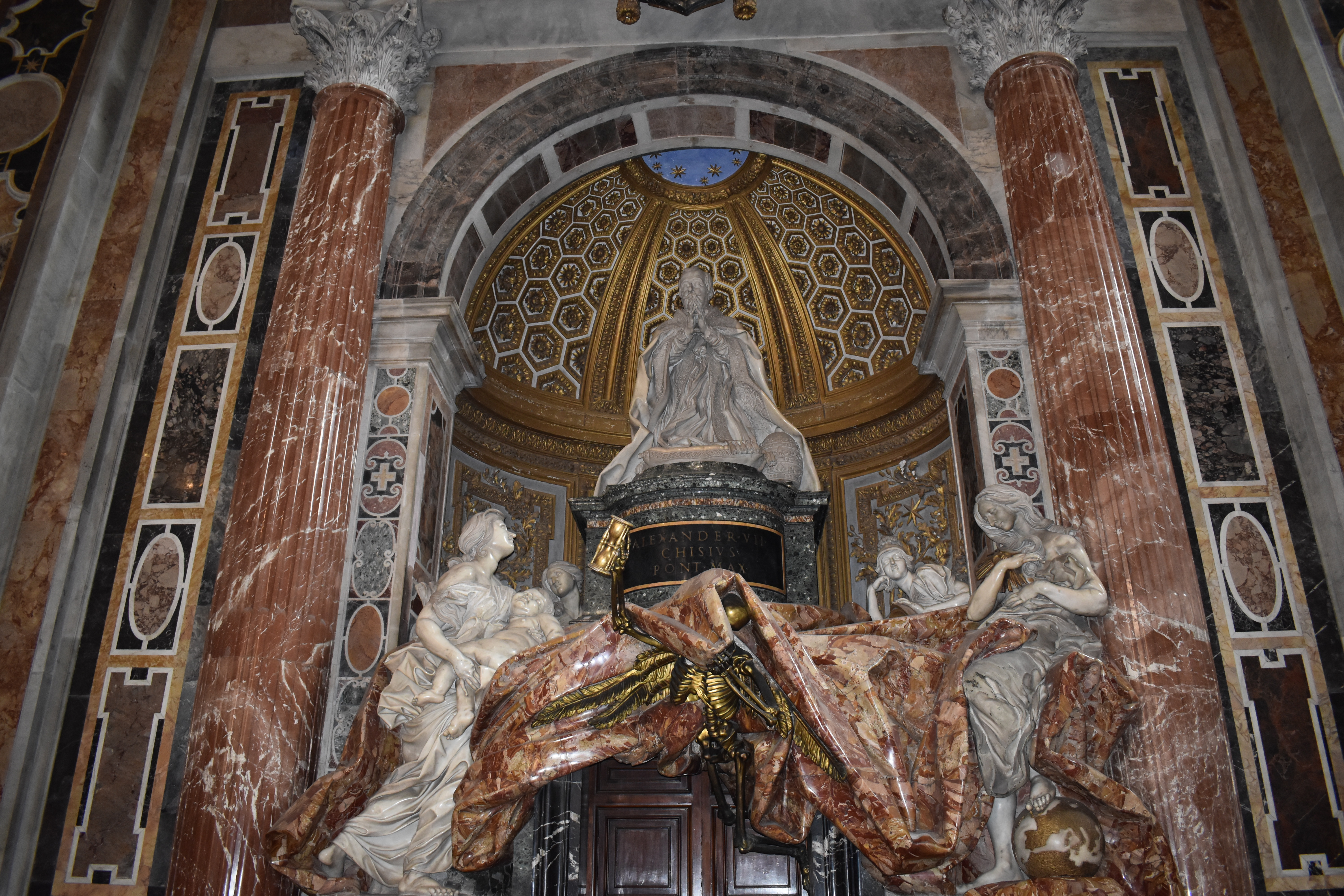
Monumento a Alejandro VII.
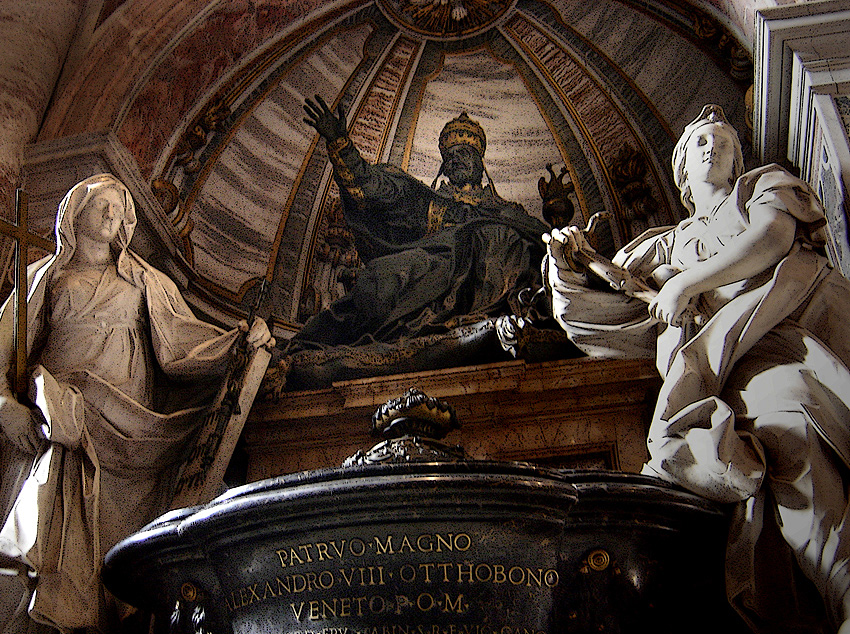
Tumba de Alejandro VIII.

### Órgano

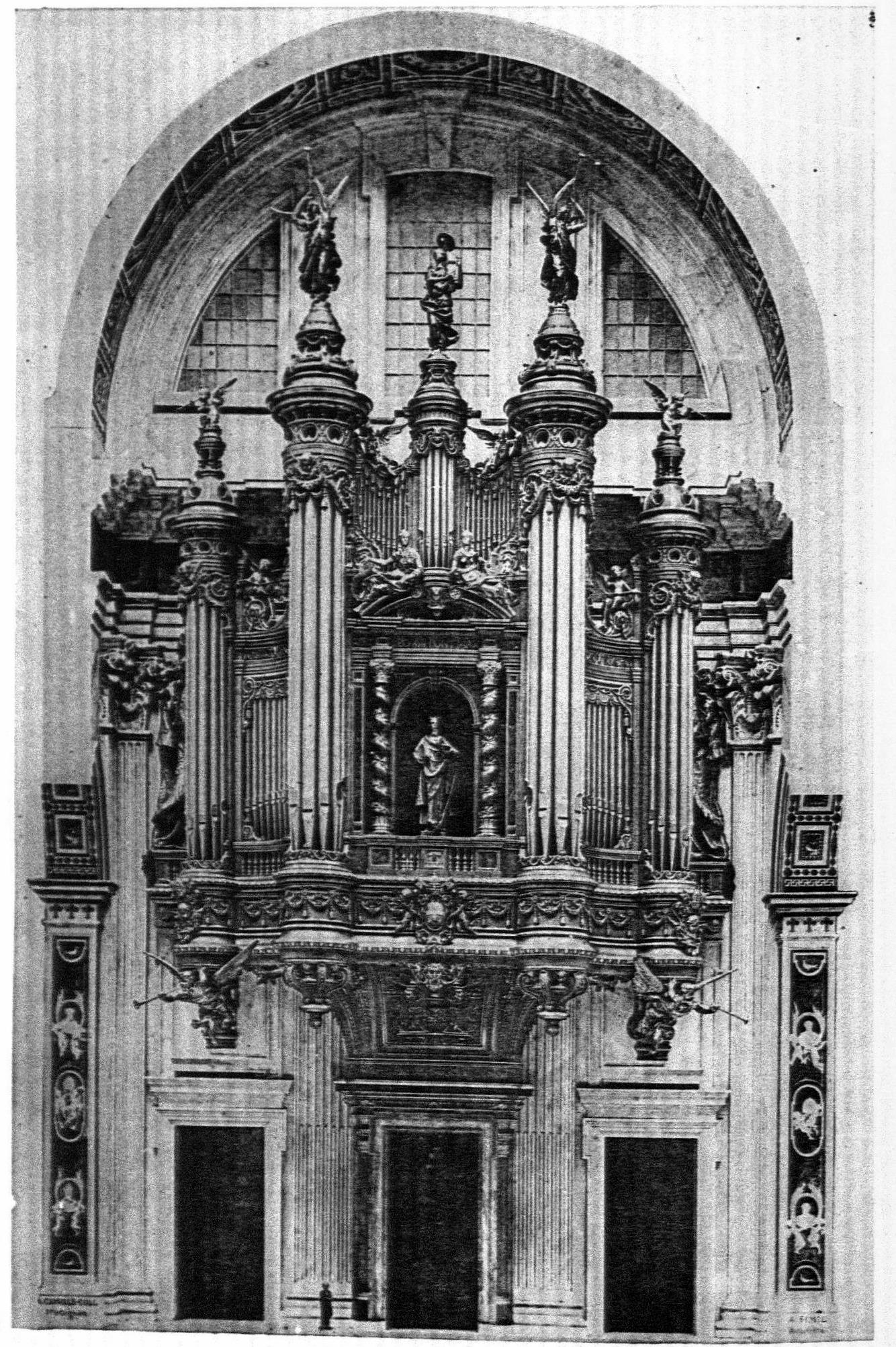
Proyecto de órgano para la basílica ofrecido a León XIII en 1888.

El órgano de la basílica se encuentra entre la girola y el presbiterio y fue construido por Tamburini en 1962. Presenta dos cuerpos que se ubican en los brazos de la girola que parten del presbiterio, respectivamente apodados «Cornu Epistulae» y «Cornu Evangelii». Estos dos cuerpos se corresponden con dos órganos construidos a principios del siglo XX por Vegezzi-Carlo Bossi y Walker. El órgano del primer cuerpo comprende los registros del segundo y tercer teclado, mientras que al segundo cuerpo corresponde el primer y cuarto teclado. Los registros de pedal son repartidos en dos partes como el organista necesite. Se utilizan dos consolas de transmisión eléctrica; una se sitúa entre las butacas del coro cantor durante las celebraciones en el interior, mientras que otra se ubica en la plaza para las celebraciones del exterior. Fueron construidas por el fabricante Mascioni en 1999.
En 1875, Aristide Cavaillé-Coll le ofreció al papa Pío IX el diseño de un gran órgano que nunca llegó a realizarse, así como otros proyectos, siempre provenientes de Francia. En la actualidad, los organistas son James Edward Goettsche y Gianluca Libertucci.

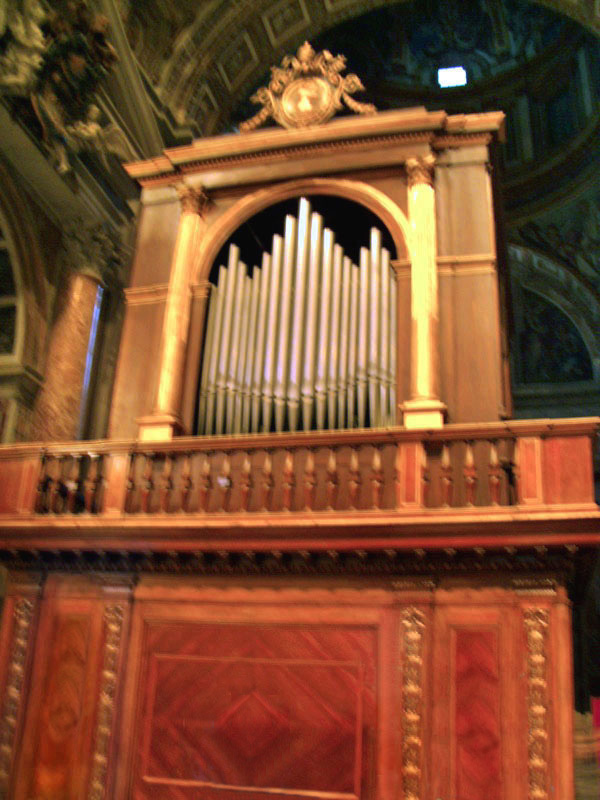
«Cornu Evangelii».
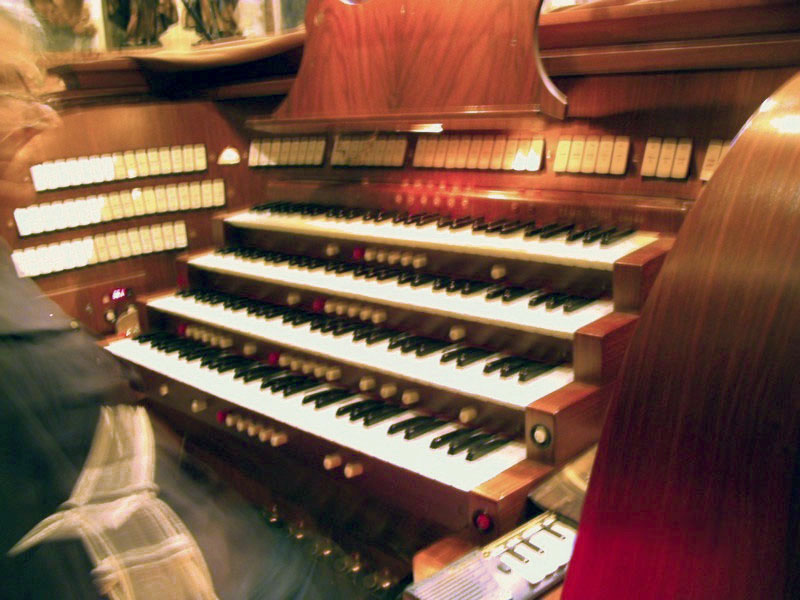
Teclado del órgano.
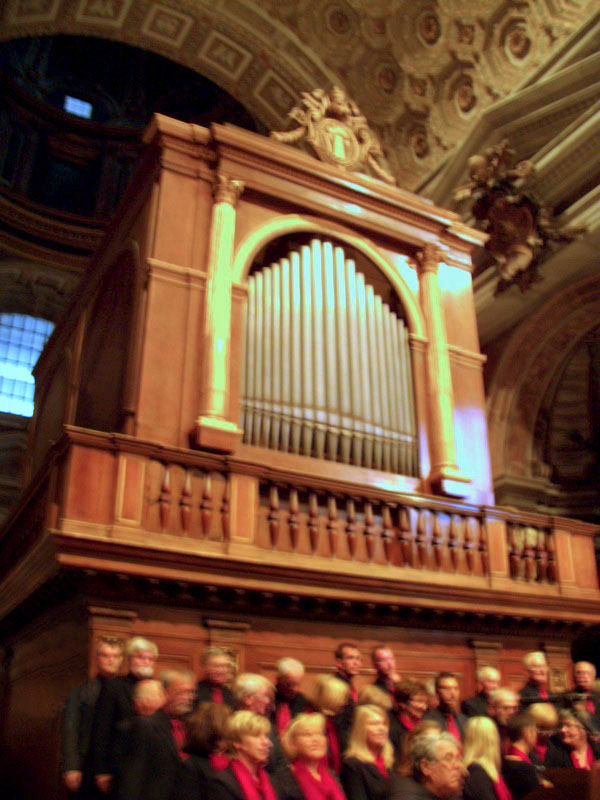
«Cornu Epistulae».
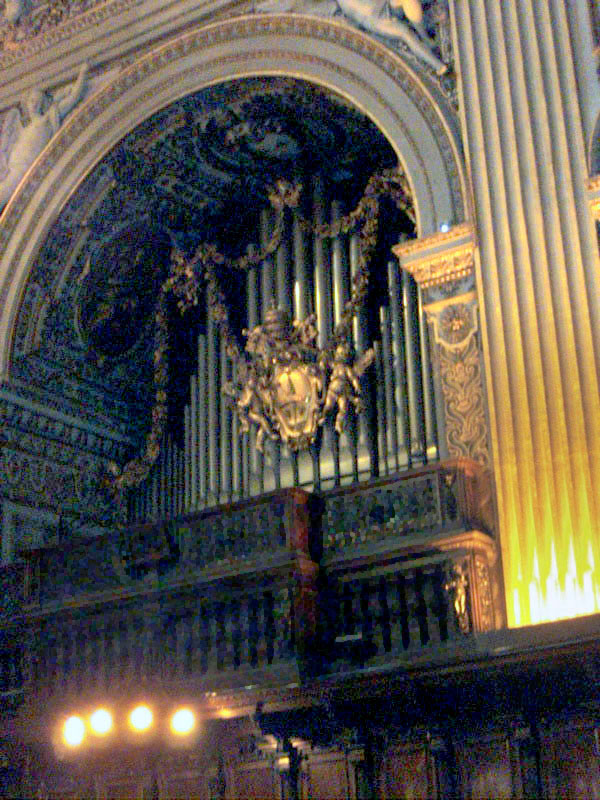
Órgano del coro.

### Transepto

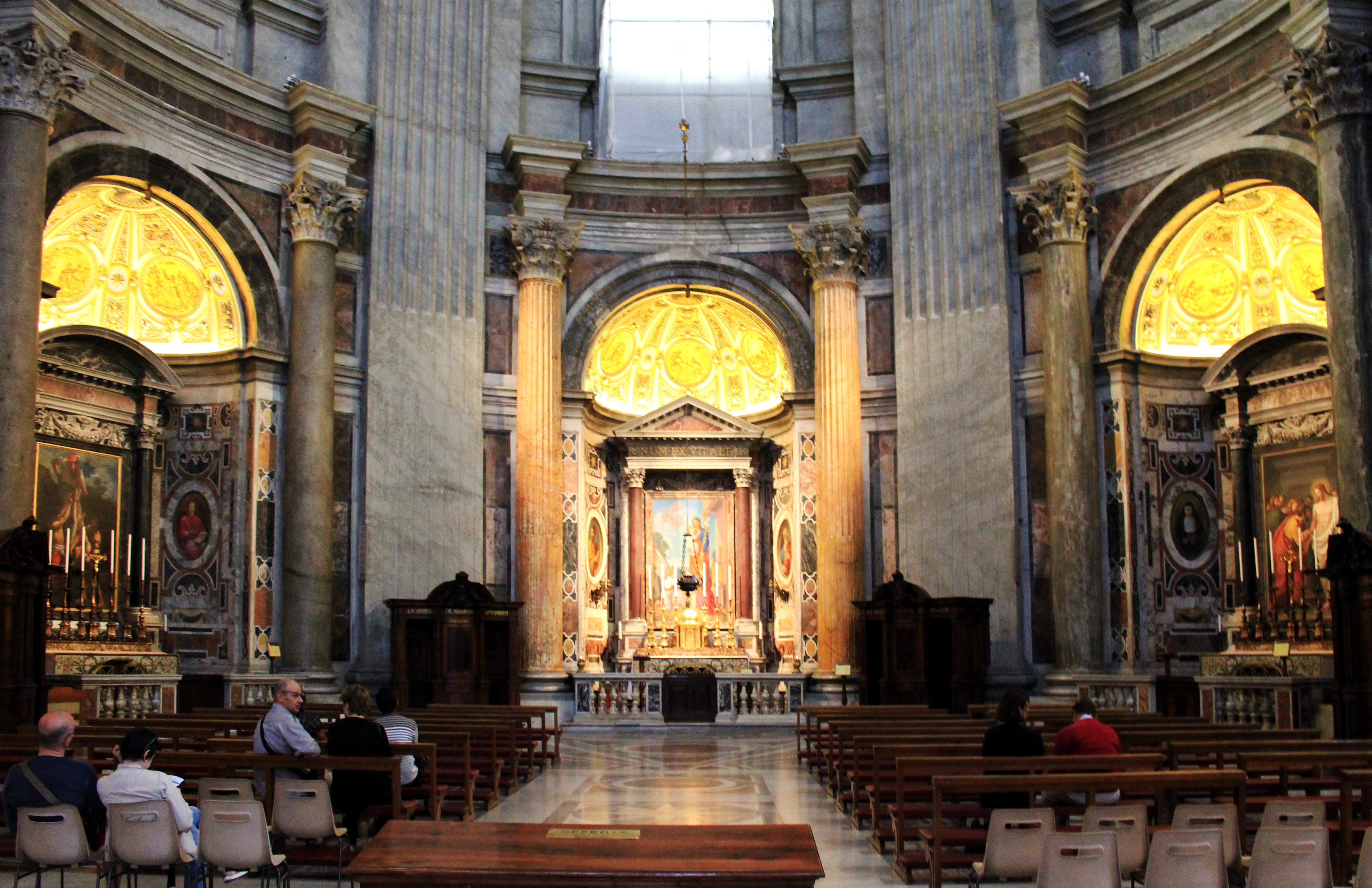
Altares de la crucifixión de san Pedro, san José y Santo Tomás.

El transepto norte se extiende hacia el palacio Apostólico Vaticano y fue diseñado y construido por Miguel Ángel, que amplió el deambulatorio que habían diseñado sus antecesores, de modo que ganó algunos nichos para altares coronados por grandes ventanas. En el transepto norte, existen tres altares dedicados a san Wenceslao (núm. 27), san Erasmo (núm. 29), y, en el centro, el de los santos mártires Proceso y Martiniano (núm. 28). El transepto sur es similar al anterior, encontrándose los altares dedicados a san José (núm. 51), en el centro, y los de la Crucifixión de San Pedro (núm. 52) y el de santo Tomás (núm. 50).
A lo largo del transepto, en los nichos de los pilares, se sitúan esculturas de santos y santas fundadores de congregaciones y órdenes religiosas. En el transepto derecho: san Bonfiglio Monaldi (núm. 30, 1906), san José de Calasanz (núm. 30, 1755), San Pablo de la Cruz (núm. 85, 1876), san Bruno (núm. 85, 1744), santa Luisa de Marillac (núm. 26, 1954), san Pedro Nolasco (núm. 26, 1742), santa María Eufrasia Pelletier (núm. 86, 1942) y san Juan de Dios (núm. 86, 1745). En el crucero izquierdo: san Guillermo de Vercelli (núm. 49, 1878), san Norberto de Xanten (núm. 49, 1767), santa Ángela de Mérici (núm. 79, 1866), santa Juliana Falconieri (núm. 79, 1740), santa Juana Antida Thouret (núm. 53, 1949), san Jerónimo Emiliani (núm. 53, 1757), santa Francisca Cabrini (núm. 77, 1947) y san Cayetano de Thiene (núm. 77, 1738).
En el perímetro del transepto izquierdo aparece, en el entablamento bajo la bóveda con letras de dos metros de altura, la inscripción:

DICIT TER TIBI PETRE IESUS DILIGIS ME? CUI TER O ELECTE RESPONDENS AIS: O DOMINE TU QUI OMNIA NOSTI TU SCIS QUIA DILIGO TE 
Le dijo la tercera vez: Simón, hijo de Jonás, ¿me amas? Pedro se entristeció de que le dijese la tercera vez: ¿Me amas? y le respondió: Señor, tú lo sabes todo; tú sabes que te amo. Jesús le dijo: Apacienta mis ovejas.
Juan 21:17

Por su parte en el transepto derecho se encuentra la inscripción:

O PETRE, DIXISTI TU ES CHRISTUS FILIUS DEI VIVI, AIT IESUS: BEATUS ES SIMON BAR IONA QUIA CARO ET SANGUIS NON REVELAVIT TIBI
Simón Pedro, dijo: Tú eres el Cristo, el Hijo del Dios viviente. Entonces le respondió Jesús: Bienaventurado eres, Simón, hijo de Jonás, porque no te lo reveló carne ni sangre.
Mateo 16:16-17

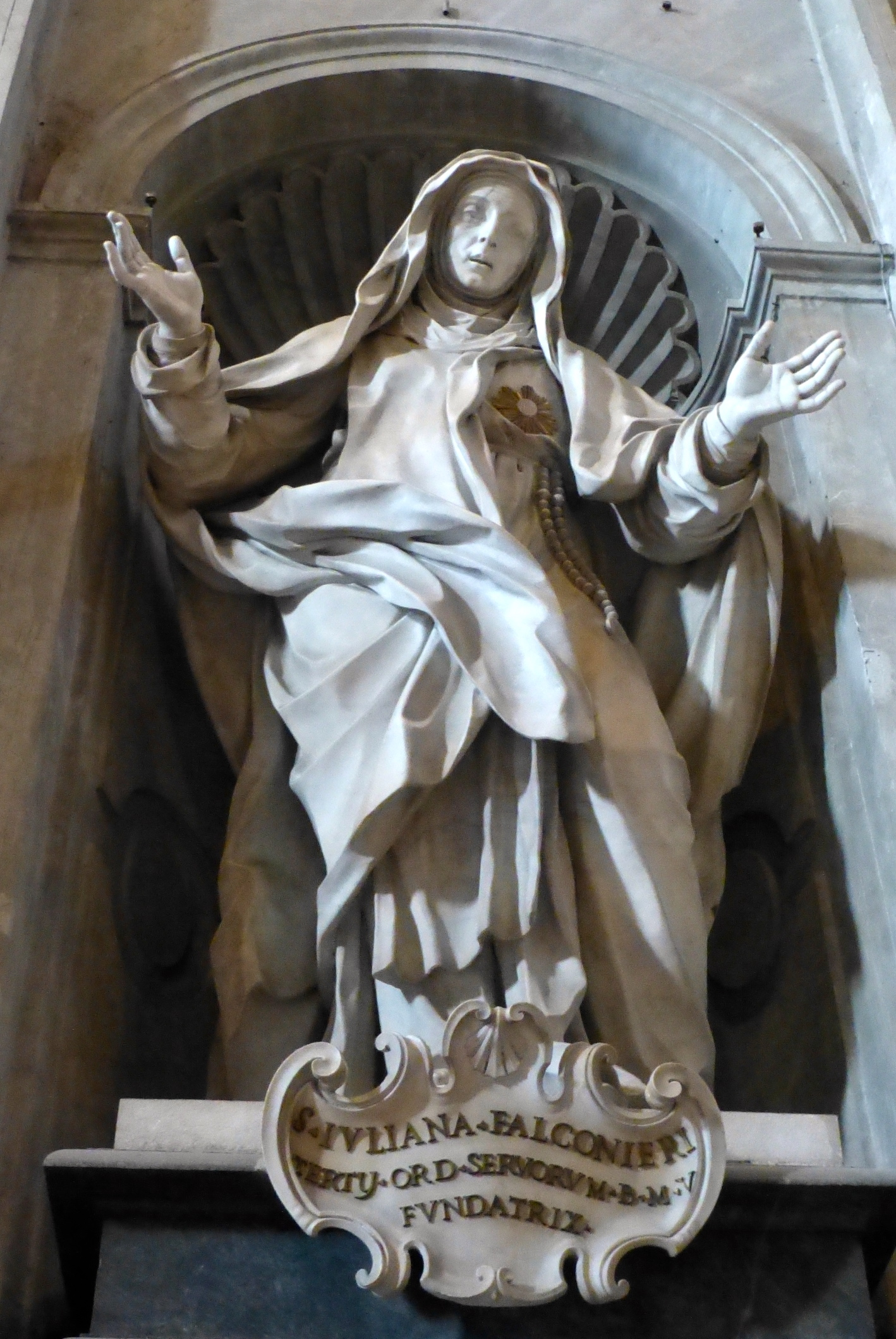
Santa Juliana Falconieri.
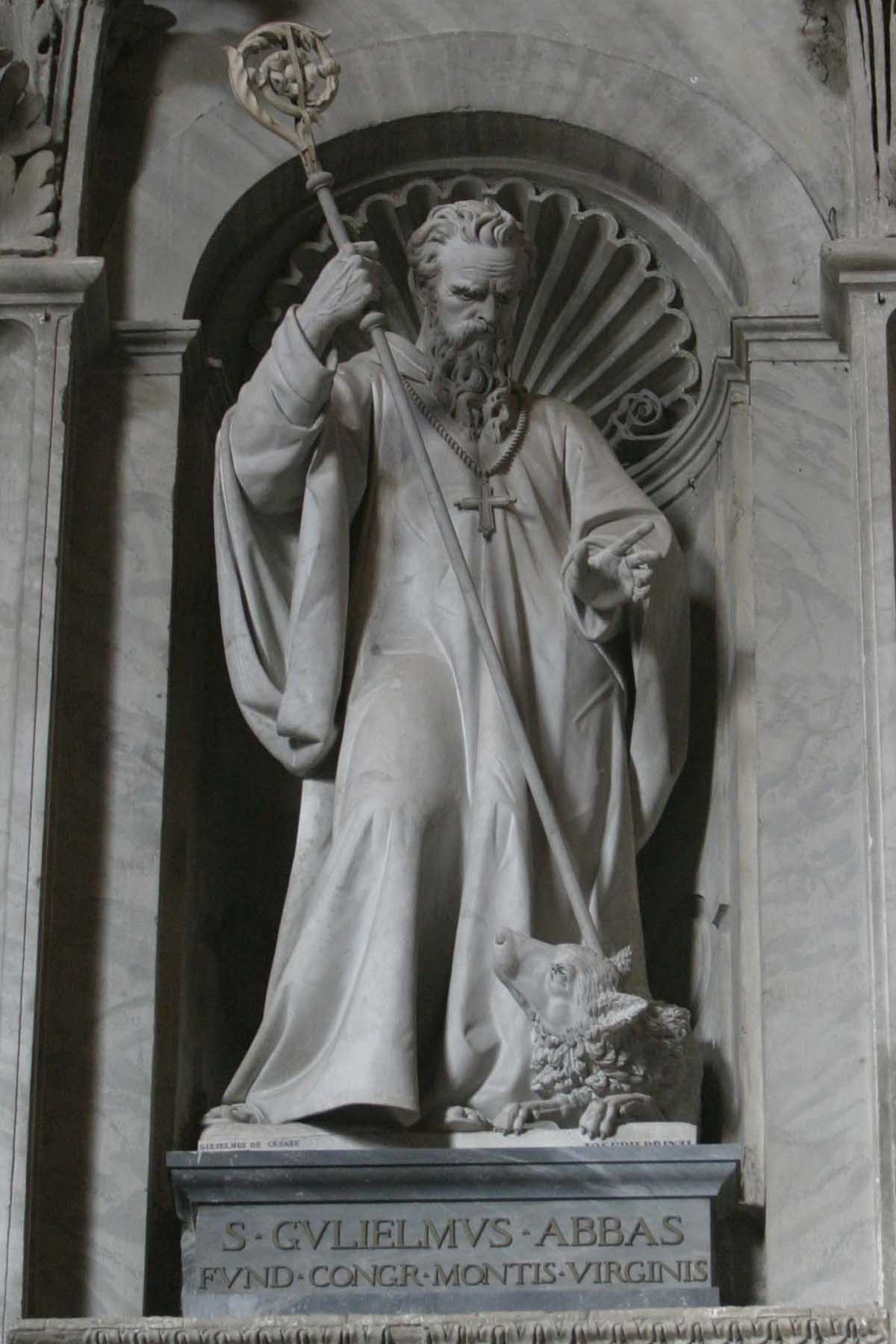
San Guillermo de Vercelli.
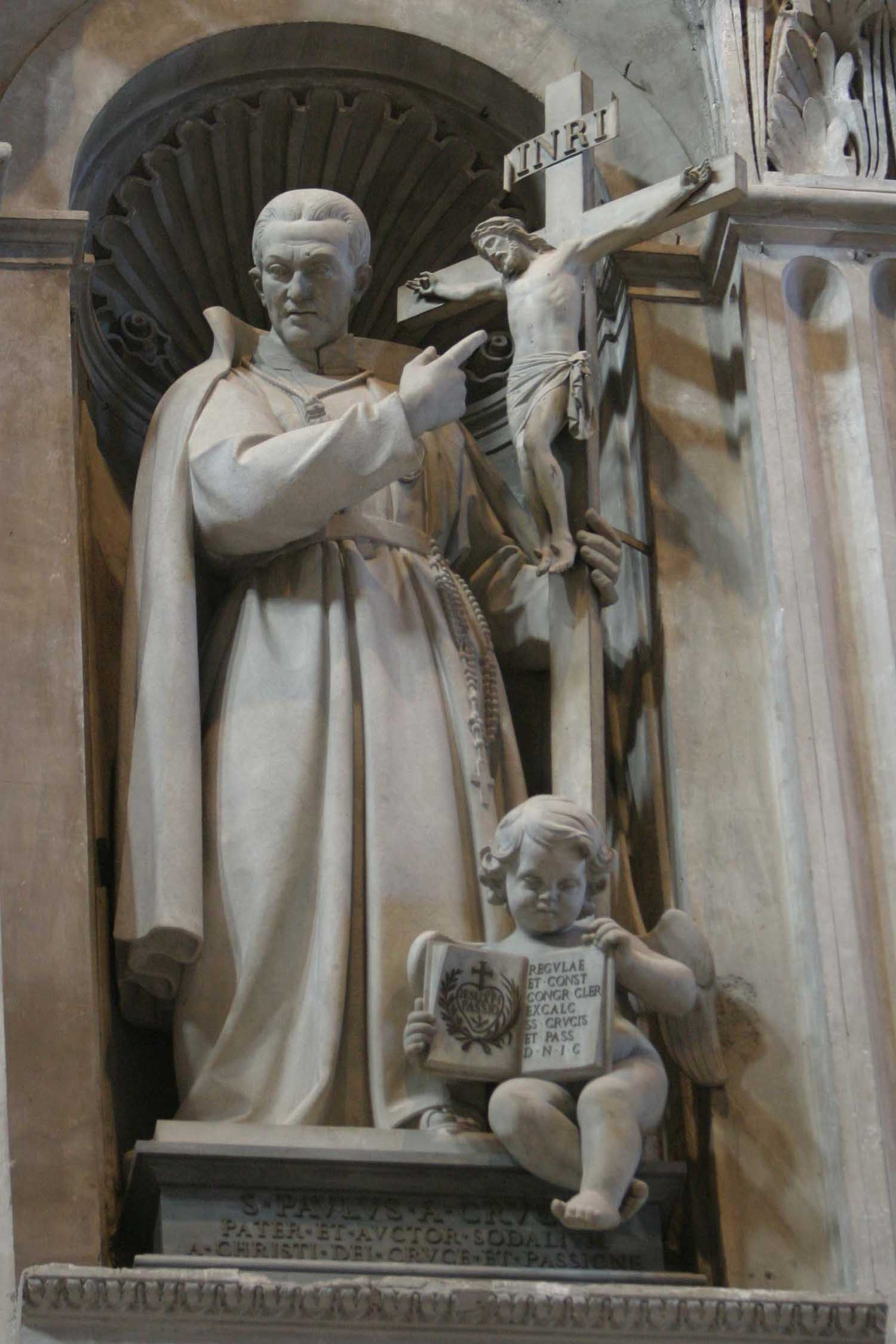
San Pablo de la Cruz.
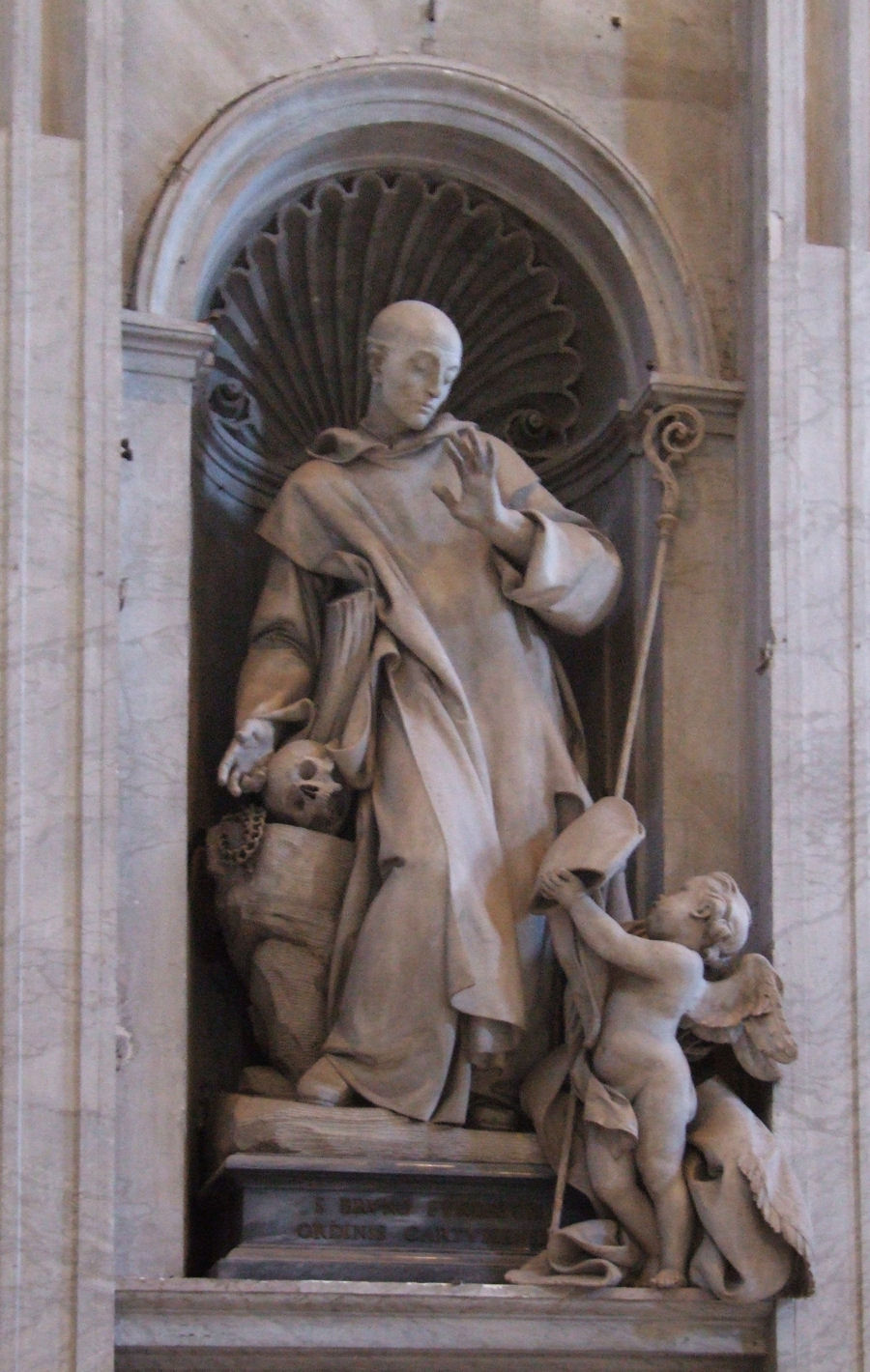
San Bruno.
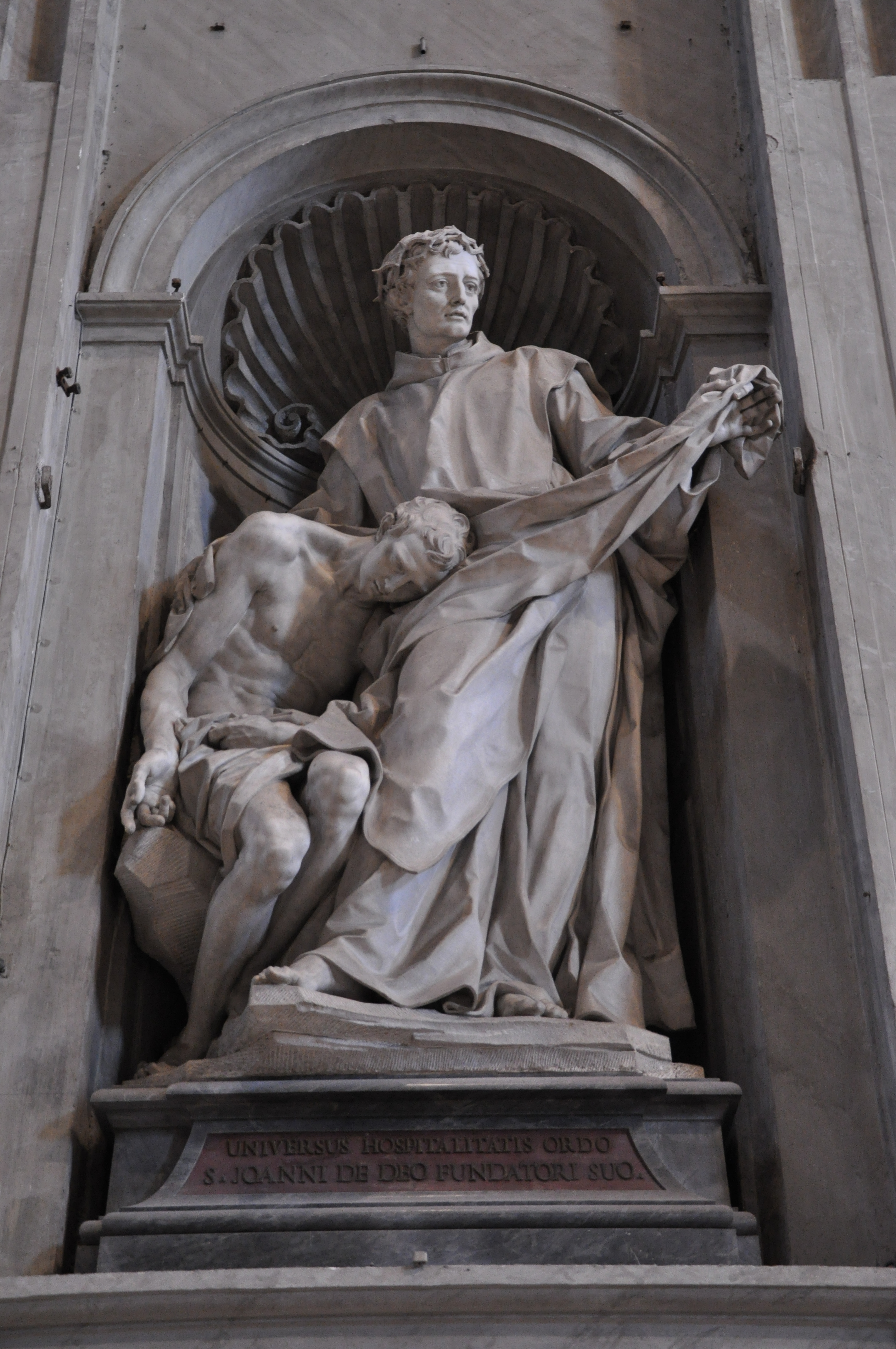
San Juan de Dios.

### Presbiterio

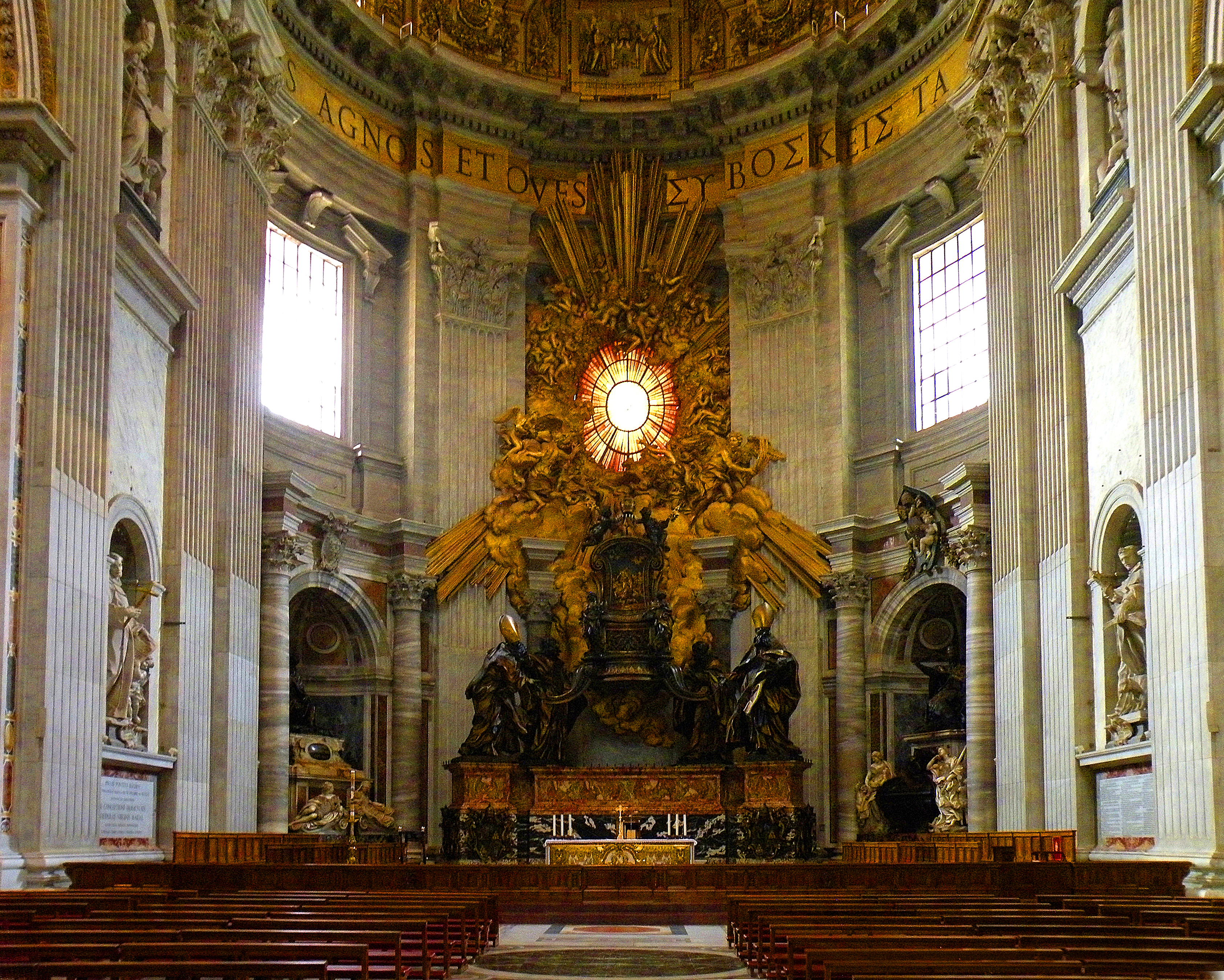
Presbiterio de la basílica.

El presbiterio presenta una estructura similar a la de los extremos del transepto. Está dominado por la Cátedra de San Pedro (núm. 39), situada en el centro. Es un monumental relicario obra de Gian Lorenzo Bernini, conteniendo una silla de época paleocristiana que según la tradición era la utilizada por San Pedro; la silla se apoya en las esculturas de los cuatro Padres de la Iglesia. El conjunto aparece iluminado por una vidriera con una paloma, simbolizando el Espíritu Santo.
A la izquierda de la cátedra se encuentra el monumento a Paulo III (núm. 40), diseñado por Giacomo della Porta. Por su parte, a la derecha se encuentra la tumba de Urbano VIII (núm. 38), realizada por Bernini en 1627; el monumento está dominado por una estatua del Papa en el acto de bendecir; flanquean el sarcófago figuras alegóricas de la Caridad y la Justicia, y en el centro un esqueleto escribe el epitafio. En las columnas se sitúan las esculturas de santo Domingo de Guzmán (núm. 37, 1706), San Francisco Caracciolo (núm. 37, 1834), San Francisco de Asís (núm. 41, 1727) y San Alfonso María de Ligorio (núm. 41, 1839). Por su parte, en los pilares de la cúpula se sitúan las esculturas de San Benito de Nursia (núm. 81, 1735),Santa Francisca romana (núm. 81, 1850), San Francisco de Sales (núm. 83, 1845) y San Elías (núm. 83, 1727).
En el perímetro del presbiterio aparece la inscripción en latín y griego:

O PASTOR ECCLESIAE TU OMNES CHRISTI PASCIS AGNOS ET OVES • ΣΥ ΒΟΣΚΕΙΣ ΤΑ ΑΡΝΙΑ, ΣΥ ΠΟΙΜΑΙΝΕΙΣ ΤΑ ΠΡΟΒΑΤIΑ ΧΡΙΣΤΟΥ 
 Oh pastor de la Iglesia, alimenta a todos los corderos y las ovejas de Cristo
Juan 21:15-19

### Altar Papal

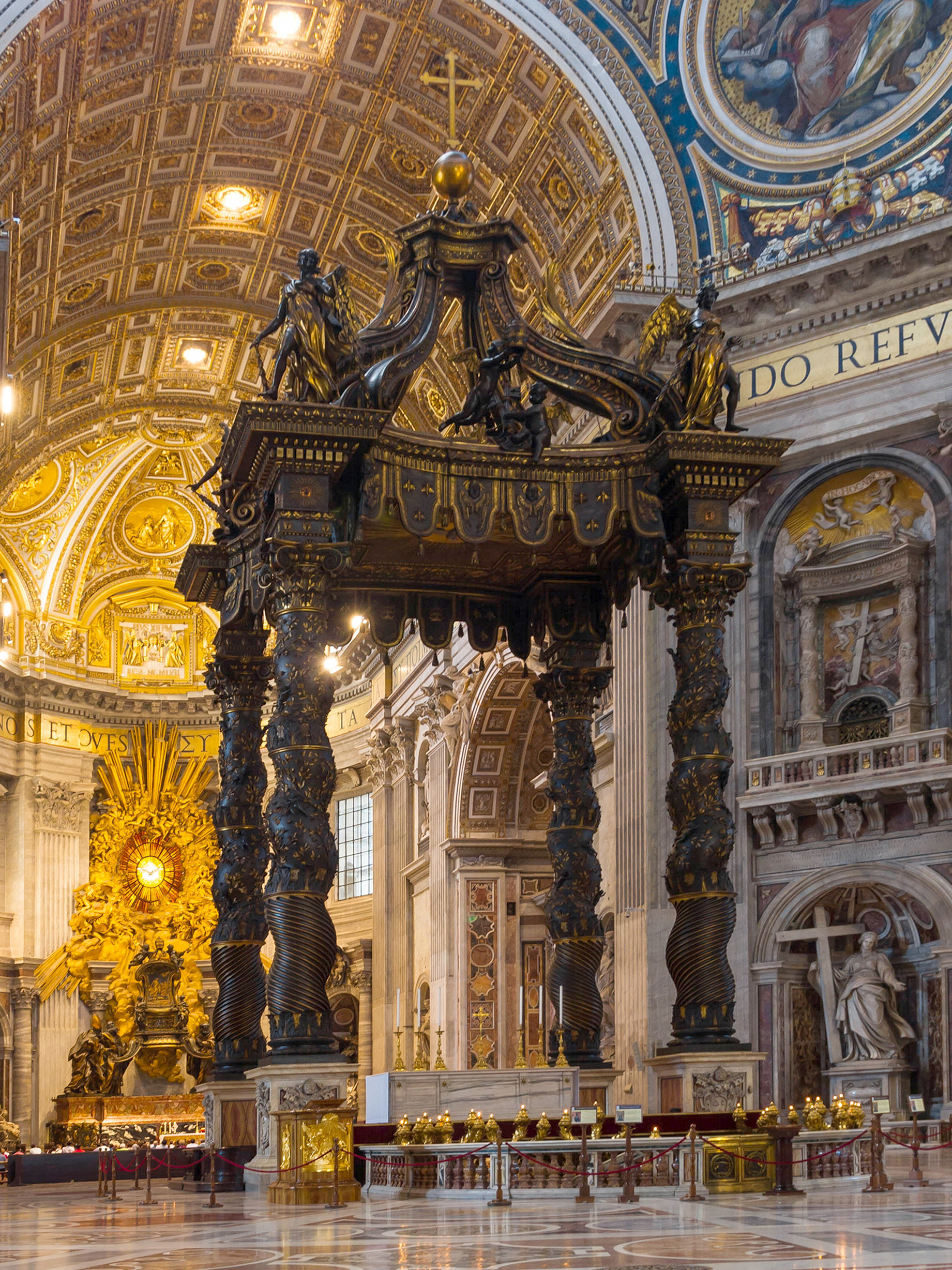
Baldaquino de San Pedro.

El Altar Papal se encuentra en el crucero, situado bajo la cúpula, y está enmarcado por el monumental baldaquino de San Pedro (núm. 82), obra de Gian Lorenzo Bernini, construido entre 1624 y 1633. Realizado en bronce extraído del Panteón, presenta una altura de 30 m. Está sostenido por cuatro columnas salomónicas, a imitación de las doce columnas que se alineaban frente al altar de la basílica antigua y que una leyenda medieval remontaba al propio Templo de Salomón, debiendo a él su nombre. De esas primigenias columnas, ocho se reutilizaron en la decoración de los pilares de la cúpula de Miguel Ángel (dos en cada pilar, sobre las estatuas que miran al baldaquino) y dos en la Capilla del Santísimo Sacramento. De las dos restantes una se perdió y la última se encuentra en el Tesoro (junto a la Sacristía), y es conocida como colonna degli ossessi («de los poseídos»), pues, siempre según la tradición, es aquella en que Jesús se apoyó al predicar a los doce años, y se creía en la Edad Media que tenía poder para expulsar a los demonios durante los exorcismos.
En el centro, a la sombra del baldaquino, rodeado por el inmenso espacio bajo la cúpula, se encuentra el altar papal, un bloque de mármol blanco en forma de paralelepípedo, y sobre él un crucifijo de bronce y un juego de siete candeleros, en el cual solamente el papa puede celebrar la Eucaristía en ocasiones solemnes. Fue colocado verticalmente sobre la tumba de san Pedro y consagrado el 5 de junio de 1594 por el papa Clemente VIII. Este altar es conocido como «Altar de la Confesión», al estar situado sobre el lugar conocido como «Confessio», la tumba del Apóstol que con su martirio confesó su fe.
En los pilares que sustentan la cúpula se presentan cuatro esculturas mirando al altar, encargadas por Urbano VIII, son: 
San Longinos (núm. 88), de Gian Lorenzo Bernini (1639), Santa Elena (núm. 84), de Andrea Bolgi (1646), Santa Verónica (núm. 80), de Francesco Mochi (1632), y San Andrés (núm. 76), de François Duquesnoy (1640). Sobre cada una de las estatuas existe un balcón cerrado por sendas rejas tras las que se encuentran diversos relicarios: en el de San Longinos se encuentra la reliquia de la Lanza Sagrada; en el de Santa Elena se encuentra parte de la Vera Cruz; en el de Santa Verónica se conserva la tela con el rostro de Cristo impreso; y en el de San Andrés, hermano de San Pedro, se conservaba el cráneo de este apóstol, aunque luego Pablo VI lo regaló a los ortodoxos como gesto de buena voluntad. En la parte alta de cada pilar hay cuatro mosaicos que representan a los evangelistas con su respectiva representación iconográfica.

Estatuas de los pilares de la cúpula
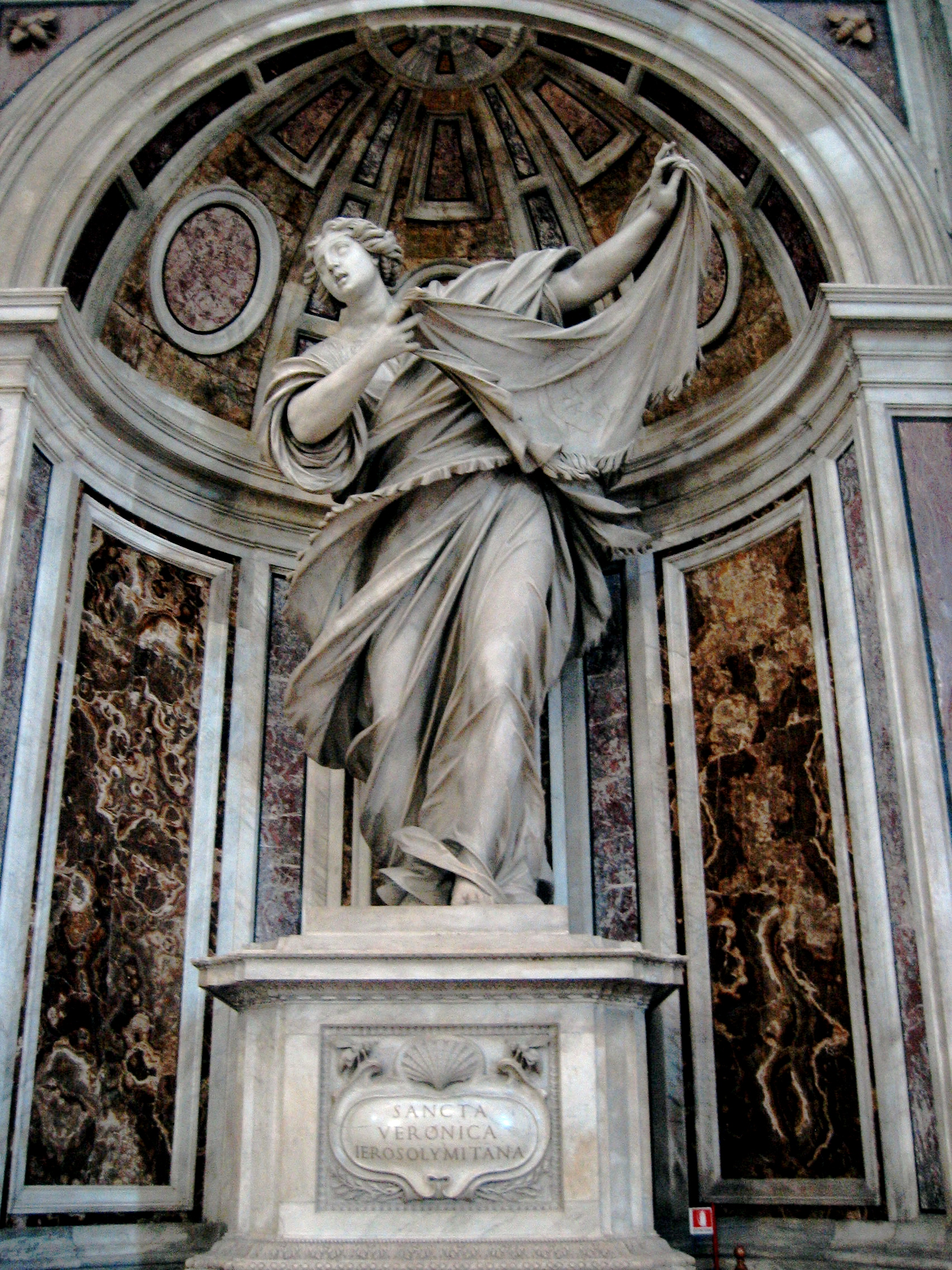
Santa Verónica.
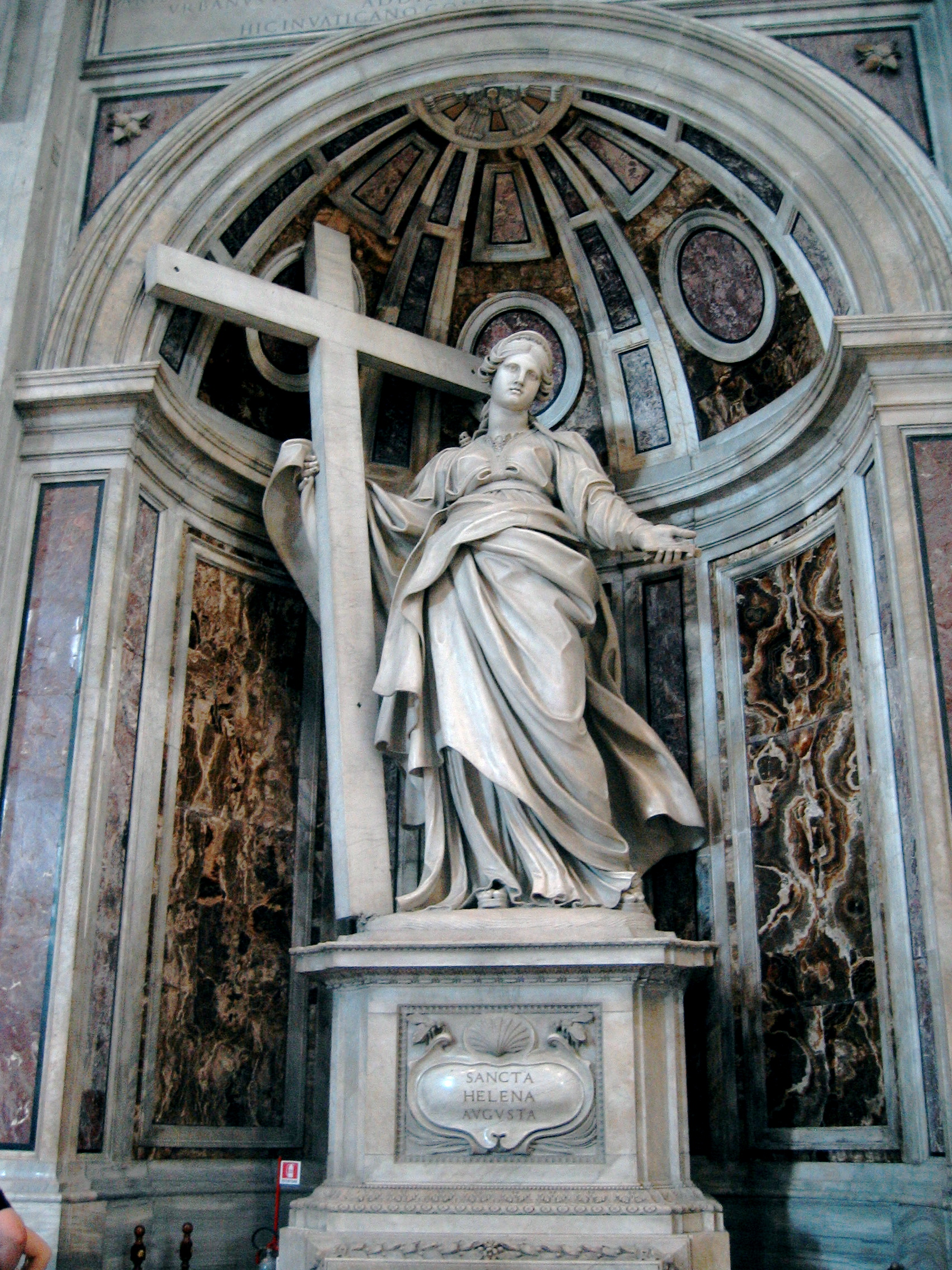
Santa Elena.
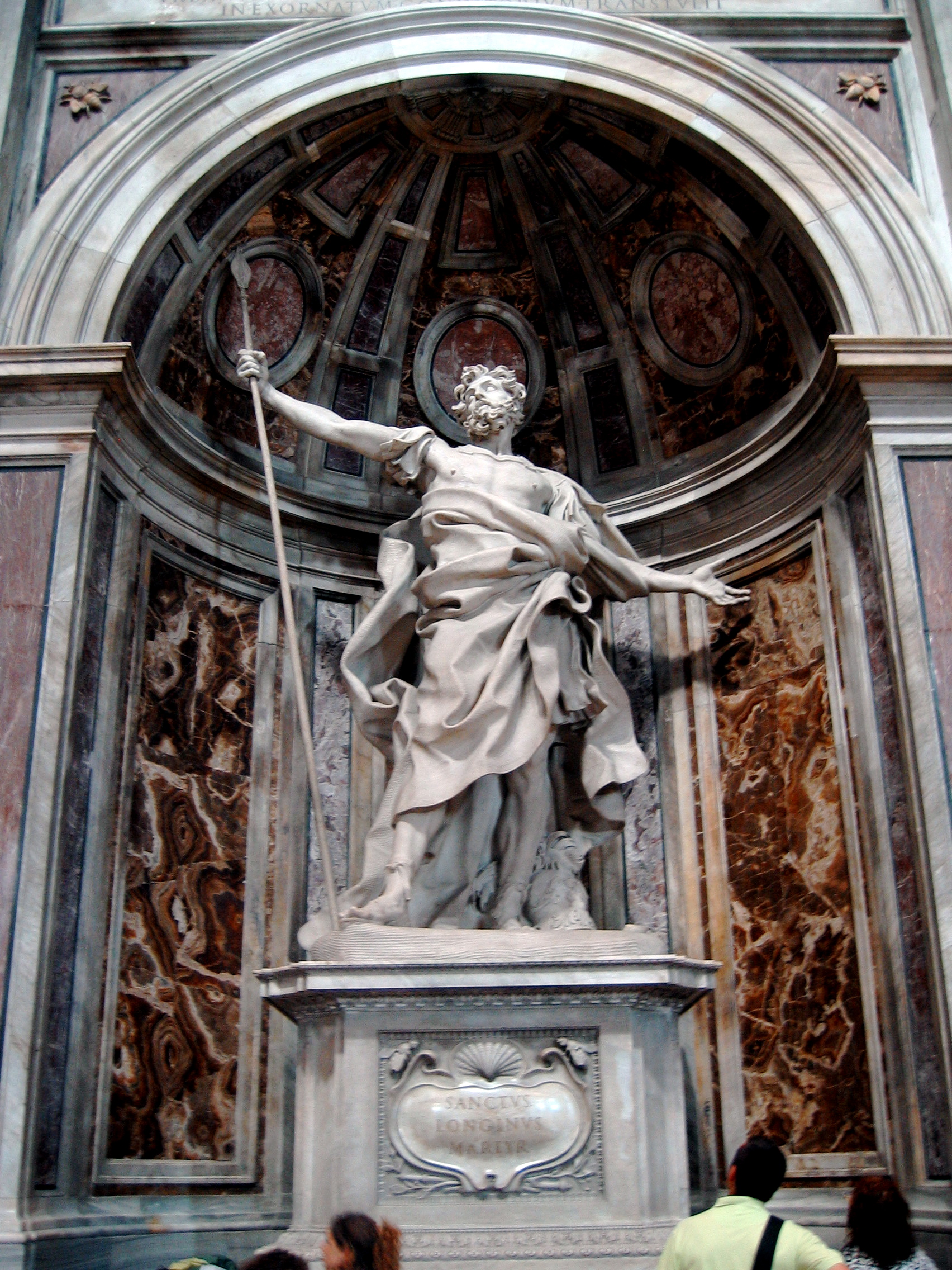
San Longinos.
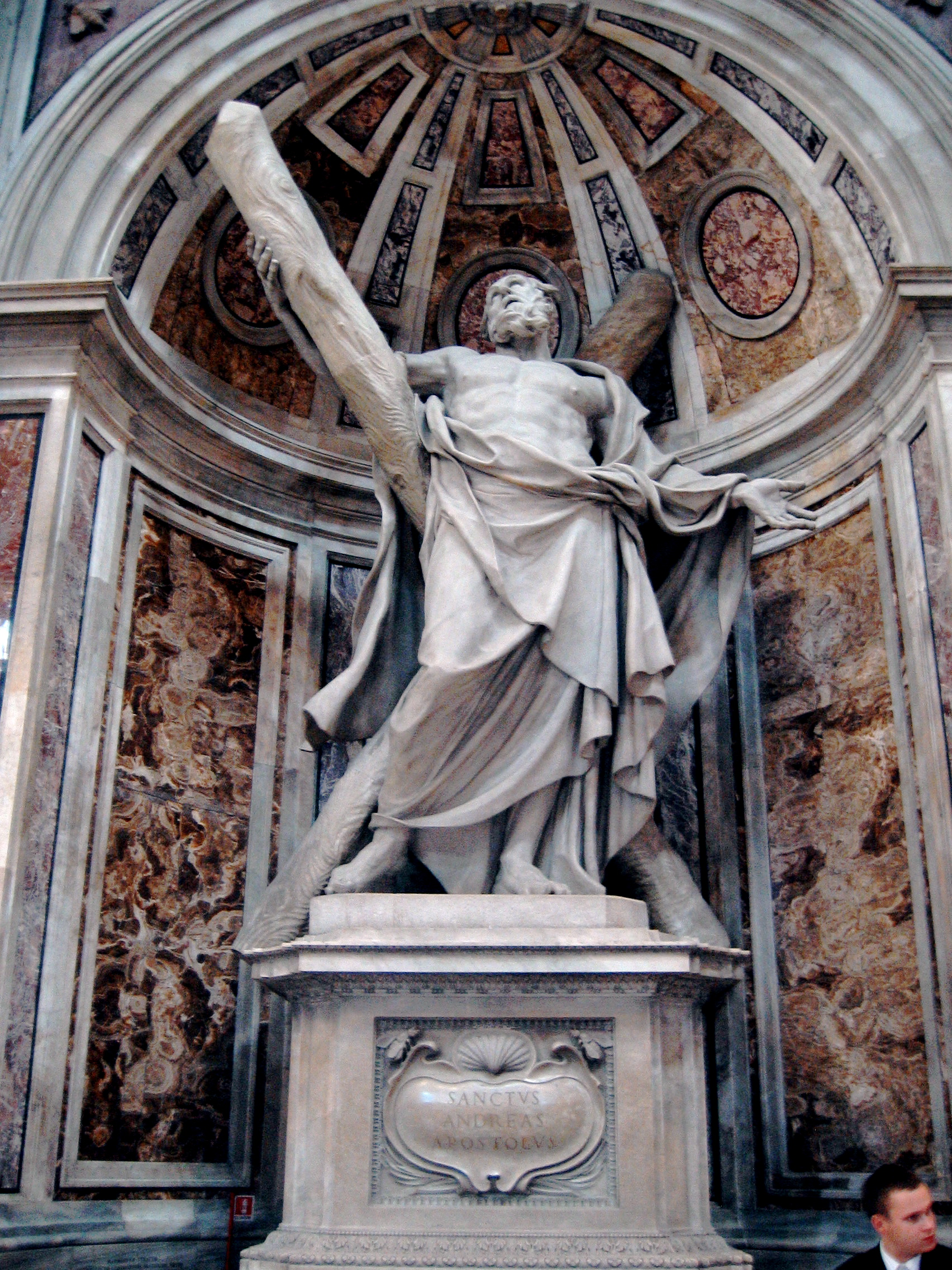
San Andrés.

En la parte superior de los pilares que sustentan la cúpula, en el entablamento, respectivamente sobre santa Verónica, santa Elena, san Longinos y san Andrés, se encuentra la inscripción:

• HINC VNA FIDES • MVNDO REFULGET • HINC SACERDOTTI • VNITAS EXORITVR • 
 Aquí se esparce por el mundo la única y verdadera fe, aquí nace la unidad del sacerdocio.
San Cipriano

### Cúpula

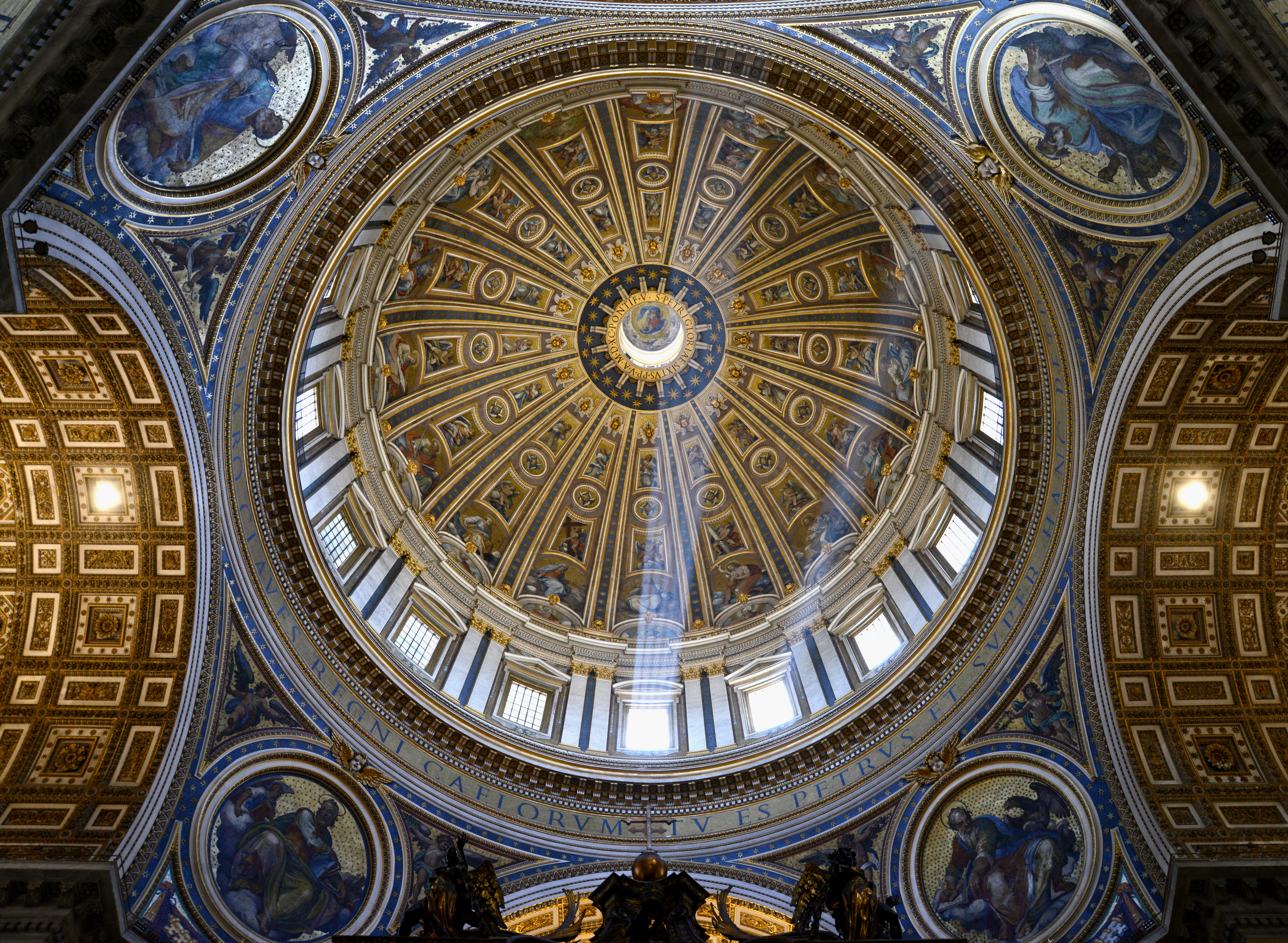
Vista interior de la cúpula donde se puede apreciar la inscripción.

La cúpula de la basílica de San Pedro se eleva a una altura total de 136,57 m desde el suelo hasta la parte superior de la cruz externa. Es la cúpula más alta del mundo. Su diámetro interno es de 41,47 m, ligeramente menor que dos de las tres enormes cúpulas que la precedieron: la del Panteón de Agripa, de 43,3 m; y la de la catedral de Florencia, de 44 m. Los arquitectos de San Pedro se basaron en estas dos cúpulas para buscar la manera de construir la que se concibió como la mayor cúpula de la cristiandad. Entre 1547 y 1590 su construcción estuvo a cargo de Miguel Ángel Buonarroti, quien después falleció y ocupó su lugar su discípulo Giacomo Della Porta.
El perímetro interior de la cúpula presenta la inscripción en latín con letras de 2 m de altura:

TV ES PETRVS ET SVPER HANC PETRAM AEDIFICABO ECCLESIAM MEAM ET TIBI DABO CLAVES REGNI CAELORVM 
 Tú eres Pedro, y sobre esta roca edificaré mi iglesia. A ti te daré las llaves del reino de los cielos. Vulgata Mateo 16:18-19.

Bajo la linterna se encuentra la inscripción:

S. PETRI GLORIAE SIXTVS PP. V. A. M. D. XC. PONTIF. V. 
 Para la gloria de San Pedro, Sixto V, papa, en el año 1590 y el quinto año de su pontificado.

Vistas desde la cúpula de San Pedro.

## Sacristía

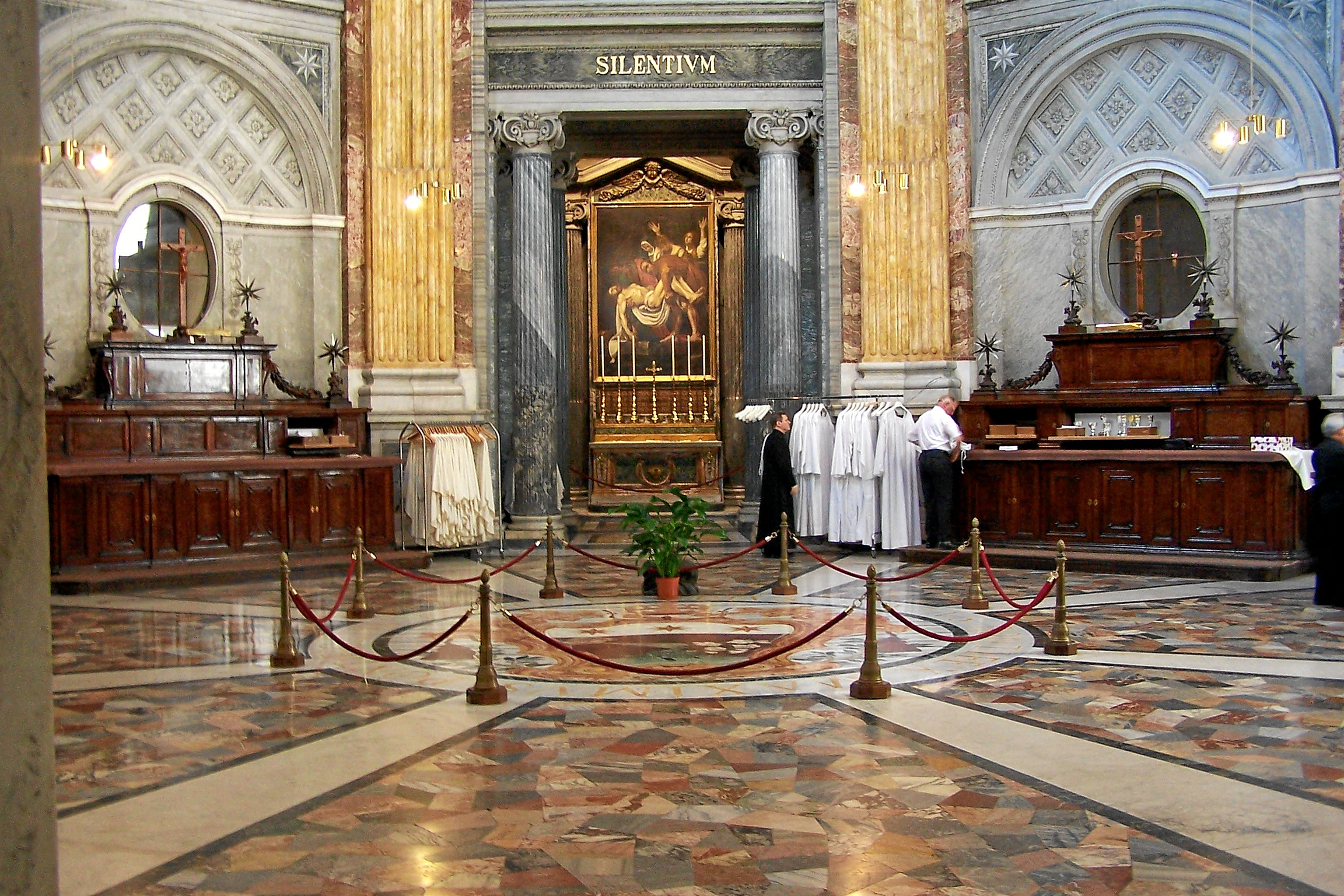
Sacristía de la basílica.

La Sacristía mayor es un edificio externo a la basílica, situado en el lado sur, que se conecta con el templo a través de dos corredores sobre arcos que acceden a la basílica atravesando la tumba de Pío VIII y la Capilla del Coro.
En 1715 se realizó un concurso para construir una sacristía. El ganador fue un proyecto de Filippo Juvara, cuya maqueta en madera se conserva en los depósitos de la basílica, pero cuyo elevado coste impidió su ejecución. En 1776, el papa Pío VI encargó a Carlo Marchionni la ejecución del actual edificio, cuya construcción se completó en 1784. La obra concluida fue duramente criticada, sobre todo por el erudito Francesco Milizia, lo que obligó a Marchionni a abandonar la ciudad.
La sacristía presenta planta octogonal y está cubierta por una cúpula. Se encuentra flanqueada por varios edificios, entre los que se encuentran la Sacristía de los canónigos y beneficiarios, la Sala Capitular y el Tesoro.

## Grutas vaticanas

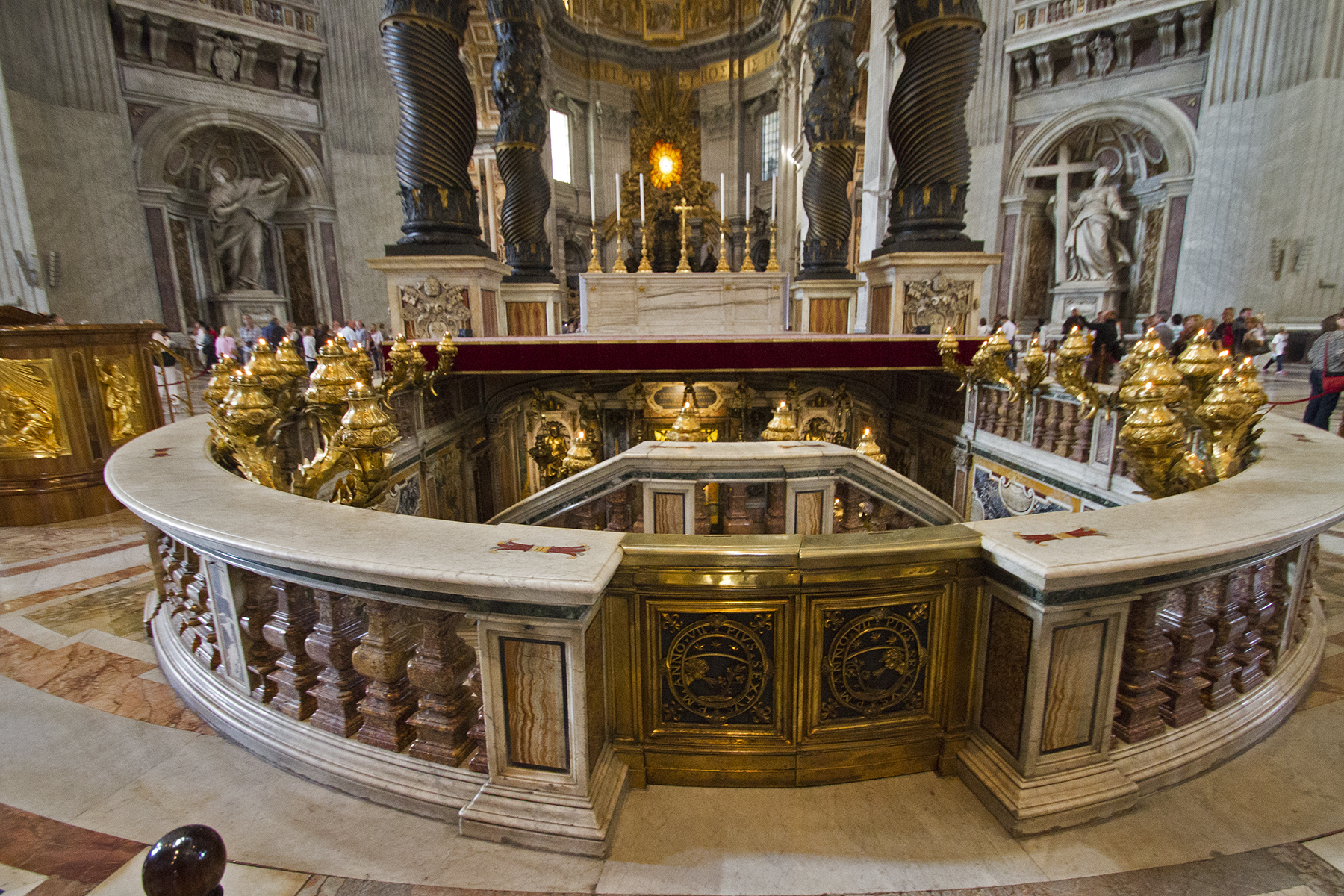
Escalera de acceso a las Grutas vaticanas desde la parte frontal del Altar Papal, rodeada de lámparas votivas.

Las Grutas vaticanas se formaron por la diferencia de cota entre la nueva y la antigua basílica. Tienen forma de iglesia subterránea de tres naves. Se han utilizado como lugar de enterramiento de muchos papas. El acceso se realiza por una escalera doble rodeada por una elegante balaustrada sobre la que se queman 99 lámparas votivas; esta escalera parte desde la parte frontal del Altar Papal. La escalera finaliza ante la confessio de San Pedro (núm. 65), obra de Carlo Maderno. Ante el mosaico de Cristo Pantocrátor se encuentra el cofre que guarda los palios. Tras este cofre se encuentran los restos de mármol de la tumba de San Pedro construida por el emperador Constantino. En la parte inferior se encuentra la bola de bronce, llamada «cataracta» o «billicus confessionis», que servía de acceso, desde la construcción de la primera basílica, a la tumba de Pedro.
El papa Pío XII, recién elegido en 1939, patrocinó la investigación arqueológica que en diez años sacó a la luz, primero el suelo de la basílica constantiniana, y más tarde, los restos de una necrópolis romana que ocupaba la ladera de la Colina Vaticana, y que fue enterrada por los constructores de la primera basílica. La presencia de esta zona de enterramiento confirma la creencia de que el lugar de sepultura de san Pedro se encuentra en el lugar donde se erigió primero un monumento y después la basílica.
Tras la excavación, en 1953 se encontró un nicho en el que se podía reconocer una incompleta escritura en griego con el nombre de Pedro y en cuyo interior había algunos huesos envueltos en un paño de púrpura e hilo de oro. Este descubrimiento lo anunció Pío XII convencido de que, con toda probabilidad, los restos eran del cuerpo de san Pedro. Estos restos fueron colocados en el subsuelo, en la posición original que se corresponde exactamente con la vertical del Altar Papal, el baldaquino y la cúpula.

Algunas tumbas de papas en las Grutas vaticanas
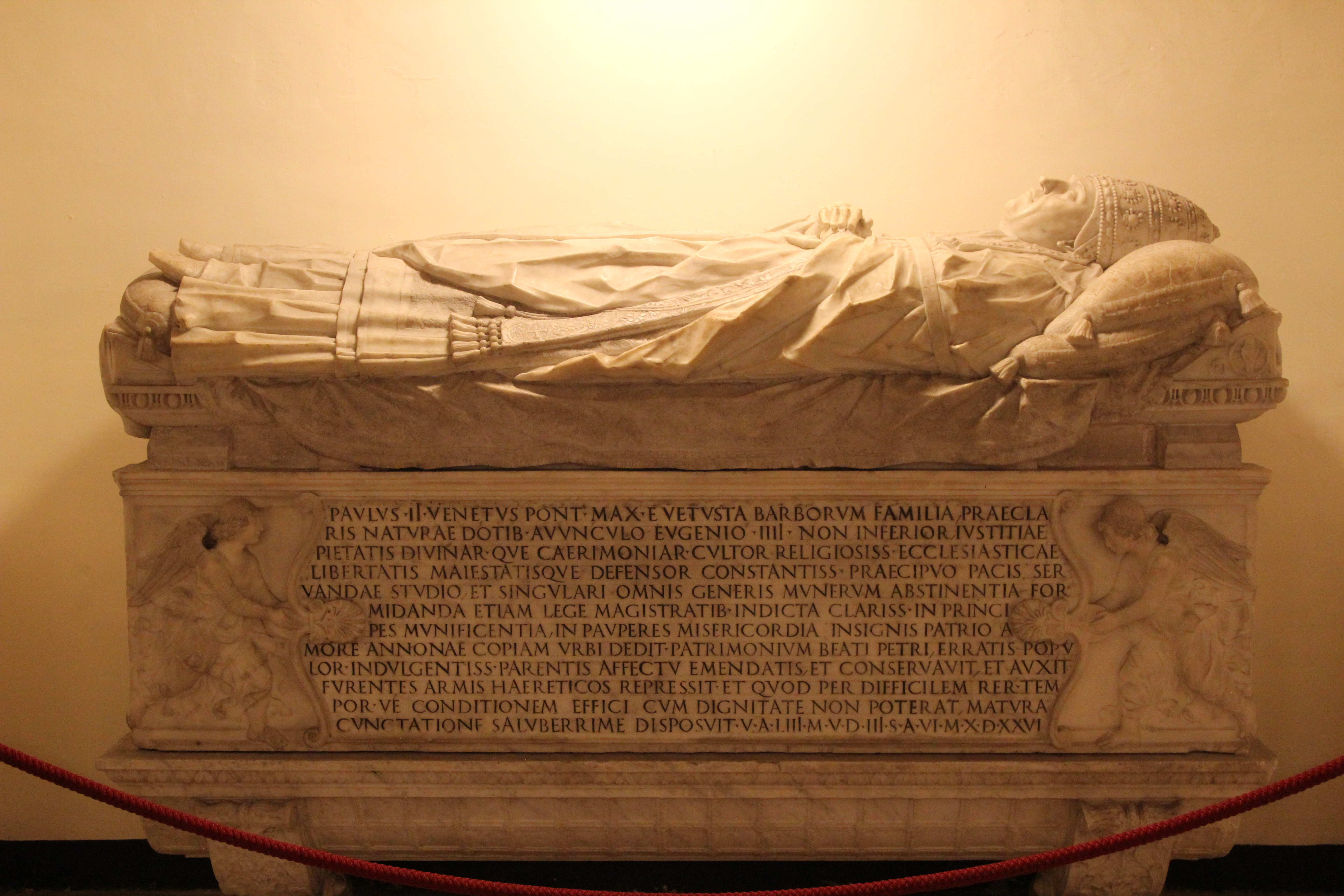
Tumba de Paulo II.
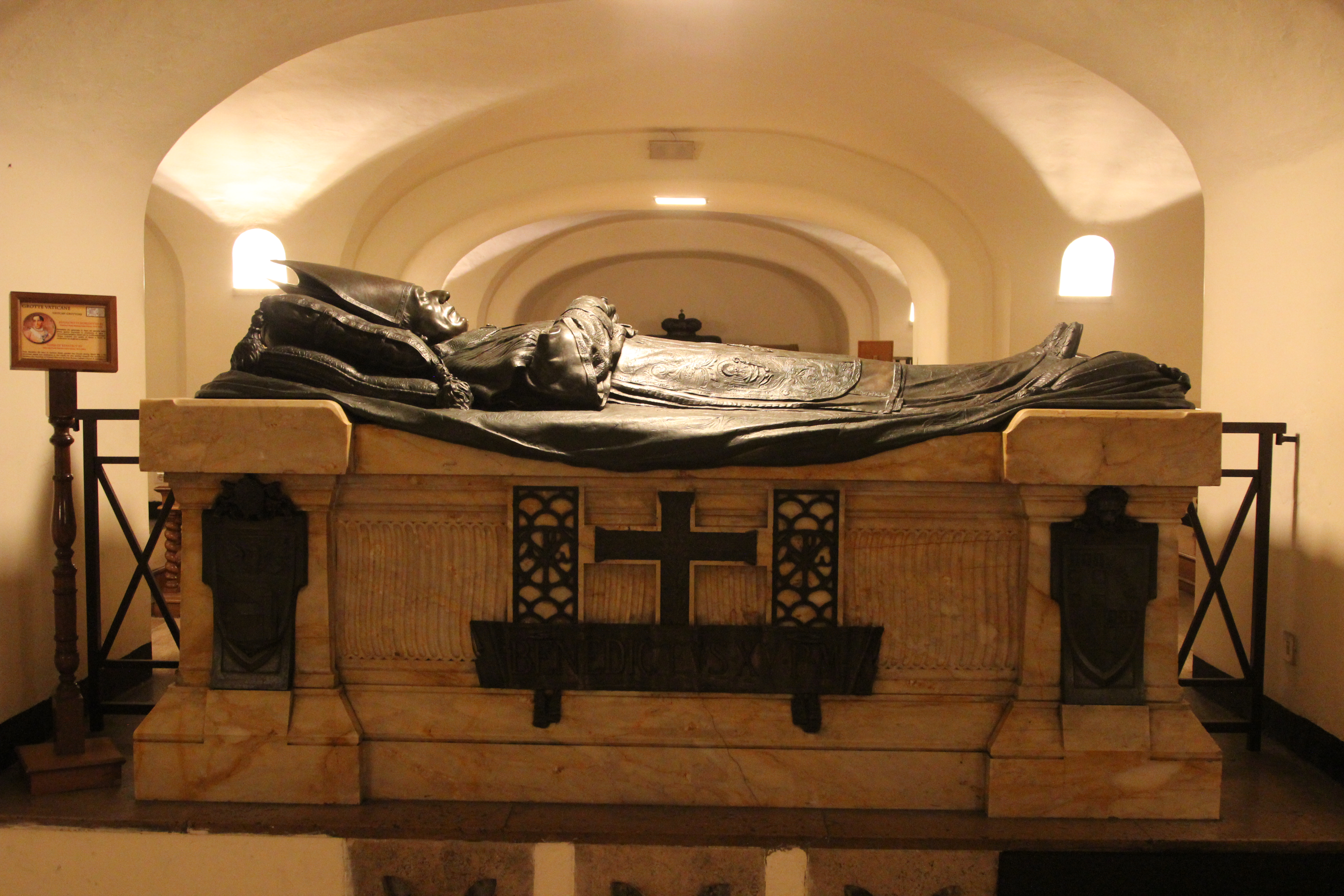
Tumba de Benedicto XV.
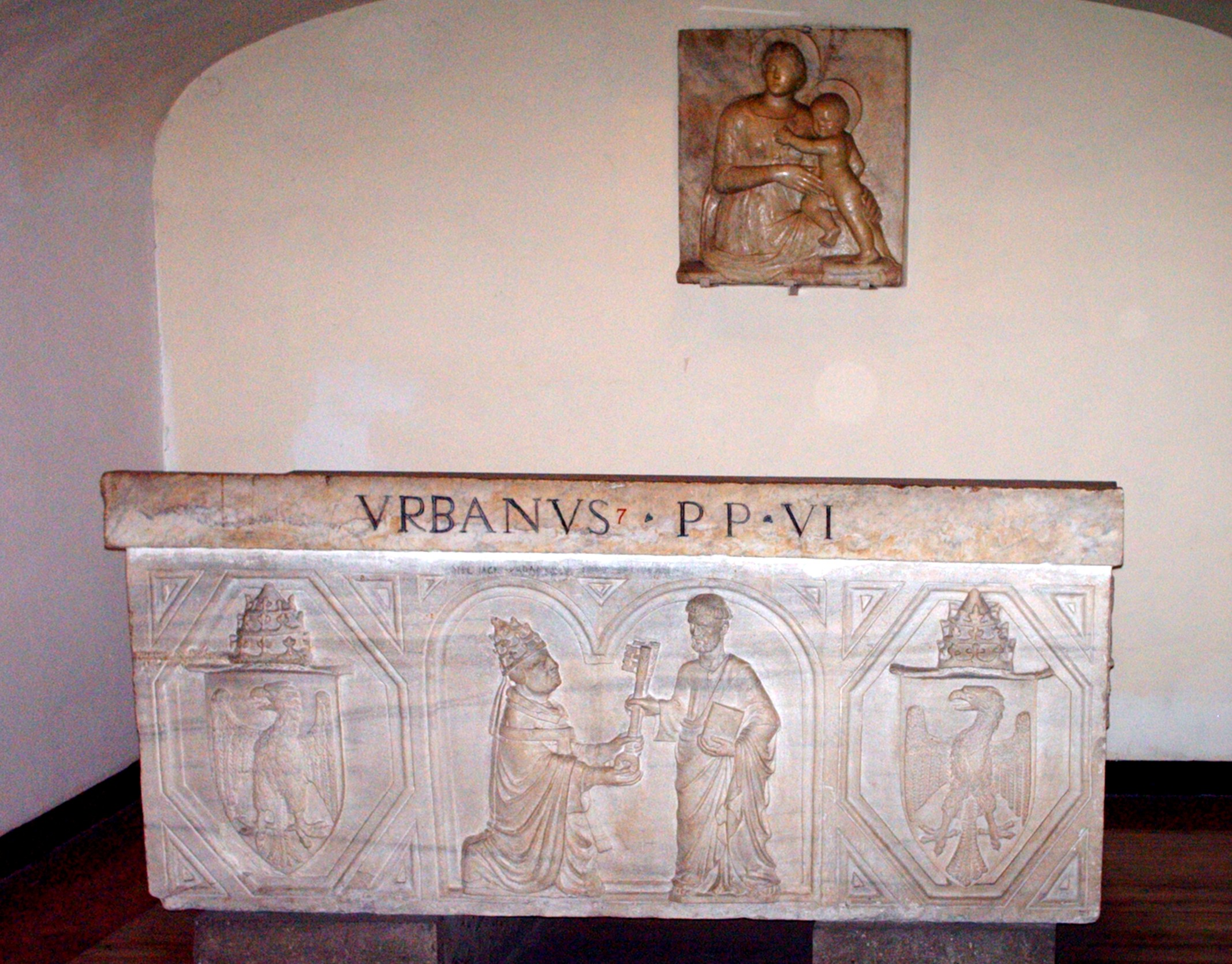
Tumba de Urbano VI.
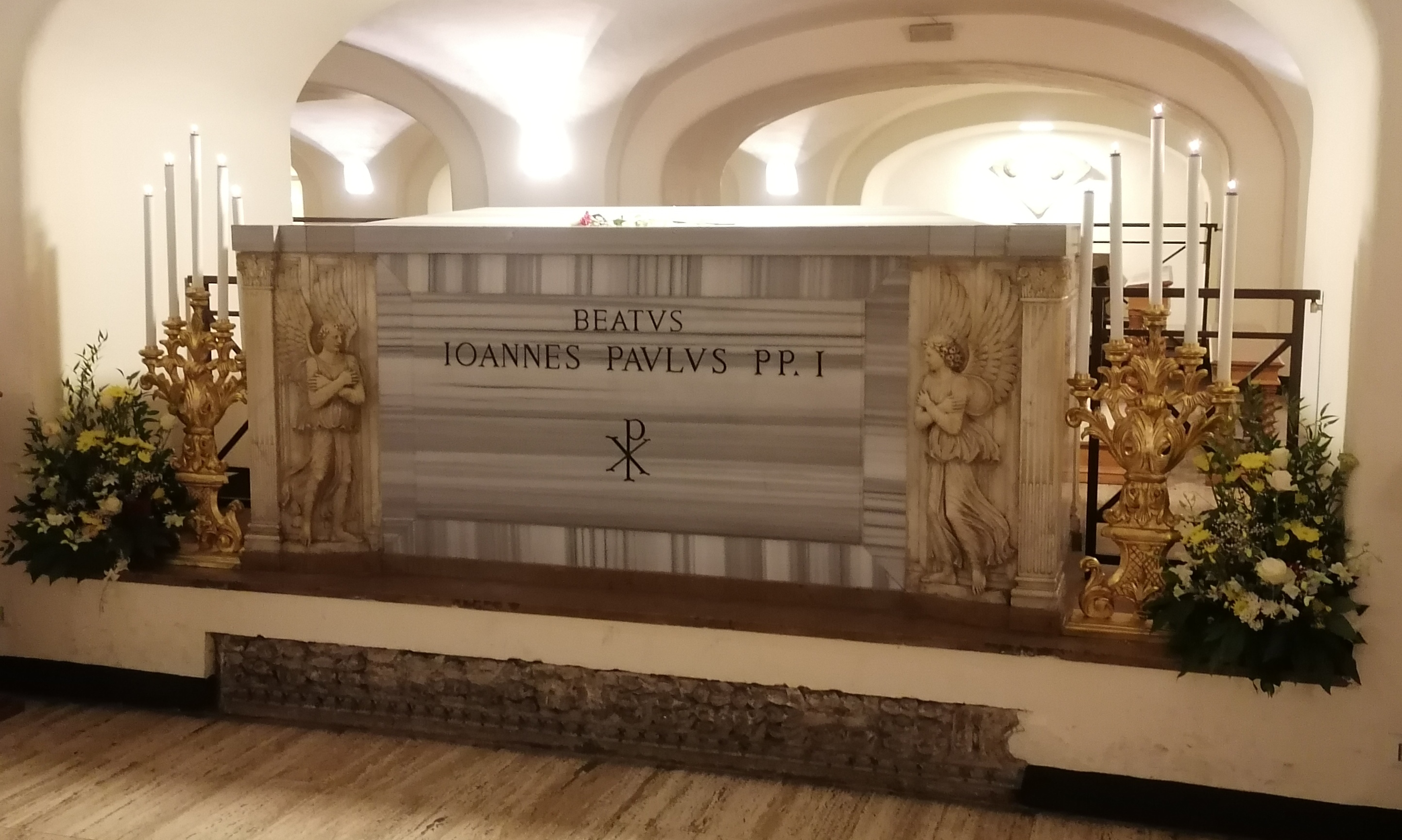
Tumba de Juan Pablo I.
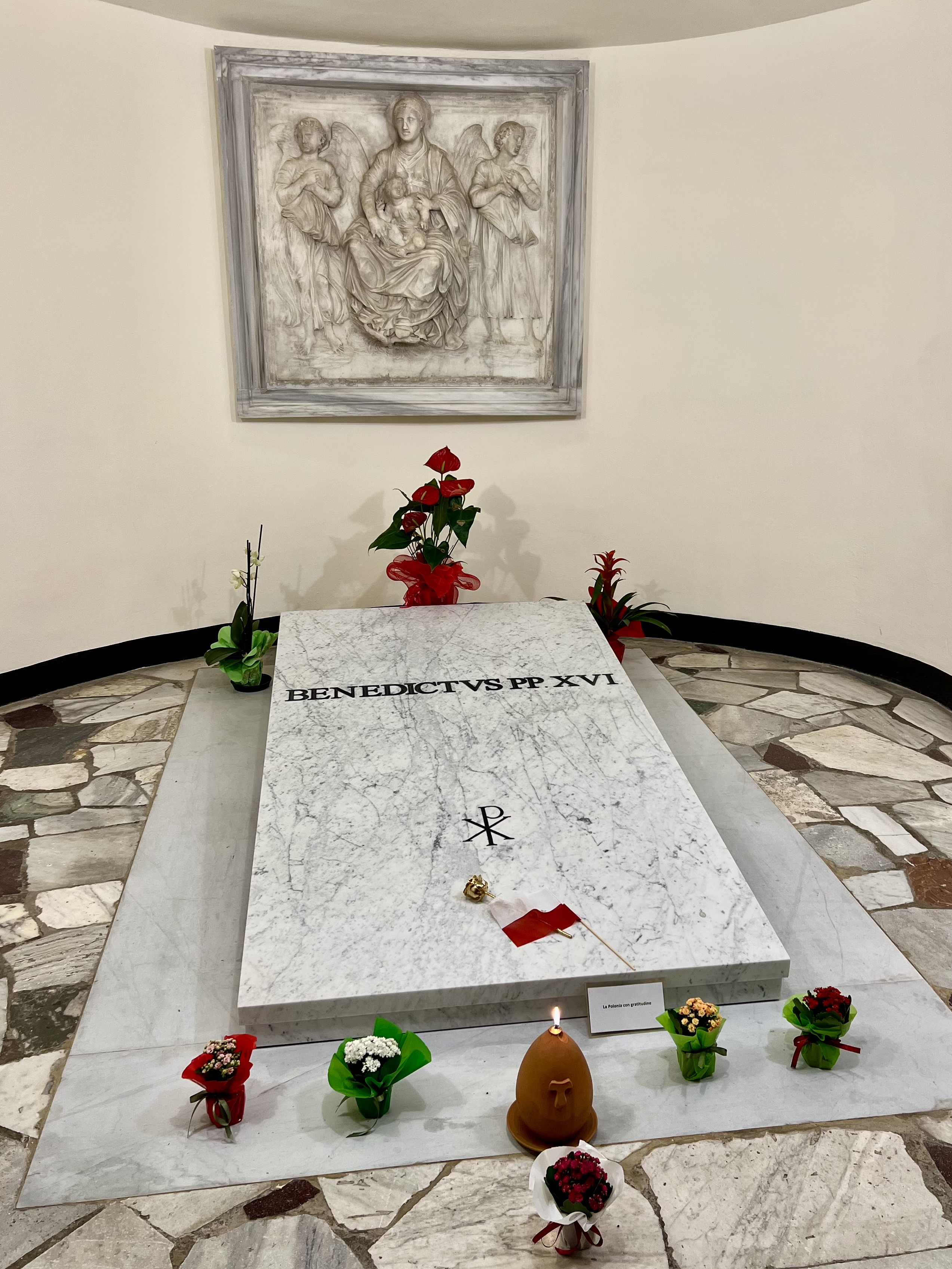
Tumba de Benedicto XVI.

## Arciprestes de la basílica desde 1053
El arcipreste de la basílica de San Pedro es el jefe ejecutivo del culto y el cuidado pastoral de la basílica, y siempre es un cardenal. Algunos de los arciprestes más destacados de la basílica fueron los cardenales Giovanni Gaetano Orsini (1276-1277) y Pietro Barbo (1445-1464), que más tarde llegarían a ser los papas Nicolás III y Paulo II, respectivamente.
En la actualidad ocupa el cargo el cardenal Mauro Gambetti, desde el 22 de febrero de 2021.